# Segnaletica bilingue
La segnaletica bilingue (o, per estensione, multilingue) è costituita dalla rappresentazione in un pannello segnaletico di iscrizioni in più di una lingua. L'utilizzo della stessa è di norma riservato a situazioni locali nelle quali vige il bilinguismo amministrativo (regioni bilingui o di confine) o vi è un notevole flusso turistico o commerciale (aeroporti, stazioni, porti, punti di frontiera, città turistiche, itinerari internazionali, sedi di autorità internazionali). In senso estensivo include, nelle regioni le cui lingue sono trascritte in alfabeti diversi da quello latino, la traslitterazione dei toponimi e l'eventuale traduzione dei testi complementari (solitamente in lingua inglese o francese). La tendenza generale è comunque quella di sostituire le informazioni che dovrebbero essere fornite in più lingue (a scapito della leggibilità della segnaletica stessa) con simboli e pittogrammi internazionalmente standardizzati rappresentativi del contenuto dell'informazione. L'impiego della segnaletica bilingue è forse il principale strumento simbolico di percezione e istituzionalizzazione della realtà bilingue di un territorio.

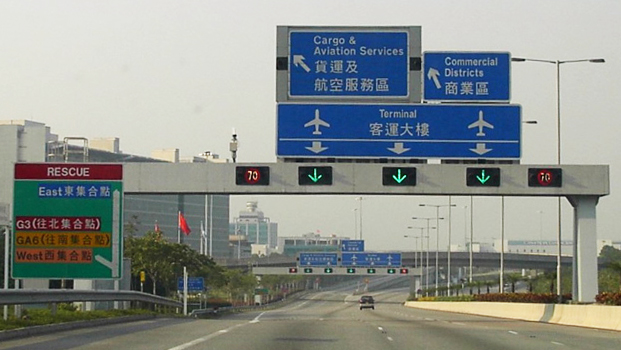
Segnaletica bilingue inglese/cinese a Hong Kong

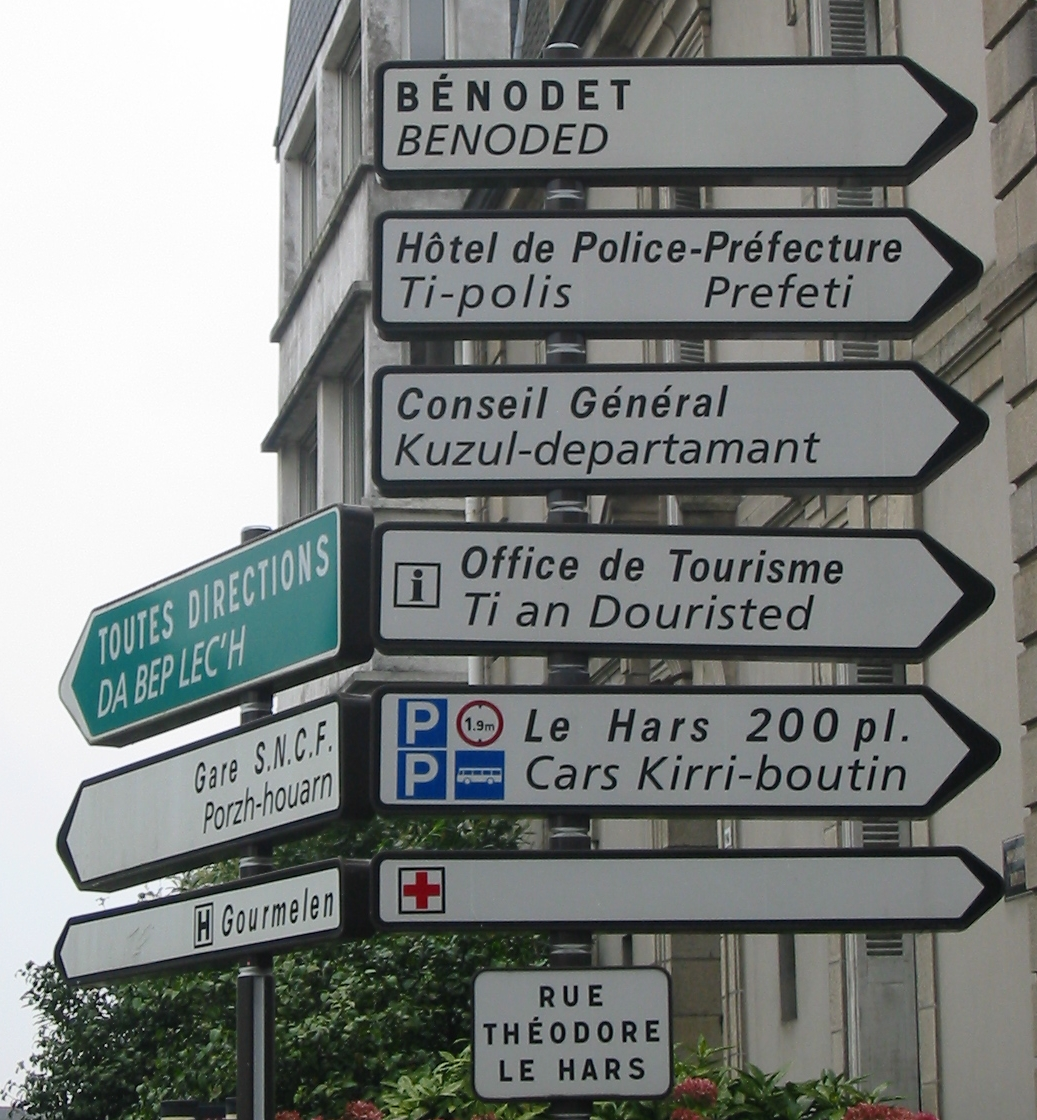
Segnaletica bilingue francese/bretone a Quimper (Bretagna)

## Evoluzione della segnaletica bilingue

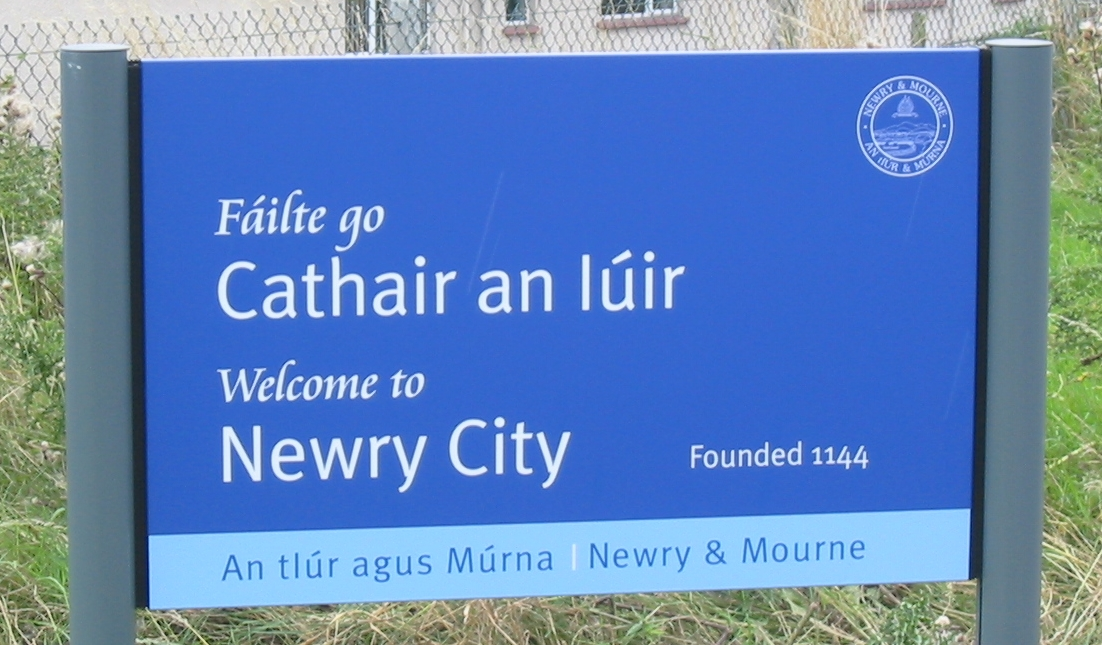
Segnale di benvenuto alla località di Newry (nell'Irlanda del Nord) in gaelico e inglese

L'utilizzo della segnaletica bilingue ha avuto nel corso degli ultimi anni una notevole espansione, in particolare nel mondo occidentale e democratico, dove si è accompagnato da un lato all'internazionalizzazione dei movimenti delle persone e dall'altra parte alla conquista di maggiori forme di tutela da parte di minoranze etniche e linguistiche, nonché alla consapevolezza della non corrispondenza tra i confini amministrativi degli Stati e le divisioni etnico-linguistiche.
I primi casi di segnaletica bilingue si riferiscono a situazioni assolutamente centrali e primarie come quella di Bruxelles nel Belgio, dove con l'inizio del secolo, il superamento del modello ottocentesco dello Stato/Nazione culturalmente unitario a seguito della rivendicazione di maggiori tutele linguistiche per la lingua fiamminga/olandese (peraltro maggioritaria nel paese nonostante il maggior prestigio del francese) ha portato a un lungo processo di parificazione tra l'uso delle due lingue. Il secondo esempio è stato quello del Tirolo meridionale germanofono (Alto Adige) che, annesso all'Italia con la prima guerra mondiale e successivamente oggetto di politiche di assimilazione (l'italianizzazione dei toponimi da parte di Tolomei), in forza del rispetto dei trattati internazionali ha dovuto applicare misure di tutela e parificazione tra le due lingue. Si noti che in entrambi i casi si tratta comunque di territori strategici confinanti con ambiti di lingue riconosciute e pienamente ufficiali in altri paesi, la cui alternativa alle iniziative di tutela poteva essere costituita dall'annessione all'altro Stato o dal ricongiungimento con quella che era la loro nazione, come nel caso dell'Alto Adige. In casi simili abbiamo avuto l'invasione tedesca delle regioni sudete in Cecoslovacchia e i ripetuti tentativi di ripresa dell'Alsazia, che però alla fine, restando francese, ha subito un inevitabile processo di francesizzazione. Diverso è il caso dell'Irlanda, che nonostante un forte processo di assimilazione da parte del Regno Unito riuscì a raggiungere l'indipendenza e ora protegge il gaelico irlandese come seconda lingua ufficiale dello stato, nonostante il numero molto esiguo dei parlanti.
Il primo esempio di rivendicazione di una lingua il cui ambito di diffusione si trova quasi completamente all'interno di un unico stato può essere fatto risalire all'esperienza del rinascimento della lingua catalana in Spagna precedentemente al periodo franchista, virtuosamente ripresa alla caduta dello stesso fino a determinare uno dei più evoluti casi di tutela linguistica in Europa, esempio imitato dalla maggior parte delle regioni autonome europee e divenuto spunto per numerose leggi di tutela e nonché per il Trattato del Consiglio d'Europa per la tutela delle lingue minoritarie.
L'impiego della segnaletica bilingue è spesso indicativo del livello di tutela e di effettivo plurilinguismo di un territorio, o talvolta della fase di evoluzione delle rivendicazioni di tutela:
1. La forma minima di tutela è costituito dalla semplice indicazione di alcuni toponimi nelle indicazioni di localizzazione (solitamente inizio centro abitato e nomi via o su indicazioni turistico-culturali), talvolta senza alcun riscontro di effettiva ufficialità e con l'impiego di caratteri minori rispetto alla versione "ufficiale"; in questi casi le indicazioni non vengono mai riportate sui cartelli direzionali e persiste una forte prevalenza visiva e di prestigio della lingua nazionale rispetto a quella locale, di fatto relegata al rango di dialetto; Rientrano in questa categoria ad esempio i comuni frisoni della Germania;
2. Una forma più evoluta è costituita dal diffuso impiego di indicazioni bilingui nella lingua nazionale (idioma primario) e in quella locale (come seconda forma), sia sulla segnaletica di localizzazione che su quella di direzione, normalmente con caratteri di pari dimensione ma talvolta tipograficamente differenziati; le indicazioni complementari vengono tuttavia normalmente riportate nella sola lingua nazionale al fine di non appesantire il carico di informazioni sui pannelli; si tratta di una soluzione di compromesso tra l'opportunità di dare pari visibilità a entrambe le lingue e il desiderio di mantenere una prevalenza di "ufficialità" della lingua nazionale. È esemplificativo in tal senso il caso della Corsica;
3. La terza forma costituisce la naturale evoluzione della seconda ed è costituita dall'applicazione del bilinguismo segnaletico perfetto, che riporta entrambe le versioni con pari dignità su ogni tipo di indicazione (incluse quelle complementari) secondo un ordine prioritario solitamente legato alla prevalenza linguistica degli abitanti (quindi dando la precedenza alla forma locale dove il numero dei locutori costituisca la maggioranza). In questo caso le lingue hanno effettivamente pari dignità o vi si registra una leggera prevalenza per la lingua locale. Questa casistica rappresenta l'effettiva applicazione del "bilinguismo" nella segnaletica. È il caso ad esempio dell'Alto Adige;
4. La forma più estrema di tutela è costituita dal passaggio al monolinguismo in cui la lingua locale assume il ruolo di unico veicolo di trasmissione delle informazioni relegando quella nazionale ad un ruolo secondario (almeno sotto l'aspetto visivo). È il caso della Catalogna in Spagna;
5. La maggior parte degli altri esempi esistenti rientra in situazioni ibride tra quelle appena analizzate.

Sono inoltre presenti casi in cui si registra un comportamento differenziato tra le varie autorità proprietarie delle strade, in cui solitamente la rete locale e urbana registra una forma più avanzata di bilinguismo (anche se spesso con risultati poco uniformi e standardizzati, talvolta ai limiti della conformità normativa) mentre la rete nazionale riflette maggiori difficoltà all'applicazione dello stesso (ma quando presente lo applica in forma maggiormente standardizzata e conforme).

## Problematiche legate all'impiego della segnaletica bilingue
L'impiego della segnaletica bilingue (o multilingue) in un territorio richiede comunque un notevole sforzo organizzativo e di coordinamento da parte delle autorità locali e presenta sia vantaggi che inconvenienti. Tra i vantaggi usualmente rilevati:
- si rivela molto utile nelle regioni di frontiera in quanto determina una continuità comunicativa tra i paesi confinanti nell'ottica dell'integrazione tra le relative popolazioni;
- rafforza la percezione dell'identità e della specificità di un luogo, legandola ad uno dei suoi aspetti più rappresentativi quale è la lingua; è il principale veicolo visivo che sancisce il raggiungimento dell'ufficialità di una lingua regionale o minoritaria.
- costringe a un maggiore impiego dei pittogrammi di facile percezione e a un accurato studio del layout dei pannelli al fine di contenere entro limiti accettabili la quantità di informazioni da trasmettere in più lingue e garantirne l'immediata percezione.
- incentiva la normalizzazione ortografica dei toponimi e delle varianti linguistiche locali.

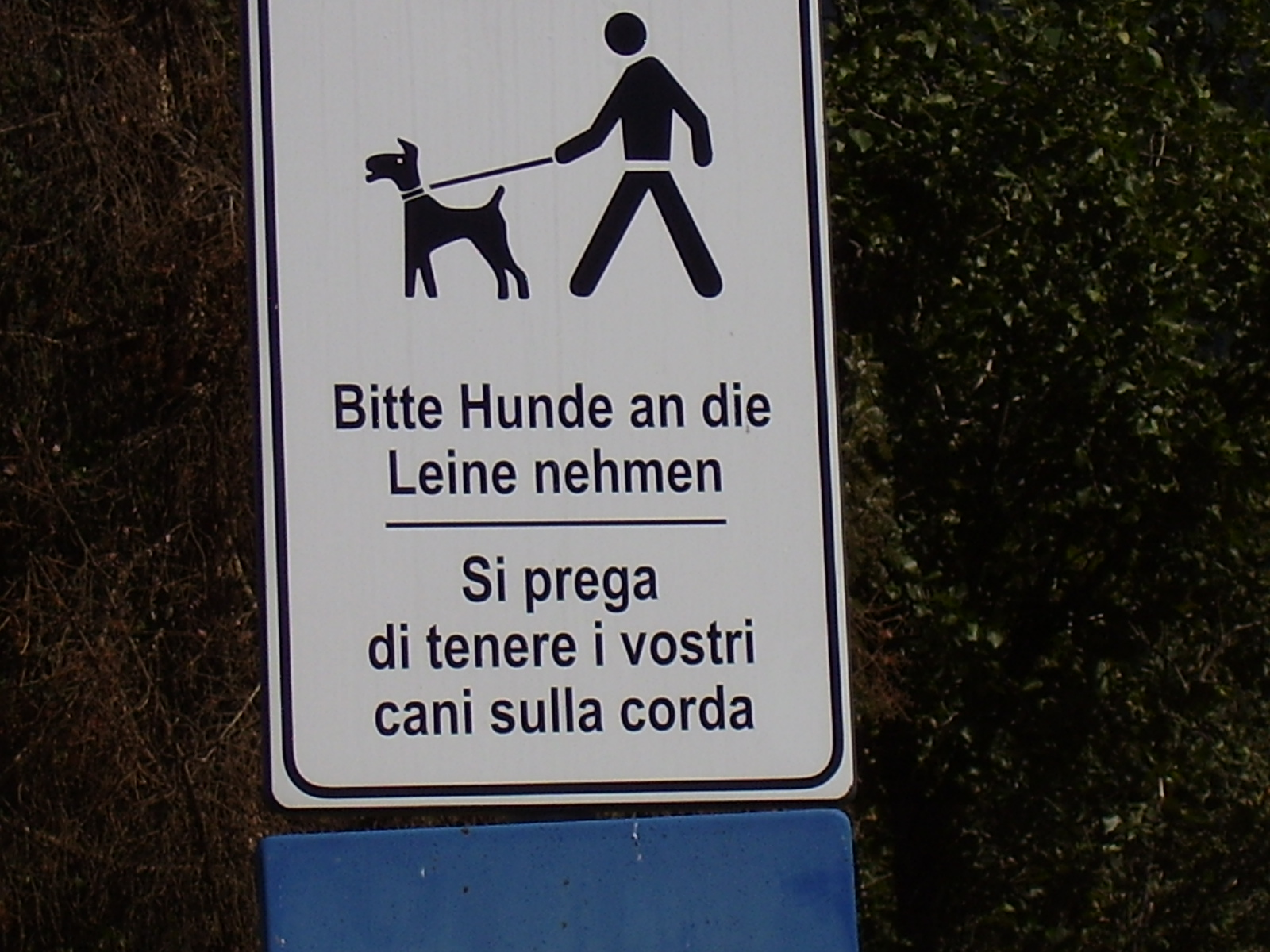
Un cartello bilingue che manifesta un diverso grado di padronanza delle due lingue

Tra i maggiori inconvenienti che la segnaletica bilingue usualmente comporta:
- il raddoppio dei testi che può ingenerare problemi alla sicurezza nella più difficoltosa percezione dell'informazione soprattutto in presenza di un layout deficitario del pannello;
- la ripetizione sui testi complementari, nel caso delle lingue regionali, di informazioni già presenti nella versione nazionale e già di per sé comprensibili agli utenti;
- problematiche varie relative all'adeguamento dello standard nazionale alla situazione bilingue, al coordinamento dell'ufficializzazione dei toponimi minoritari e della normalizzazione linguistica;
- una prevedibile maggiore spesa in relazione alle maggiori dimensioni dei pannelli segnaletici bilingui;
- una possibile opposizione "politica" all'iniziativa da parte dei governi centrali (specie nei paesi non democratici e centralisti) e da parte di gruppi nazionalisti o antinazionalisti.

Uno studio realizzato nel 2000 dall'Institute for Transport Studies dell'Università di Leeds su incarico dell'Assemblea del Galles e finalizzato a comprendere se la segnaletica bilingue possa creare problemi alla sicurezza stradale della guida (in relazione all'aumento della quantità di testo) ha in ogni caso dimostrato che in presenza di una corretta impostazione grafica non vi è alcuna significativa differenza nel tempo impiegato dai guidatori per assumere le informazioni in un pannello bilingue.

## Segnaletica stradale bilingue in Europa
L'unico, seppur indiretto riferimento alla segnaletica e toponomastica bilingue contenuto nella Carta europea delle lingue regionali o minoritarie del Consiglio d'Europa del 5 novembre 1992 è costituito dall'articolo 10 (Autorità amministrative e servizi pubblici), paragrafo 2 lettera g) che prevede che nelle "autorità locali e regionali sui cui territori risiede un numero di parlanti delle lingue regionali o minoritarie (...) le Parti si impegnano a permettere e/o promuovere: (...) l'uso o l'adozione, se del caso congiuntamente con l'adozione della denominazione nella/e lingua/e ufficiale/i, di forme tradizionali e corrette di toponomastica nelle lingue regionali o minoritarie".

### Albania
In Albania è presente una segnaletica stradale di indicazione bilingue, in albanese e greco, nella zona di Argirocastro (Gjirokastra/Αργυρόκαστρο), dove è storicamente presente una minoranza ellenica. Nel 2008 il sindaco del comune di Himara (Χειμάρρα), a sud di Valona dove alcuni albanesi sono bilingui, dopo aver sostituito l'indicazione stradale albanese con quella greca, è stato processato per violazione del Codice della Strada e danneggiamento dell'interesse dello Stato.

### Austria

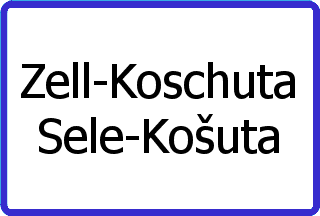
Cartello di inizio centro abitato bilingue tedesco/sloveno in Carinzia (Austria)

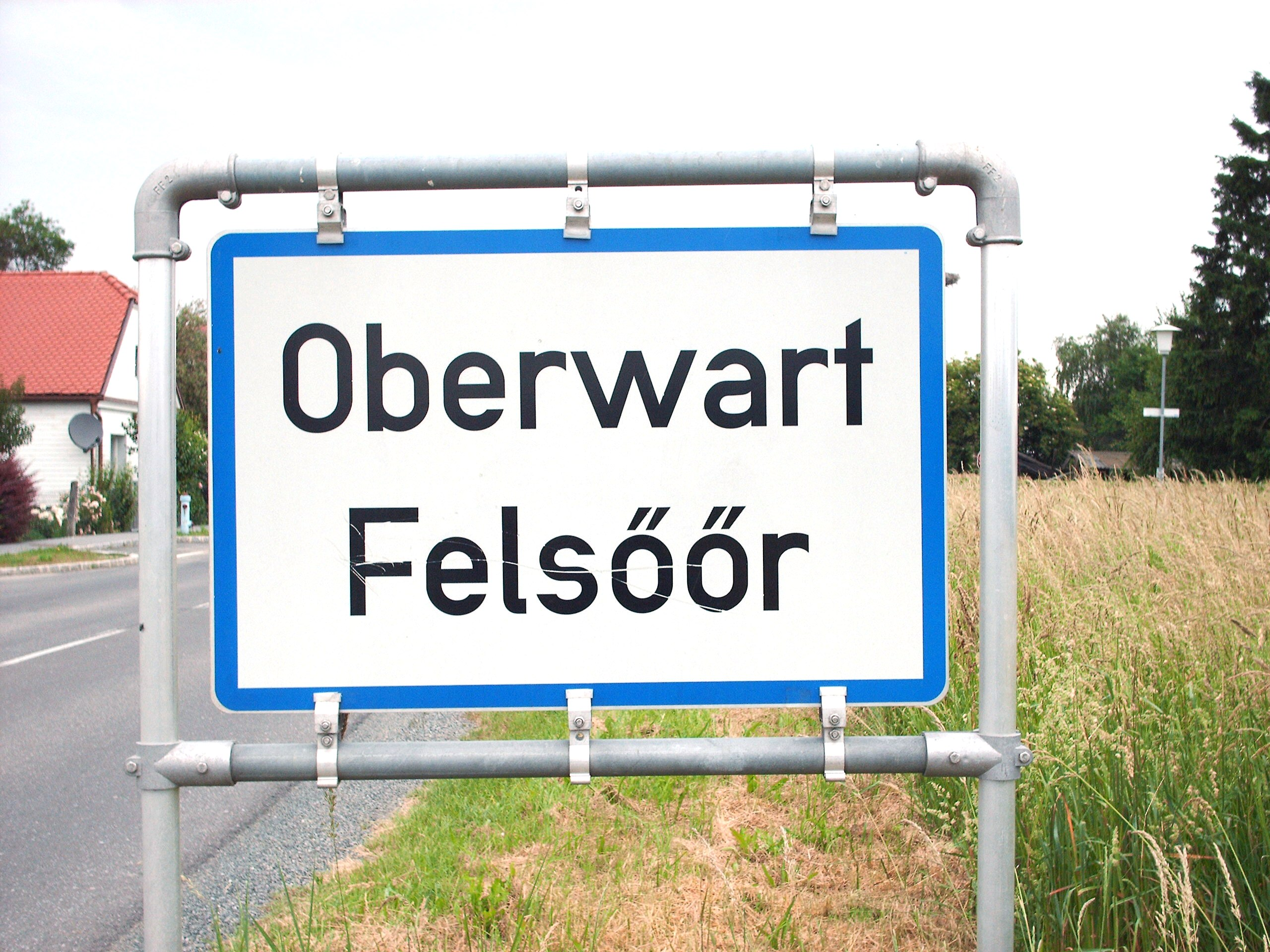
Cartello di inizio centro abitato bilingue tedesco/ungherese nel Burgenland (Austria)

In Austria la legge sulla tutela delle minoranze prevede la segnaletica bilingue nelle località in cui una minoranza linguistica costituisca almeno il 10% della popolazione. È bilingue la regione di Klagenfurt am Wörthersee (Carinzia), originariamente di lingua slovena in particolare nelle campagne, dove i toponimi tedeschi e sloveni hanno lo stesso status legale ma la segnaletica bilingue tedesco/sloveno si limita alle indicazioni di localizzazione (inizio e fine centro abitato, toponimi geografici) e ha provocato accese discussioni tra le autorità locali e le proteste dei movimenti politici nazionalisti (incluso il governo regionale della Carinzia guidato da Jörg Haider che si era all'epoca opposto al provvedimento), conclusesi con una sentenza dell'Alta Corte che ha dichiarato incostituzionale la mancanza della denominazione slovena ed ha ripristinato la segnaletica bilingue (anche se in base ad un recente sondaggio la maggior parte della popolazione della regione si oppone alla segnaletica bilingue).
Intorno al 2006, in alcune località della Carinzia (ad es. a Schwabegg/Žvabek), su simbolica iniziativa dell'allora governatore Haider - interpretando un'ulteriore sentenza dell'Alta Corte del 2001, che riteneva legalmente "accettabile" ed economico l'utilizzo di un pannello complementare in alternativa all'impiego di un unico cartello totalmente bilingue - erano state rimosse le targhe bilingui già installate (con il testo in caratteri delle stesse dimensioni) ed erano state sostituite da una più grande targa monolingue in tedesco sovrastante una molto più piccola con la denominazione in sloveno (in carattere minore). Attualmente però, già a partire dal 2012, la Carinzia si è dotata di cartelli bilingui in tutte le località dove è presente una minoranza slovena, sia come inizio e fine di centro abitato, sia per le indicazioni di vie secondarie.
Presenta segnaletiche bilingui anche parte della regione del Burgenland nei pressi di Eisenstadt al confine con l'Ungheria: alcune località (come Spitzzicken/Hrvatski Cikljin) in tedesco e croato e altre (come Oberwart/Felsőőr) in tedesco e ungherese. Nel Burgenland non si sono rilevate accese discussioni politiche sulla segnaletica bilingue come in Carinzia, ciò nonostante nello spazio temporale di un anno, tra il 2014 e il 2015, si è verificato il caso in cui un cartello bilingue sia stato rimosso ben quattro volte, a Unterwart/Alsóőr, motivando così l'intervento della polizia.
Durante il carnevale 2006 nella città di Dornbirn, nel Vorarlberg, alcuni ignoti in vena di scherzi e in polemica con lo Stato austriaco hanno apposto una pellicola adesiva su tutti i cartelli di inizio centro abitato riportante la doppia indicazione Dornbirn/Dorobiro (nel dialetto locale tedesco alemanno) con un risultato sorprendentemente professionale e attendibile. La polizia locale ha successivamente rimosso la pellicola ripristinando la forma ufficiale monolingue dei cartelli.

### Belgio

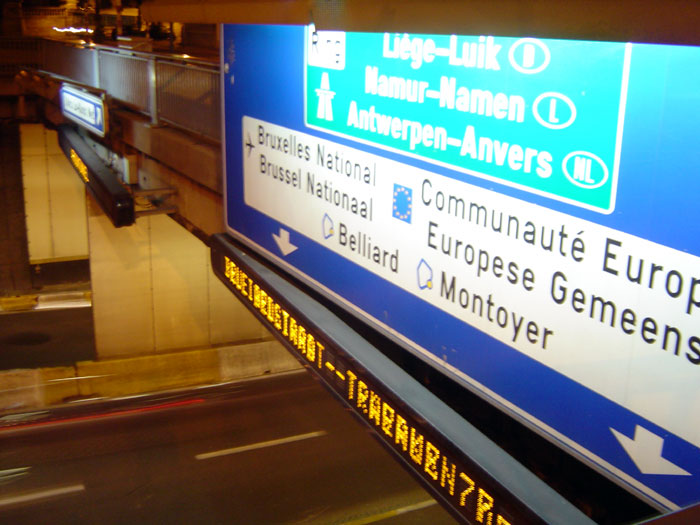
Portale bilingue francese/olandese a Bruxelles

In Belgio è bilingue francese/olandese la regione di Bruxelles, dove tutta la segnaletica locale compare nella doppia forma linguistica (con stesso carattere e dimensione). Le regioni delle Fiandre e della Vallonia sono invece rispettivamente di lingua olandese e francese, in cui è redatta la relativa segnaletica monolingue. Nel Cantone Orientale (o Comunità germanofona) lungo una fascia al confine con Germania e Lussemburgo nei pressi di Eupen) è invece ufficiale la lingua tedesca e tutta la segnaletica è redatta in lingua tedesca e francese.

### Bielorussia e Ucraina
In Bielorussia la segnaletica stradale è interamente in bielorusso e russo, esclusivamente in grafia cirillica, ad eccezione di qualche zona di confine.
In Ucraina la segnaletica stradale è interamente in ucraino, esclusivamente in grafia cirillica, anche nelle grandi città. Fanno eccezione la zona dell'aeroporto di Kiev, alcune zone di confine e i luoghi di grande rilevanza turistica.

### Bulgaria, Macedonia del Nord, Serbia, Kosovo e Montenegro

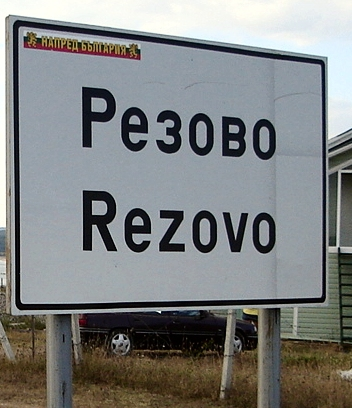
Segnaletica in bulgaro con testo cirillico e traslitterazione latina nei pressi del confine in Bulgaria

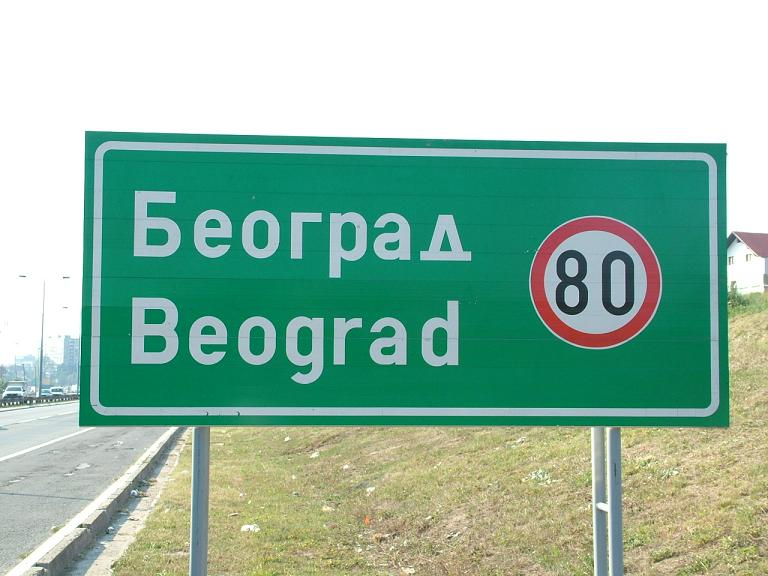
Segnaletica in serbo nella doppia grafia cirillica e latina in Serbia

In Serbia sono ufficiali entrambi gli alfabeti e tutti i cartelli stradali di direzione riportano sempre la doppia grafia, mentre altri cartelli, come quelli dei nomi delle strade, generalmente solo quella cirillica.
Nella provincia a minoranza ungherese della Voivodina la segnaletica "trilingue" in serbo in grafia cirillica, serbo in grafia latina e ungherese, già autorizzata nel 2003 (Остојићево/Ostojićevo/Tiszaszentmiklós), a seguito di numerosi atti vandalici è stata progressivamente rimossa nel 2004 e sostituita con una segnaletica monolingue in serbo (in grafia cirillica). In seguito, con la separazione di Montenegro e Serbia, è stata ristabilita la segnaletica multilingue.
Nel Kosovo in base alla norma Standards for Kosovo del 2004 la denominazione delle istituzioni e dei toponimi nella segnaletica stradale deve essere normalmente riportata nella doppia forma in albanese e serbo in grafia latina come a Prishtinë/Priština e Preshevë/Preševo (sotto l'amministrazione jugoslava erano in serbo, in grafia cirillica, e in albanese), con l'aggiunta (trilingue) della denominazione delle località anche in turco o bosniaco (se differente) in alcune aree con significativa presenza di comunità turche o bosniache. In numerosi comuni è stata tuttavia rilevata la volontà a mantenere la sola denominazione in albanese, impiegando cartelli apparentemente bilingui come a Rahovec/Rahoveci che riporta la doppia versione in albanese (ufficiale) e dialetto albanese (privo di qualsiasi ufficialità), ma omette Orahovac in serbo (ufficiale), a Skenderaj/Skenderai (per Skenderaj/Srbica), a Ferizaj/Ferizai (per Ferizaj/Urosevac) e a Stan Terg/Stan Tërg (per Stan Terg/Stari Terg). Altri comuni hanno invece cambiato denominazione assumendo un nuovo toponimo esclusivamente albanese come a Dardane per Kamenice/Kosovska Kamenica. Similmente, nelle aree a maggioranza serba alcuni cartelli bilingui sono stati sostituiti da cartelli scritti esclusivamente in serbo in grafia cirillica, successivamente ripristinati.
Nel Montenegro la cartellonistica è interamente in lingua montenegrina a caratteri latini. Nei centri abitati verso il confine albanese nei pressi di Dulcigno (Ulcinj/Ulqini), sono presenti, pur senza alcun valore di ufficialità, indicazioni di nomi di via in serbo (in grafia latina) e albanese (ad es. ulica Majka Tereza/rruga Nëne Terezë).
In Macedonia del Nord la cartellonistica di direzione è interamente traslitterata in caratteri latini. Nella regione di confine di Tetovo viene impiegata segnaletica di direzione in macedone (cirillico) e albanese (Тетово/Tetovë).
In Bulgaria la segnaletica anche sugli itinerari principali utilizzava prevalentemente il solo bulgaro in caratteri cirillici (es. София), mentre erano presenti cartelli dove veniva riportata anche la forma traslitterata in caratteri latini solo in prossimità dei punti di confine (es. Резово/Rezovo). Con l'ingresso della Bulgaria nell'Unione europea la segnaletica viene traslitterata anche in caratteri latini (es. София/Sofija).

### Cipro
A Cipro, come in Grecia, la segnaletica riporta sulla segnaletica di indicazione la doppia trascrizione in lingua greca e in caratteri latini. Nei comuni in cui è presente una significativa minoranza turca è inoltre presente, se differisce dalla traslitterazione latina, anche la denominazione in lingua turca (ad es. Πύλα/Pyla/Pile). Nella Repubblica Turca di Cipro del Nord è stata inserita una segnaletica stradale che riporta di solito esclusivamente la neo-denominazione in turco.

### Croazia

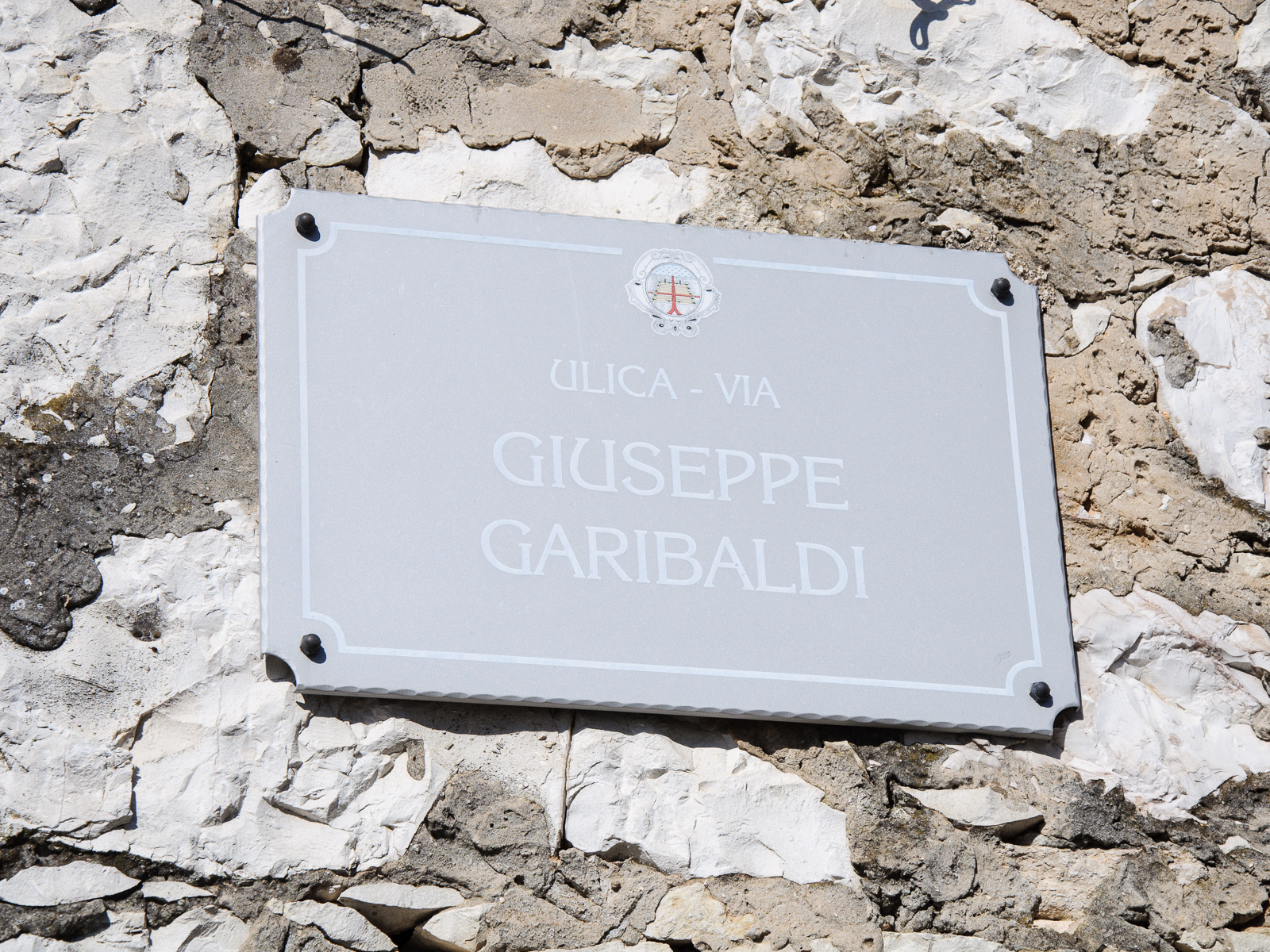
Targa nome strada bilingue croato-italiano a Verteneglio

In Croazia sono ufficialmente bilingui diversi comuni, soprattutto costieri o dell'immediato entroterra, della Regione Istriana (tra cui Pola, Parenzo, Rovigno e Umago), nei quali la segnaletica di localizzazione, direzione (limitatamente ai toponimi bilingui) e nome via è di norma riportata generalmente bilingue croato/italiano. La mancanza di una normativa comune di riferimento (sono i singoli comuni a decidere se adottare o meno il bilinguismo) si avverte nella forte disomogeneità della cartellonistica, a volte anche all'interno dello stesso comune, con risultati estetici e pratici non sempre soddisfacenti. Come nel caso della Slovenia, anche per i comuni bilingui dell'Istria croata le indicazioni in italiano sono più oscurate o a volte incomplete. Inoltre la cartellonistica di direzione è esclusivamente in croato (salvo alcune eccezioni), anche laddove diriga verso comuni o città con storica denominazione in italiano. Al di fuori dei comuni a statuto bilingue la cartellonistica è esclusivamente in croato, anche nel caso si tratti di cartellonistica di direzione verso comuni ufficialmente bilingui (ad es.: Rovigno viene indicata semplicemente come Rovinj, e non come Rovinj/Rovigno). Diversi microtoponimi e informazioni complementari sono inoltre riportati solo in croato, soprattutto nell'entroterra. A Fiume e in Dalmazia la segnaletica è esclusivamente in croato, nonostante la presenza di minoranze italofone.

### Danimarca
In Danimarca è presente una consistente minoranza di lingua tedesca nell'ex distretto di confine dello Jutland Meridionale (Sønderjylland/Nordschleswig) oggi compreso nella nuova regione della Danimarca Meridionale, in consolidato rapporto di reciprocità nella tutela linguistica con la confinante minoranza danese del Südschleswig/Sydslesvig nella regione dello Schleswig-Holstein in Germania. A fronte della proposta avanzata dalla minoranza di lingua tedesca di installazione della segnaletica bilingue in quattro comuni con minoranze storiche tedesche (Aabenraa/Apenrade, Haderslev/Hadersleben, Sønderborg/Sonderburg e Tønder/Tondern), le autorità politiche locali e i media hanno tuttavia categoricamente escluso ogni forma di bilinguismo nella segnaletica.

### Finlandia

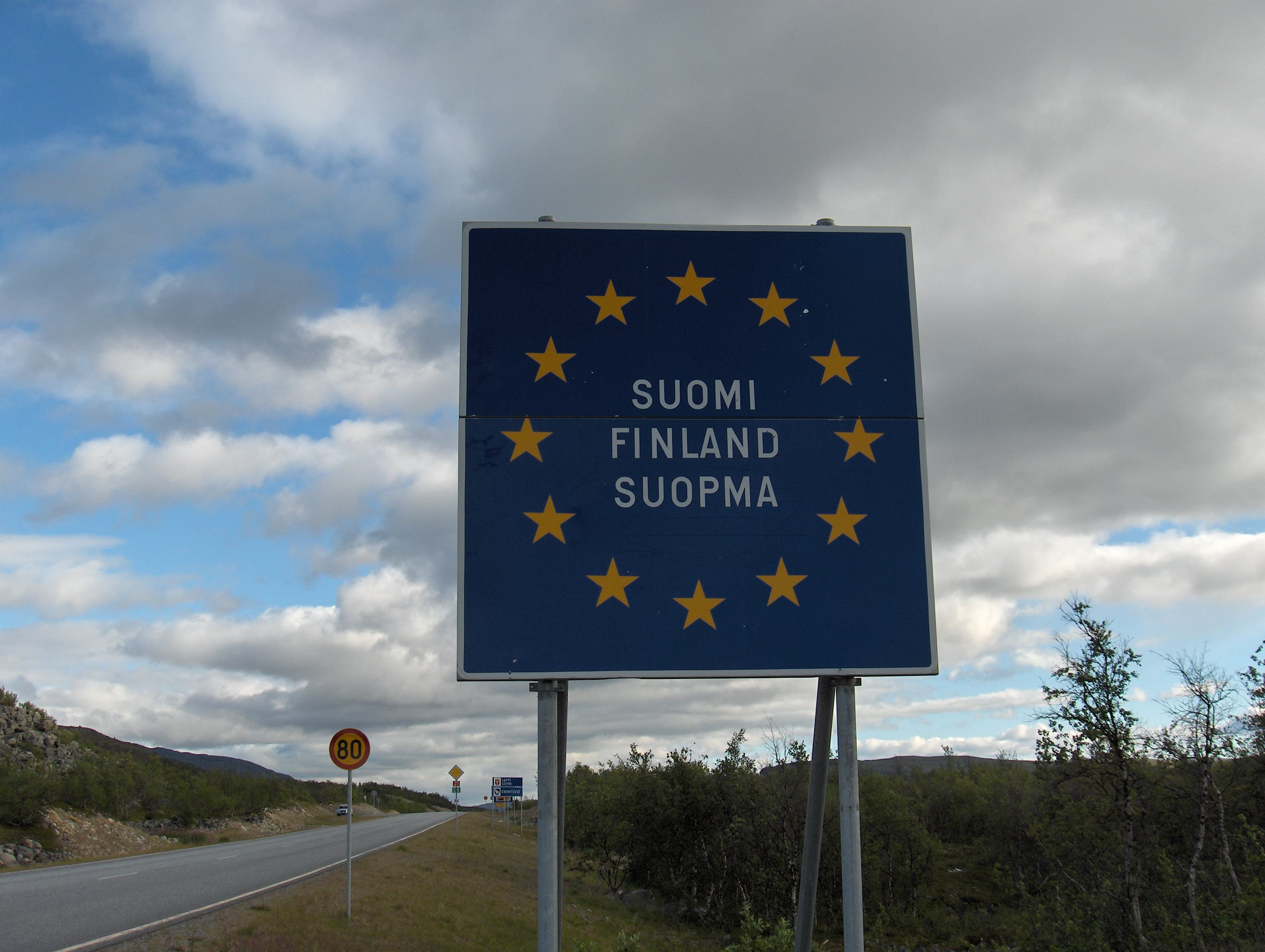
Segnale di confine di Stato trilingue in finlandese, svedese e sami nei pressi di Kilpisjärvi in Lapponia (Finlandia)

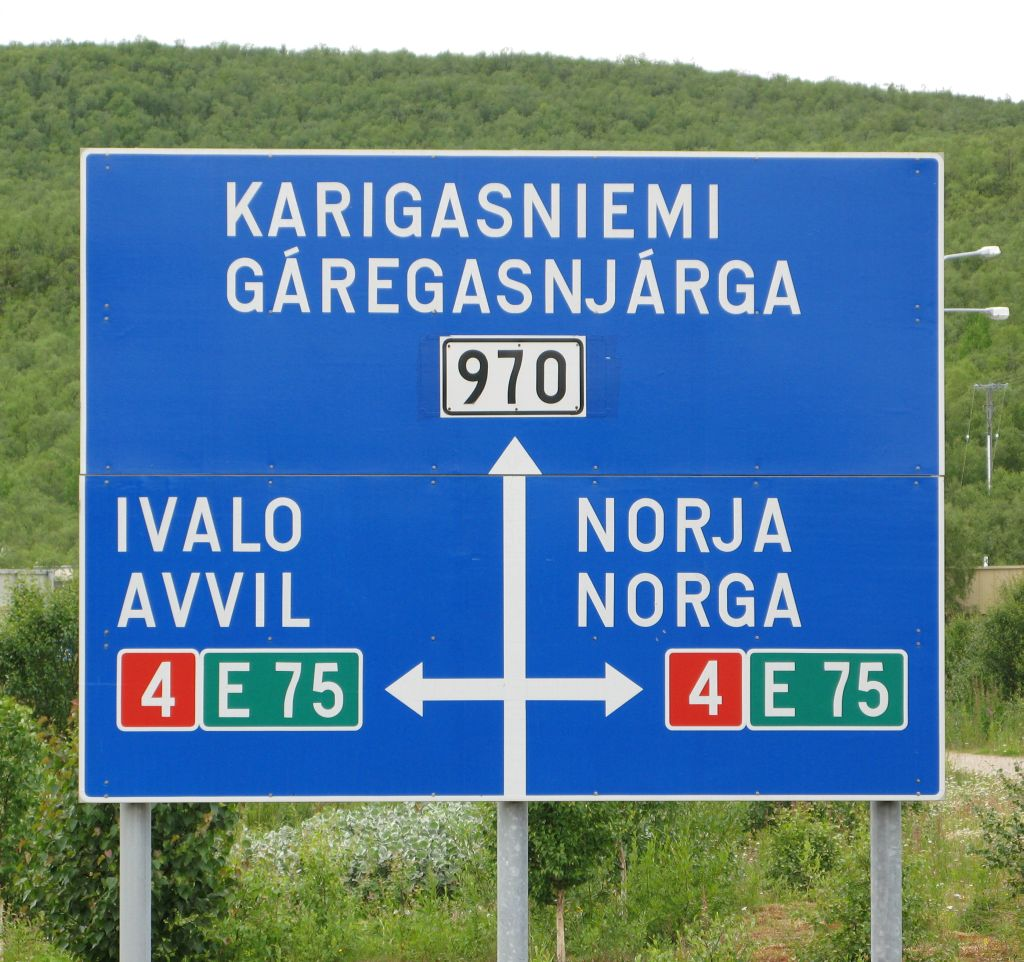
Segnaletica di preavviso in finlandese e sami su una strada regionale a Utsjoki in Lapponia (Finlandia)

La Finlandia, dove circa il 6% della popolazione è di madrelingua svedese, possiede una delle legislazioni europee più evoluta in materia linguistica. I comuni finlandesi possono essere ufficialmente di lingua finlandese, svedese o bilingue. I casi possono essere riassunti nel seguente modo:
- comune con minoranza di lingua svedese minore dell'8% e inferiore a 3 000 abitanti: comune monolingue finlandese
- comune con minoranza di lingua svedese maggiore dell'8% o superiore a 3 000 abitanti: comune bilingue
- comune con minoranza di lingua finlandese minore dell'8% e inferiore a 3 000 abitanti: comune monolingue svedese
- isole Åland: in tutti i comuni della provincia autonoma l'unica lingua ufficiale è lo svedese

Nei comuni classificati bilingui finlandese/svedese, principalmente nella regione dell'Ostrobotnia e lungo la costa sud-occidentale del paese che include la capitale Helsinki, la toponomastica ufficiale è riportata in doppia forma e tutta la segnaletica è bilingue (inclusa la rete autostradale) finlandese/svedese. La lingua maggioritaria decide l'ordine in cui i segnali vengono posizionati (una maggioranza linguistica finlandese implica che l'indicazione più in alto sia finlandese e viceversa).
Nell'arcipelago delle isole Åland e nei comuni finlandesi continentali di Korsnäs, Närpes e Larsmo, lo svedese è l'unica lingua ufficiale e come tale unico ad essere riportato sulla segnaletica.
Nel nord della nazione, in Lapponia, le indicazioni di localizzazione di alcuni paesi sono riportate sia in lingua finlandese che in uno degli idiomi sami parlati nella zona, come anche le indicazioni di confine di Stato.

### Francia

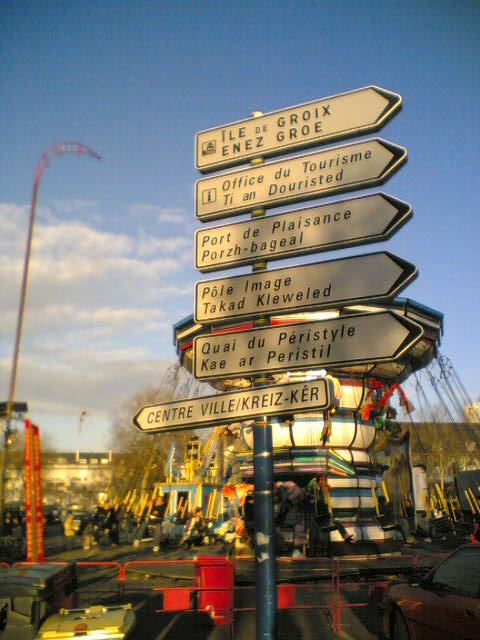
Segnaletica bilingue francese/bretone in Bretagna

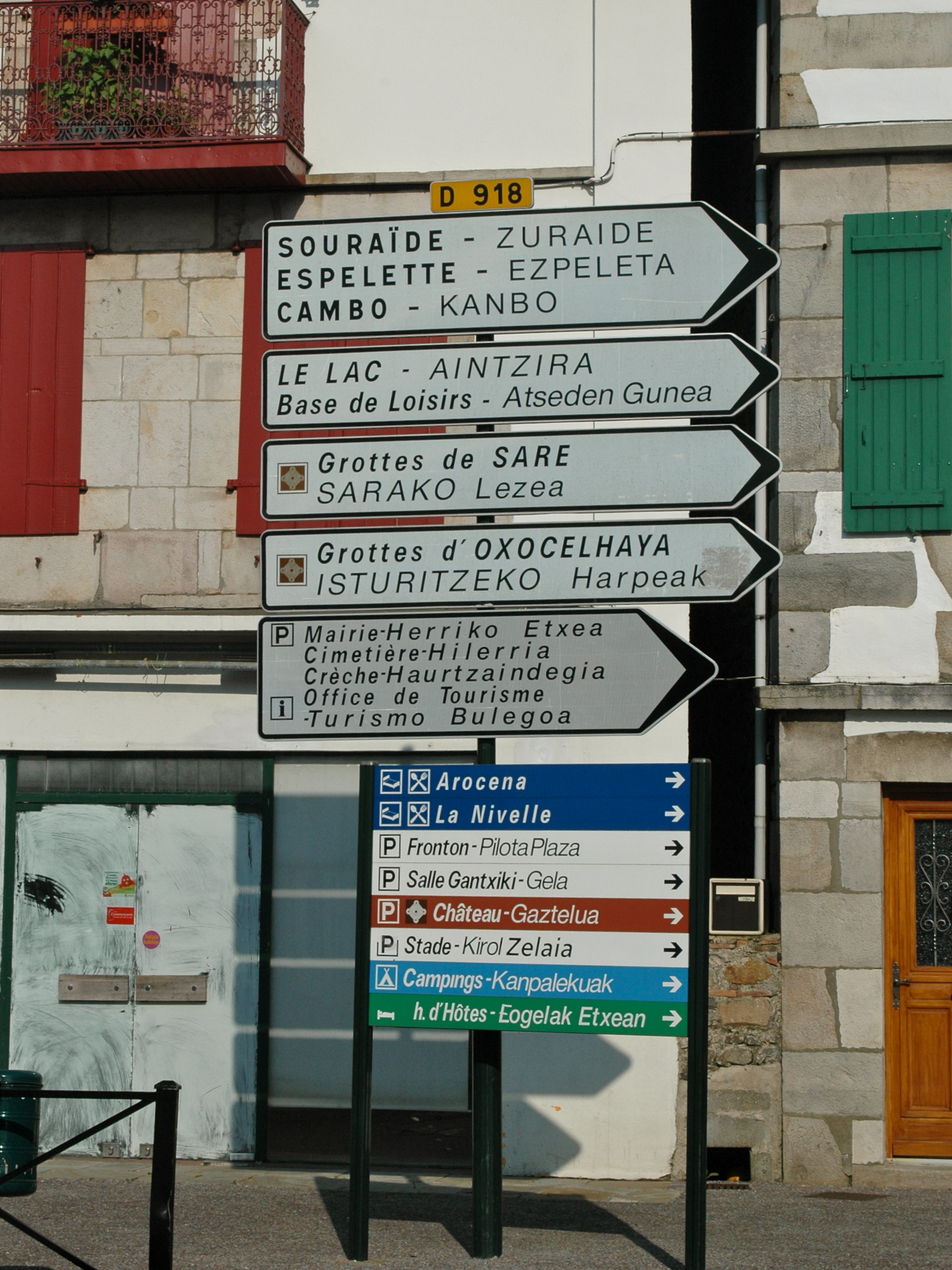
Segnaletica bilingue in francese e basco a Saint-Pée-sur-Nivelle/Senpere nei Pirenei Atlantici

La segnaletica bilingue viene utilizzata nelle Regioni bilingui, ma limitatamente alle indicazioni toponomastiche di localizzazione e direzione, con esclusione per i testi complementari dei segnali rigorosamente in francese. Il testo nella seconda lingua viene normalmente scritto con un carattere della medesima dimensione e tipologia ma obliquo che ne rende più agevole la distinzione tra le due lingue e rende la segnaletica più chiara. L'unica eccezione è costituita dalle comunità di Tenda e Briga Marittima (italiane fino al 1947), situate nella Val Roia in Provenza-Alpi-Costa Azzurra, dove pur essendoci una popolazione anziana che parla anche italiano e un dialetto ligure, non è collocata alcuna segnaletica bilingue.

#### Bretagna
In Bretagna la segnaletica di localizzazione e direzione è spesso bilingue francese/bretone, particolarmente nei dipartimenti della Bretagna occidentale dove la lingua bretone è rimasta viva. I dipartimenti di Finistère, Côtes-d'Armor e Morbihan hanno generalizzato l'impiego della segnaletica bilingue nelle strade dipartimentali e locali così come sono esemplificative le municipalità di Guingamp, Lorient, Pluguffan, Quimper, Spézet ma anche in parte Brest. All'ingresso di diversi centri abitati è riportata la doppia forma in due cartelli sovrapposti (ad es. Rennes/Roazhon, pur situata al di fuori dell'attuale dominio linguistico bretone, Quimper/Kemper), talvolta anche con alcuni errori di trascrizione, così come sono riportati bilingui sulle strade dipartimentali e locali i confini di dipartimento (Département du Finistère/Departamant Penn-ar-Bed), i cartelli di preavviso e indicazione, le indicazioni geografiche (fiumi etc.), con eccezione per le indicazioni complementari. Come in altre regioni francesi viene normalmente utilizzata per il bretone la forma a caratteri obliqui, nonostante la raccomandazione dell'"Office de la Langue Bretonne" di impiegare lo stesso tipo di carattere tipografico per le due lingue. In diversi casi nei comuni minori il toponimo francese ricalca comunque quello bretone. Sono in ogni caso diffusamente presenti anche cartelli con indicazioni esclusivamente in francese (spesso corretti con la vernice), in particolare sulle strade nazionali (statali), dove tra l'altro i rari toponimi bretoni compaiono secondo regole di trascrizione superate.

#### Alsazia
In Alsazia, dove la popolazione parla un dialetto di tipo tedesco, i toponimi dei centri minori sono normalmente di origine tedesca (con qualche adattamento ortografico francesizzante). È tuttavia ufficiale la sola lingua francese, in cui sono redatti tutti i cartelli stradali. Nel centro storico di Strasburgo alcune denominazioni di via sono riportate nella doppia forma francese e tedesca, delle quali però solo la prima ha valore ufficiale.

#### Occitania
In alcuni comuni dell'Occitania sono riportate nella doppia forma in francese e nella variante locale della lingua occitana nei centri storici le denominazioni di via, talvolta anche in riferimento al precedente nome. In occitania non è comunque consentito l'uso della forma bilingue nella segnaletica di localizzazione. Ad esempio a Nizza sono riportate in francese e in nizzardo le indicazioni di inizio/fine centro abitato (Nice/Nissa) e la denominazione delle vie del centro storico (rue Sainte Marie/Carrera Santa Maria, Quai des États-Unis/Riba dou Miejou). La toponomastica ufficiale è comunque esclusivamente quella francese e la segnaletica stradale di direzione presenta sempre e in generale la sola forma francese. Anche nel confinante Principato di Monaco nel solo centro storico (Rocca) la denominazione delle vie è riportata in francese (lingua ufficiale) e monegasco, dialetto della lingua ligure con influenze occitane oggi pressoché estinto (es. rue centrale/carruyu de mezu). Dal 2007 anche il cartello che segnala il confine tra Francia e Principato di Monaco riporta una doppia tabella (Principeauté de Monaco,Monte-Carlo/Principatu de Mùnegu, Munte-Carlu).

#### Corsica

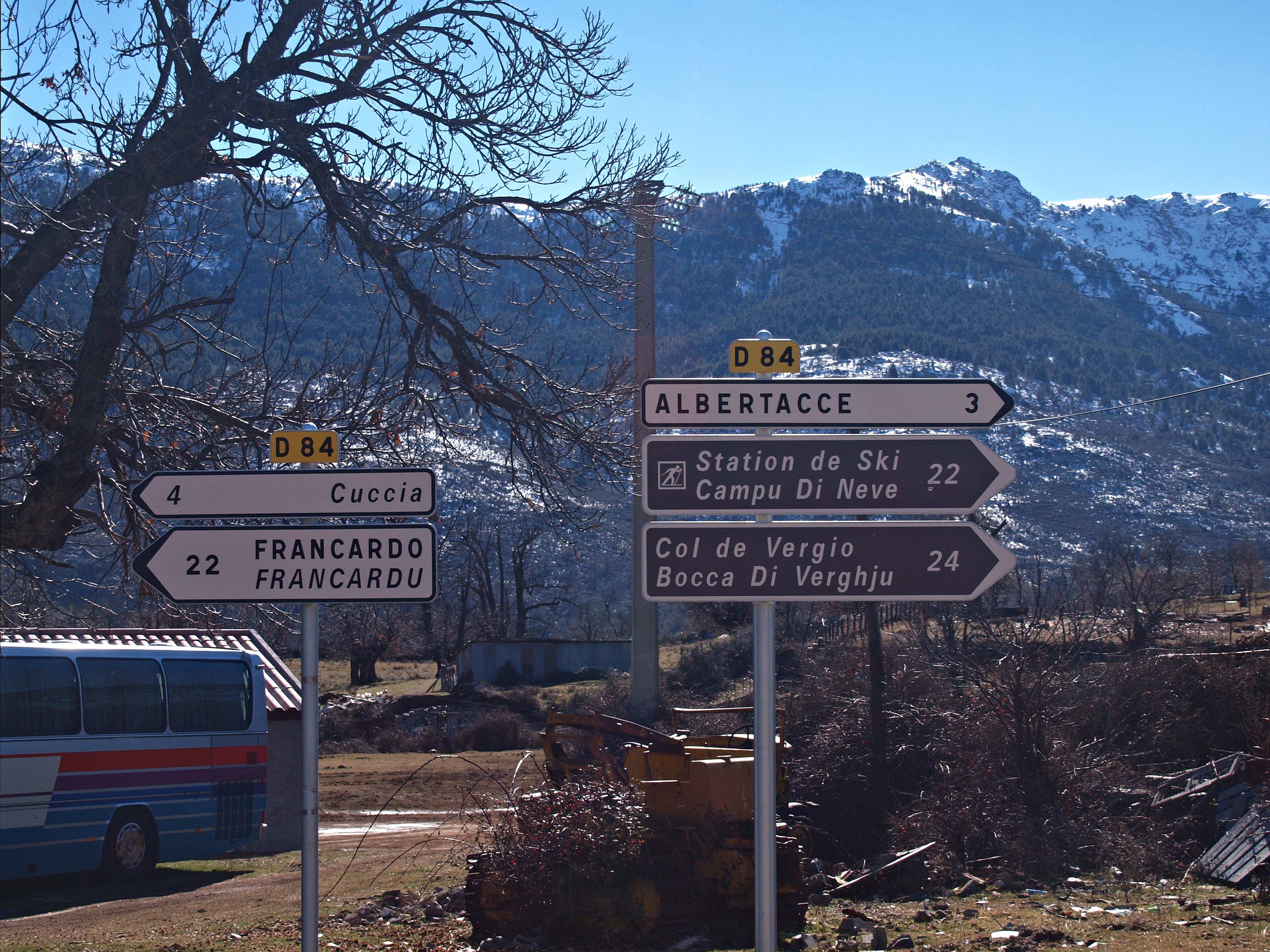
Cartelli stradali bilingue in francese e corso.

In Corsica, caso unico francese, la segnaletica di localizzazione e direzione è su tutto il territorio regionale interamente bilingue francese/corso (anche se la quasi totalità dei toponimi ufficiali francesi è riportata dalla versione italiana), incluse le strade nazionali (in quanto competenza della CTC, Collectivité Territoriale de Corse, la Regione) e dipartimentali (competenza dei Consigli Generali dei due dipartimenti), con notevole grado di uniformità: Ajaccio/Aiacciu, Corte/Corti, Porto-Vecchio/Porti-Vechju, Sartene/Sartè, Bonifacio/Bunifaziu. Sulla viabilità locale alcuni comuni, particolarmente nelle zone interne, hanno adottato cartelli di direzione esclusivamente in corso; viceversa, i nomi delle vie e i cartelli di servizio sono ovunque esclusivamente in francese.

#### Rossiglione
In Linguadoca-Rossiglione nel dipartimento dei Pirenei Orientali si possono trovare cartelli in francese/catalano.

#### Pirenei atlantici
In Aquitania nel dipartimento dei Pirenei Atlantici, sulle strade locali (dipartimentali e comunali) si possono trovare cartelli in francese e basco, così come doppi cartelli di inizio località (ad es. a Ascain/Azkaine).

#### Dipartimenti e regioni d'oltremare
I cartelli di indicazione nei dipartimenti e regioni d'oltremare (DOM) sono solitamente in francese e nella lingua creola locale.

### Germania

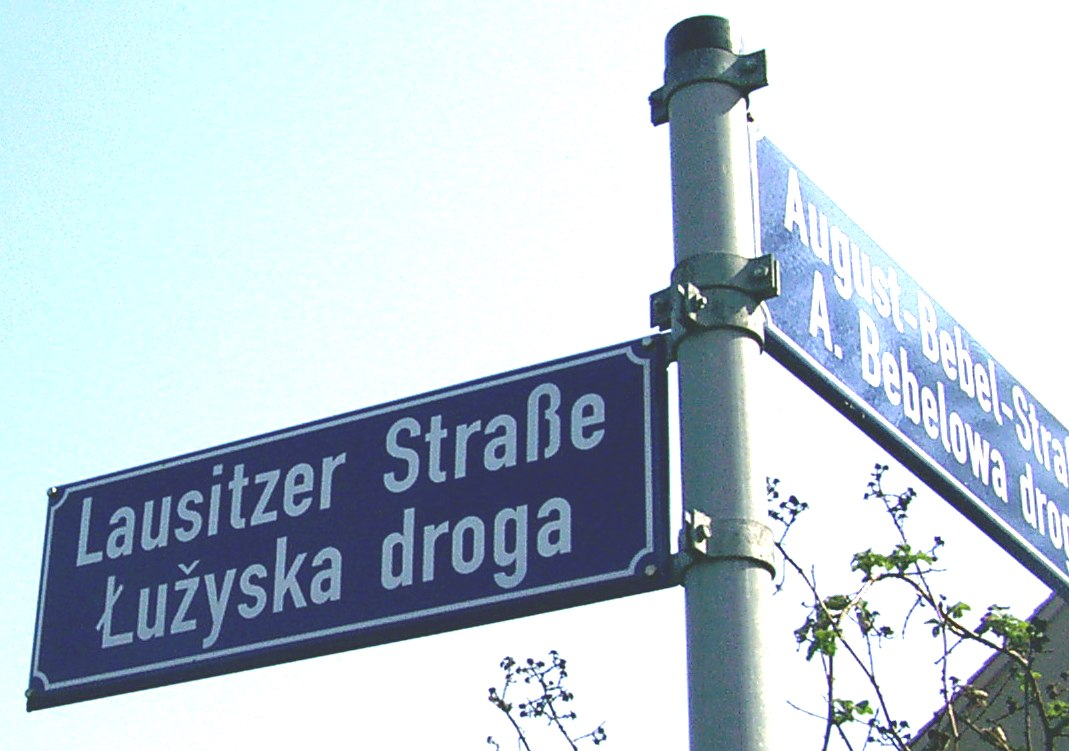
Nome via bilingue tedesco/sorabo-lusaziano a Cottbus

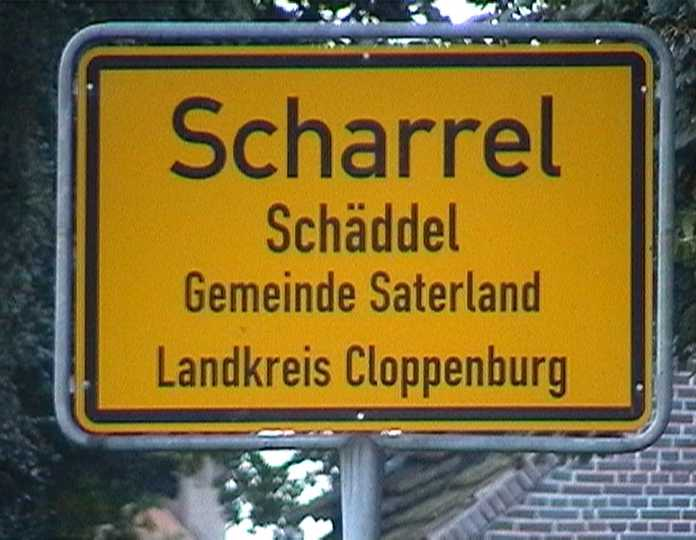
Cartello bilingue tedesco/frisone orientale nel Saterland

In Germania sono parzialmente bilingui le regioni di lingua sorabo-lusaziana intorno a Cottbus, i comuni frisoni del Saterland e delle Isole Frisoni orientali e la fascia di confine con la Danimarca.
Nella fascia di confine con la Polonia intorno alla città di Cottbus, di lingua e cultura soraba-lusaziana viene impiegata la segnaletica bilingue (limitatamente alla segnaletica di localizzazione).
Nella zona di lingua frisone orientale viene utilizzata la segnaletica bilingue nel Saterland (per la sola localizzazione a inizio/fine centro abitato), impiegando normalmente caratteri di minori dimensioni rispetto alla denominazione ufficiale in tedesco.
Nuove disposizioni del 2007 del Ministero delle Infrastrutture tedesco riguardano invece la promozione della segnaletica bilingue nella regione settentrionale dello Schleswig-Holstein, dove - oltre a minoranze frisoni (in cui la segnaletica bilingue è già presente come a Niebüll/Naibel) - vivono popolazioni autoctone danesi e parlanti il basso-tedesco (riconosciuto come lingua regionale), oggetto di tutela ma dove fino a questo momento non erano presenti segnaletiche bilingui. Mentre le popolazioni basso tedesche hanno accolto con favore tale provvedimento, cautela è stata espressa dalla numerosa comunità danese del Südschleswig/Sydslesvig in quanto il provvedimento verrebbe ad intaccare il tradizionale e consolidato rapporto di reciprocità di tutela linguistica con la confinante minoranza tedesca nell'ex distretto danese dello Jutland Meridionale (Sønderjylland/Nordschleswig) nella regione della Danimarca Meridionale dove le autorità e i media hanno categoricamente escluso ogni forma di bilinguismo nella segnaletica. La minoranza di lingua danese dello Schleswig ha in ogni caso chiesto con l'appoggio delle autorità locali l'installazione di targhe bilingui di centro abitato nella città di confine di Flensburg/Flensborg.

### Gran Bretagna

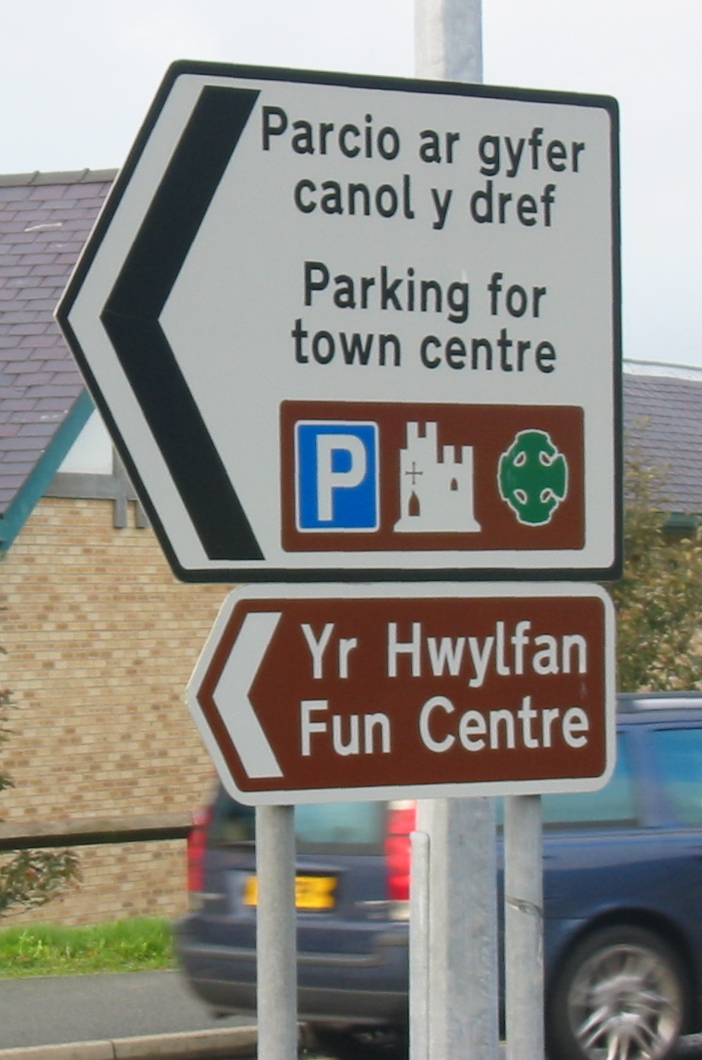
Segnaletica bilingue gallese/inglese a Caernarfon (Galles)

In Gran Bretagna la segnaletica bilingue viene utilizzata nel Galles e nella parte nord-occidentale della Scozia. Segnaletica bilingue inglese/francese e miglia/chilometri (la Gran Bretagna utilizza ancora il sistema di misurazione imperiale sulla segnaletica stradale, pur essendo ormai ufficiale il sistema metrico) viene inoltre utilizzata a Dover nel tratto terminale degli itinerari principali che conducono verso e dalla Francia (porto, Eurotunnel).

#### Galles
Nel Galles viene utilizzata la segnaletica bilingue inglese/gallese sull'intero territorio regionale per quanto concerne la segnaletica di localizzazione e direzione e talvolta anche sulla segnaletica orizzontale (es. SLOW/ARAF). Le diciture utilizzano normalmente lo stesso tipo di carattere impiegato per la parte inglese senza distinzione di dimensione o colore. Diverse indicazioni locali (nomi via etc.) sono tuttavia riportate solo in inglese. Sulla rete stradale la priorità per la lingua inglese o gallese dipende dalla lingua prescelta dall'ente proprietario della strada. Normalmente nel sud del Galles le indicazioni sono riportate principalmente secondo la successione inglese/gallese mentre nel nord seguono l'ordine gallese/inglese. In diversi comuni del nord è inoltre ufficiale la sola denominazione delle vie in gallese.

#### Scozia

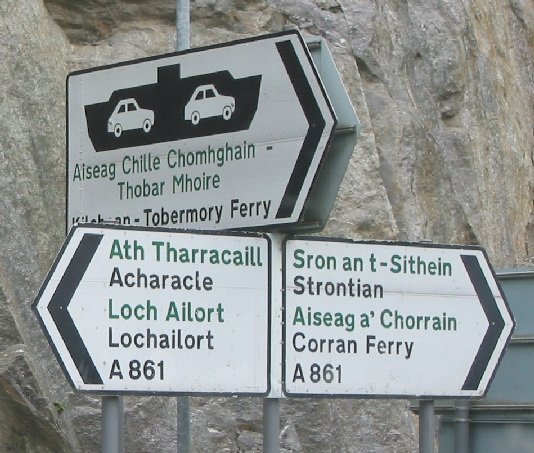
Segnaletica bilingue gaelico scozzese/inglese nelle Highlands (Scozia)

Nella Scozia da alcuni anni viene utilizzata nelle Isole Ebridi (The Western Isles/Na h-Eileanan Siar) - dove ha ufficialmente sostituito l'inglese nella toponomastica ai sensi del Gaelic Names Scotland Act del 1997 - e nella fascia nord occidentale della regione (Scottish Highlands), dove è ancora vitale la lingua gaelica. Le indicazioni sono riportate al di sopra in gaelico scozzese (in colore verde scuro) e al di sotto in inglese, con lo stesso carattere e dimensione.

### Grecia

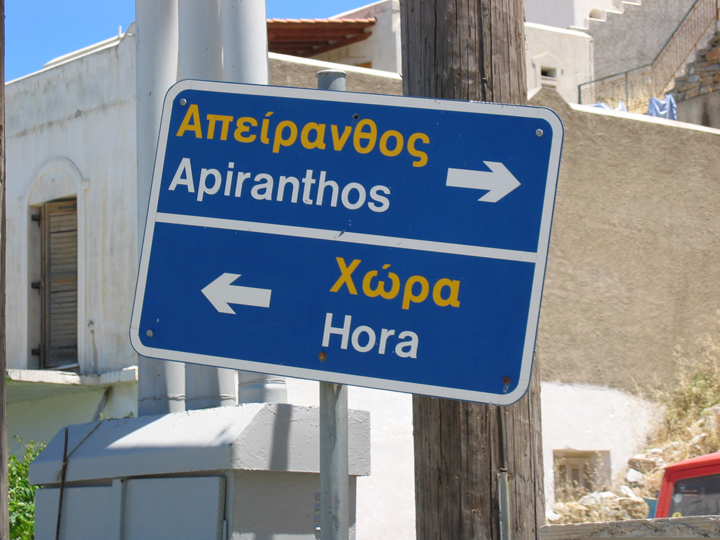
Segnaletica in greco e alfabeto latino a Nasso

La Grecia ancora non riconosce le zone con presenza di minoranze etno-linguistiche e non permette la segnaletica bilingue. Poiché la lingua greca utilizza un proprio alfabeto non latino, riporta abitualmente sulla propria segnaletica la trascrizione in caratteri latini o in lingua inglese (nello stesso cartello sotto la dicitura greca o in un altro pannello successivo). Al fine di agevolare la distinzione su fondo scuro (ad esempio blu) i testi in carattere greco hanno normalmente colore giallo e quelli in carattere latino colore bianco. Su fondo chiaro (ad esempio bianco) hanno entrambi colore nero. Diverse informazioni complementari e minori non sono trascritte in alfabeto latino così come la traslitterazione latina è maggiormente rara nelle zone rurali.
Non sono ufficialmente riconosciute le minoranze linguistiche presenti (albanesi, arumeni, bulgari e slavi), le cui denominazioni non sono presenti nella segnaletica.

### Irlanda

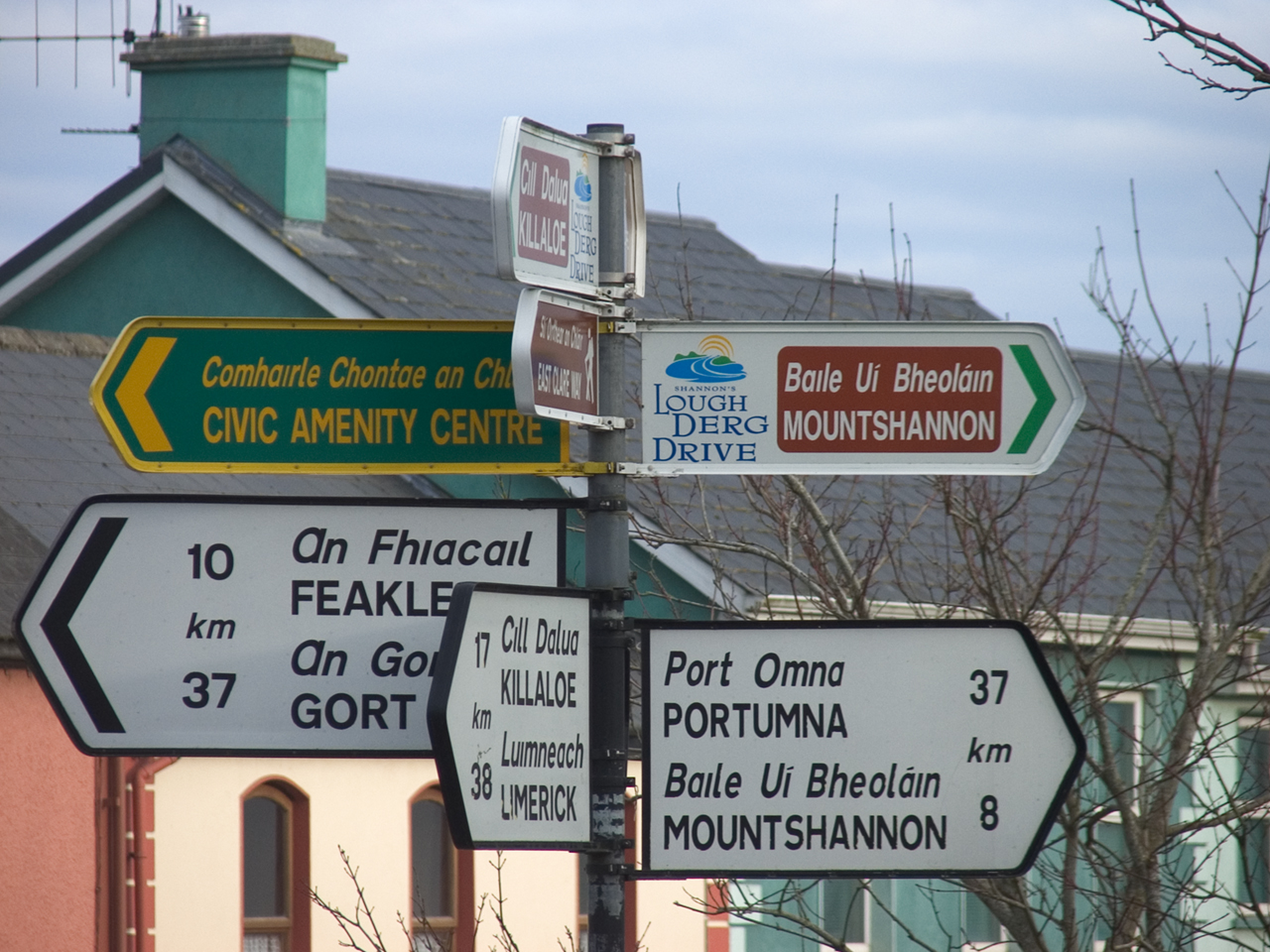
Segnaletica bilingue irlandese, gaelico in corsivo e inglese stampatello

In Irlanda è ufficiale il bilinguismo inglese/gaelico irlandese sull'intero territorio nazionale, anche se la lingua locale è estesamente utilizzata dalla popolazione esclusivamente in una zona limitata nella costa occidentale dell'isola (ufficialmente definita Gaeltacht). La segnaletica di indicazione è in ogni caso bilingue e segue lo schema di quella britannica (mentre i cartelli di pericolo sono di tipo americano, romboidali e di colore giallo).
Per facilitare la distinzione le indicazioni vengono scritte prima (sopra) in gaelico con carattere inclinato (e lettere minuscole) e al di sotto in inglese (con lettere maiuscole). Nei cartelli di vecchio tipo l'ordine era sempre gaelico/inglese ma il testo gaelico era scritto in caratteri celtici maiuscoli.
Nella zona Gaeltacht, dove i segnali sono già esclusivamente in lingua gaelica, dal 2005 è in corso un processo per rendere ufficiali i soli toponimi gaelici e convertire gradatamente l'attuale segnaletica bilingue al solo testo gaelico (ad es. il testo Géill Slí sul cartello di dare precedenza).

### Italia
In Italia, in base l'art. 125 del Regolamento di Attuazione del codice della strada (DPR n. 495 del 16 dicembre 1992) è prevista la possibilità di realizzare la segnaletica in più lingue nelle zone ufficialmente bilingui ma al fine di garantirne la leggibilità, precisa che nessun segnale può contenere iscrizioni in più di due lingue. Per i cartelli di direzione devono essere utilizzati i segnali appositamente previsti con iscrizione su più righe. Con legge nº 214 del 1º agosto 2003 è stato integrato il codice della strada (D. Lgs. nº 285 del 30 aprile 1992) all'art. 37 comma 2-bis con l'introduzione della facoltà per gli enti locali di utilizzare nei segnali di localizzazione territoriale del confine del comune lingue regionali o idiomi locali presenti nella zona di riferimento, in aggiunta alla denominazione in lingua italiana.
La Legge n. 482 del 15 dicembre 1999 (Norme in materia di tutela delle minoranze linguistiche storiche), che prevede misure di tutela e valorizzazione della "cultura delle popolazioni albanesi, catalane, germaniche, greche, slovene e croate e di quelle parlanti il francese, il franco-provenzale, il friulano, il ladino, l'occitano e il sardo" prevede all'art. 10 che "... in aggiunta ai toponimi ufficiali, i consigli comunali possono deliberare l'adozione di toponimi conformi alle tradizioni e agli usi locali".
Il relativo Regolamento attuativo DPR n. 345 del 2 maggio 2001 (Regolamento di attuazione della legge 15 dicembre 1999, n. 482, recante norme di tutela delle minoranze linguistiche storiche) prevede in relazione agli ambiti territoriali delle minoranze linguistiche storiche la possibilità dell'utilizzo di indicazioni scritte bilingui negli uffici pubblici ("...con pari dignità grafica") e ne disciplina la segnaletica stradale ("nel caso siano previsti segnali indicatori di località anche nella lingua ammessa a tutela, si applicano le normative del codice della strada, con pari dignità grafica delle due lingue").

#### Trentino-Alto Adige

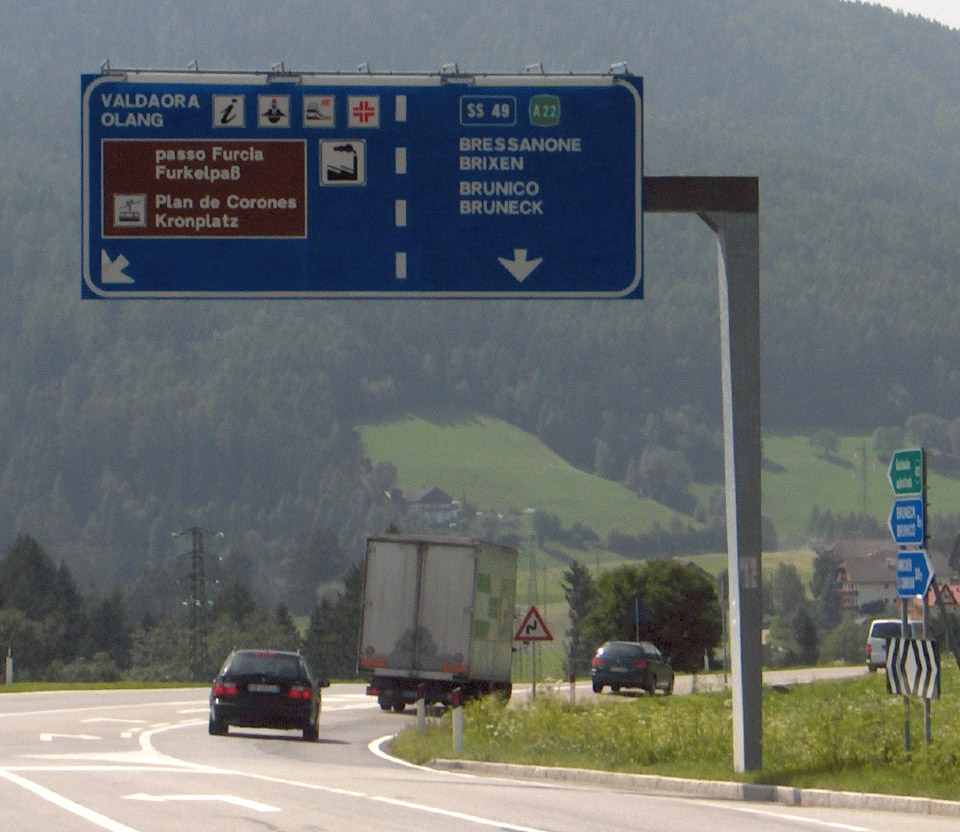
Segnaletica bilingue italiano/tedesco in Alto Adige

In Alto Adige (provincia autonoma di Bolzano), in cui vige il bilinguismo perfetto, la segnaletica è totalmente bilingue italiano/tedesco. Lo statuto speciale della regione (approvato con legge costituzionale) prevede tra l'altro all'art. 8 comma 2 "(...) l'obbligo della bilinguità nel territorio della provincia di Bolzano" e che tra le due indicazioni non vi siano differenziazioni di importanza (siano tra l'altro scritte con lo stesso tipo di carattere e la medesima dimensione). Viene riportata la duplice versione ufficiale sia dei toponimi nei cartelli di indicazione e localizzazione che di tutti gli altri testi complementari ai segnali stradali.

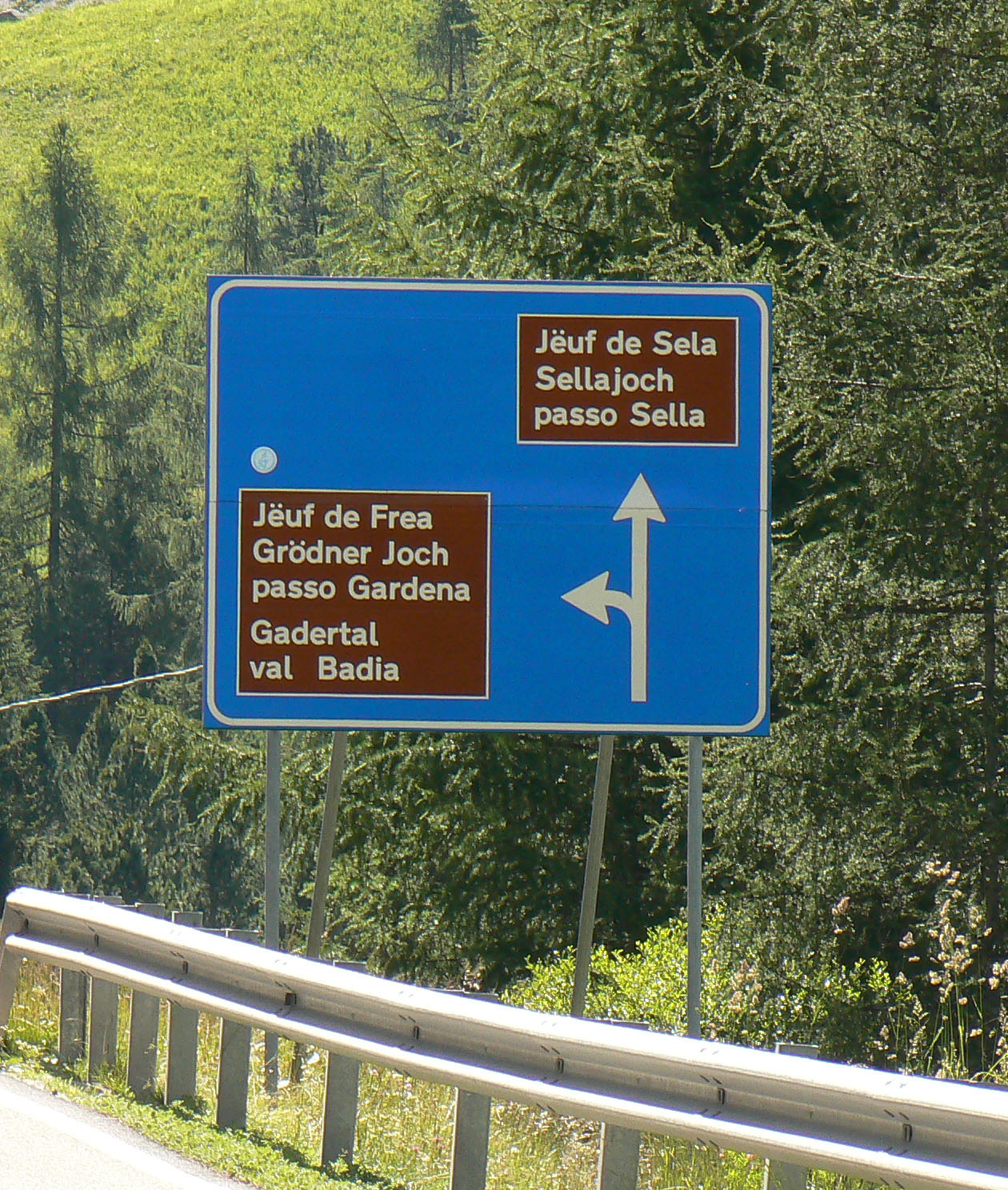
Segnaletica trilingue con indicazioni in ladino, in tedesco e in italiano.

Viene utilizzato l'ordine italiano/tedesco sulla A22 e nei comuni a maggioranza italiana di Bolzano, Laives, Bronzolo, Salorno sulla Strada del Vino e Vadena, mentre nel restante territorio (a maggioranza di lingua tedesca) la segnaletica segue l'ordine inverso tedesco/italiano (ad eccezione delle stazioni gestite da Rete Ferroviaria Italiana, che seguono l'ordine italiano/tedesco), incluse le strade statali oggi tutte gestite dall'amministrazione provinciale (l'ordine era italiano/tedesco sotto la precedente gestione ANAS). Vengono fornite informazioni non ridondanti e fatto ampio uso di pittogrammi mentre la segnaletica è in generale particolarmente curata, chiara e omogeneizzata secondo regole conformi al codice della strada e alle convenzioni internazionali. Purtroppo la strisciante tensione etnica fa sì che vandali nazionalisti di entrambi i gruppi etnici cancellino a volte le scritte nella lingua non gradita, in relazione anche alla richiesta da parte della maggioranza degli appartenenti al gruppo linguistico tedesco di eliminare la toponomastica bilingue, imposta dal fascismo, in gran parte delle località dell'Alto Adige.
Nella microtoponomastica, sui sentieri e sulla segnaletica non gestita dalla provincia delle zone a maggioranza tedesca, la segnaletica tende a essere esclusivamente in tedesco.
Nei comuni di lingua ladina dell'Alto Adige la segnaletica è trilingue ladino/tedesco/italiano (nonostante l'indicazione contenuta nel codice della strada) per le indicazioni toponomastiche, di localizzazione e direzione, mentre è bilingue tedesco/italiano per i testi complementari, e ricalca schemi e tipologie utilizzate per quella bilingue del resto della provincia. L'indicazione delle vie e dei microtoponimi tende ad apparire invece esclusivamente in ladino. Da qualche tempo la provincia sta sperimentando l'uso delle tre lingue anche nei testi complementari e d'informazione, utilizzando in ciascuna valle la variante ladina locale (gardenese o badioto).
Nei comuni ladini della provincia di Trento la segnaletica è di norma bilingue italiano/ladino (ladino/italiano nei comuni a maggioranza ladina), ma limitatamente alla toponomastica nei cartelli di localizzazione e destinazione sulle sole strade locali. I testi complementari sono usualmente scritti solo in italiano, mentre i nomi delle vie tendono a essere esclusivamente in ladino. Per le strade statali e provinciali dal 2008 la Provincia ha in corso l'installazione di cartelli bilingui di delimitazione territoriale del comune (di colore marrone) e di inizio centro abitato (a fondo bianco) riportanti - oltre a quella in italiano - la denominazione ufficiale in lingua ladina (a Campitello di Fassa, Canazei, Mazzin, Moena, Pozza di Fassa, Soraga di Fassa e Vigo di Fassa), mochena (a Fierozzo, Palù del Fersina e Frassilongo) o cimbra (Luserna). Anche nel Veneto sono presenti nei comuni di Livinallongo del Col di Lana, Rocca Pietore e Alleghe cartelli di delimitazione territoriale e inizio centro abitato in ladino e italiano.

#### Friuli-Venezia Giulia

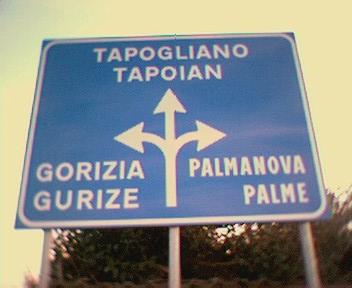
Preavviso di direzione bilingue italiano/friulano nei pressi di San Vito al Torre (Udine)

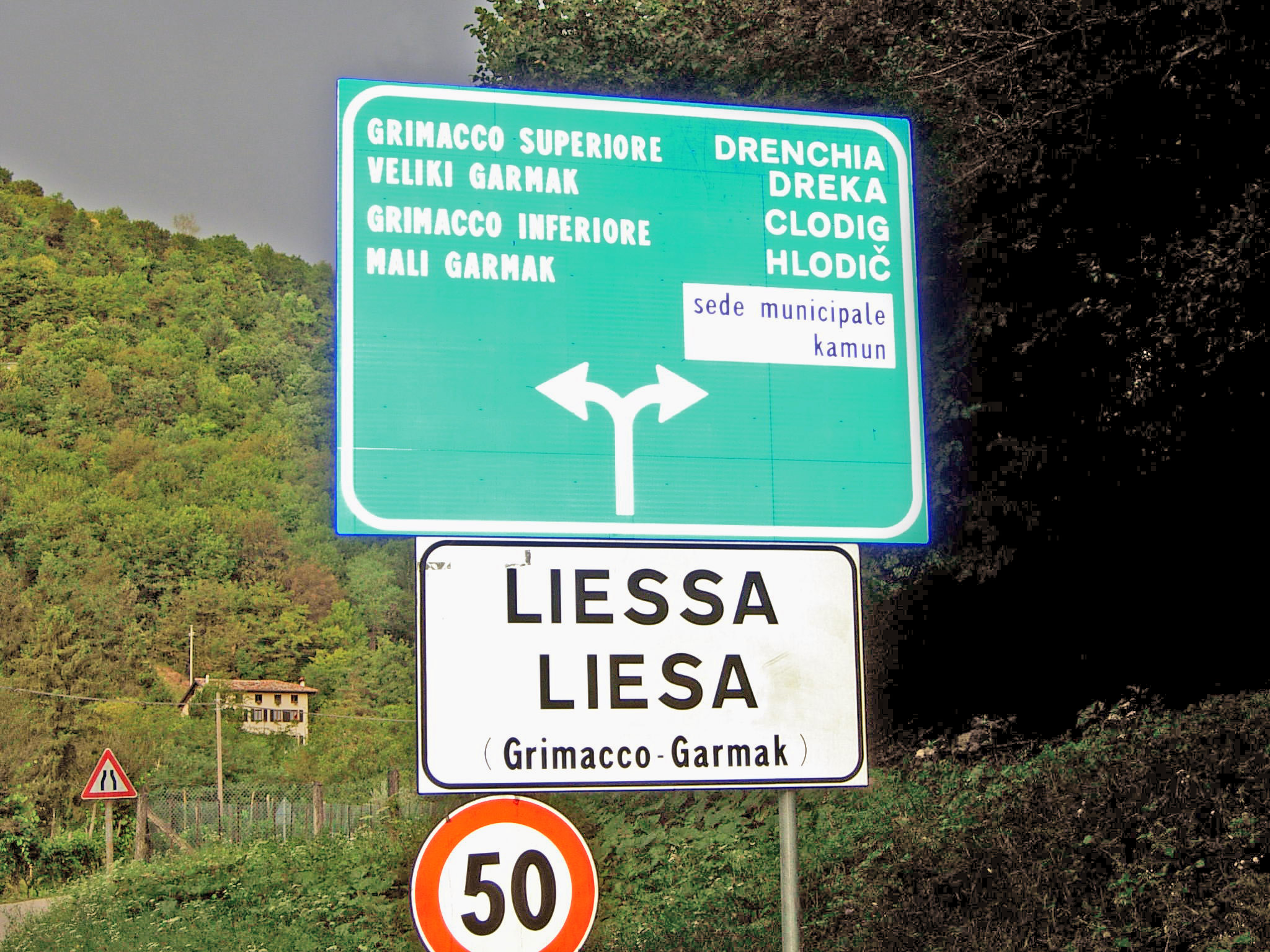
Segnaletica bilingue italo-slovena nelle Valli del Natisone

Nella regione autonoma Friuli-Venezia Giulia, in Friuli, l'uso del friulano è riconosciuto dalla normativa nazionale (art. 10, legge 482/1999 e art. 9 D.P.R. 345/01) e regionale (legge regionale 15/96 e legge regionale 29/07) ed è stato adottato, particolarmente nelle indicazioni di localizzazione dei singoli Comuni (ad es. nell'83% dei comuni dichiarati friulanofoni). La Regione autonoma, ai sensi dell'art. 3 dello Statuto speciale (parità tra tutti i gruppi linguistici e tutela delle minoranze linguistiche regionali) e delle proprie prerogative di cui al d. lgs. att. Stat. spec. 223/02 (concorso anche legislativo della Regione all'attuazione della normativa di tutela delle tre minoranze linguistiche regionali), nonché nell'esercizio delle proprie competenze legislative esclusive in materia di Enti Locali e concorrenti in materia di toponomastica, ha provveduto a dettare ulteriori disposizioni legislative regionali attuative di tali principi, sempre nella materia della toponomastica stradale, per tutte le tre minoranze linguistiche regionali: art. 1 co. 10 L.R. 13/00 per la lingua ladino-friulana; art. 1 L.R. 20/73 per la lingua slovena; art. 10 L.R. 20/09 per le minoranze germanofone.
Sempre in Friuli-Venezia Giulia, nelle province di Trieste e Gorizia, la segnaletica presente nei comuni e nelle frazioni bilingui del Carso riporta le doppie indicazioni italiano/sloveno in riconoscimento della minoranza ivi presente tutelata da accordi internazionali (ad es. Opicina/Opčine). L'applicazione del bilinguismo non è comunque sistematica e spesso la cartellonistica, in violazione degli accordi internazionali, è esclusivamente in italiano.
In alcune zone del goriziano i cartelli stradali sono trilingui (italiano/friulano/sloveno). La segnaletica di localizzazione bilingue italiano/sloveno (in genere nella variante locale) è presente inoltre in provincia di Udine nella zona delle Valli del Natisone (la cosiddetta Slavia friulana) e nei comuni del comprensorio di San Pietro al Natisone, sulle strade locali.

#### Piemonte

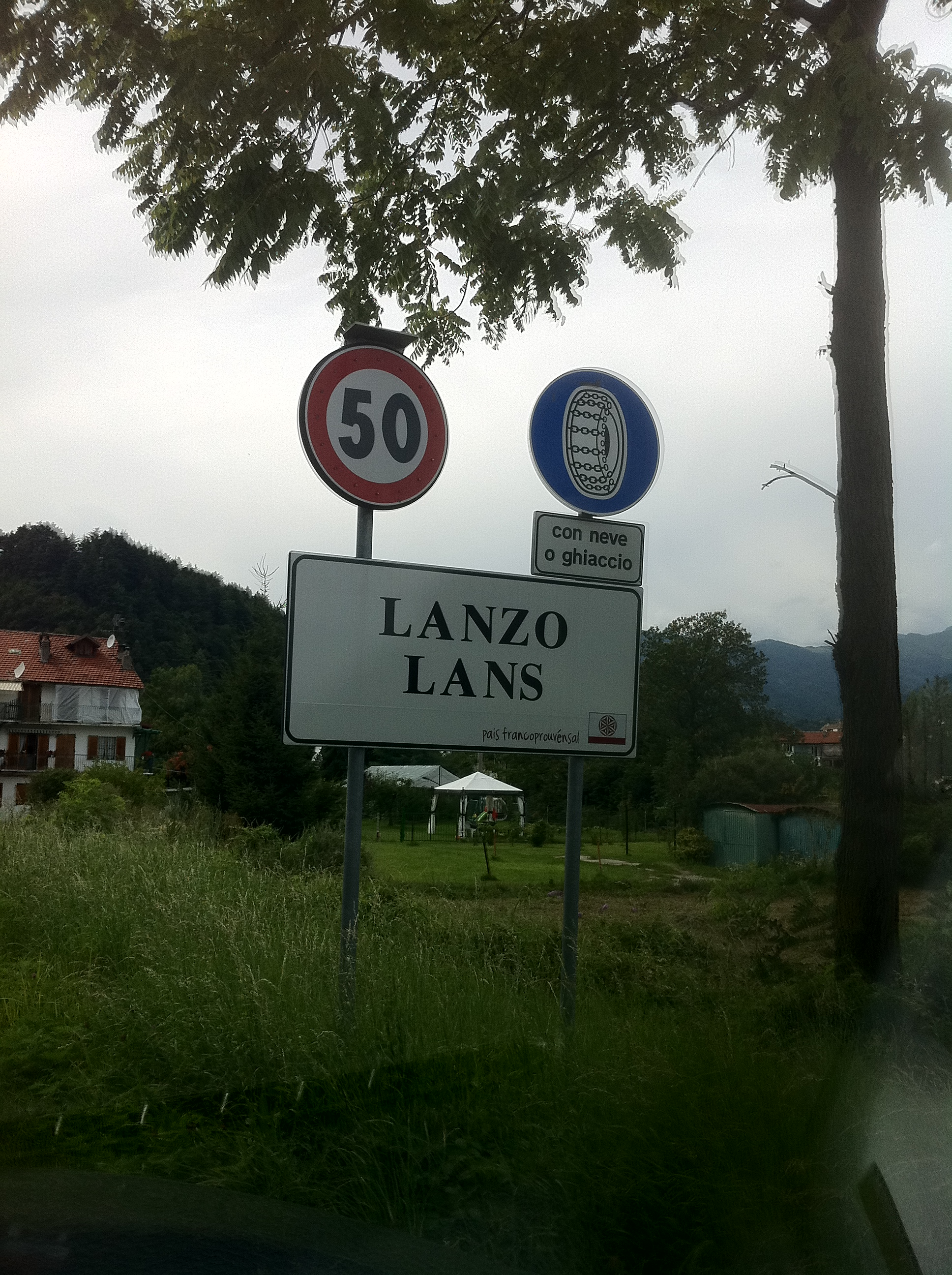
Segnaletica bilingue italiano/franco-provenzale a Lanzo Torinese (TO)

Nelle vallate occitane del Piemonte, tutelate dalla legge nazionale (Legge 482/1999), diversi comuni hanno provveduto alla posa di cartelli di localizzazione in italiano e occitano provenzale: ad esempio a Caraglio (Caralh, pronuncia Caraj), Valdieri (Vaudier, pronuncia Vudier) e anche a Roccaforte Mondovì, località sulla cui appartenenza all'area occitana vi sono fondati dubbi da parte della stessa popolazione locale. Sul territorio piemontese di parlata occitana sono inoltre sporadicamente presenti anche cartelli di direzione bilingui.

#### Sardegna

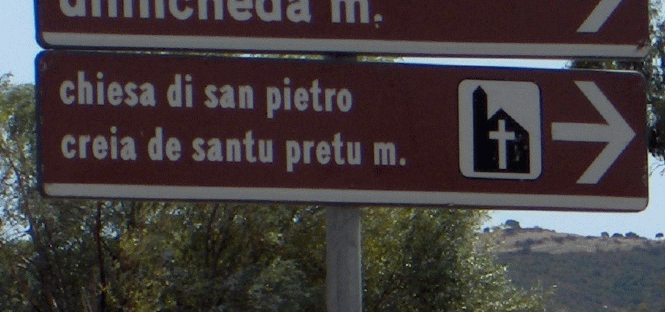
Segnaletica locale bilingue italiano/sardo in Sardegna

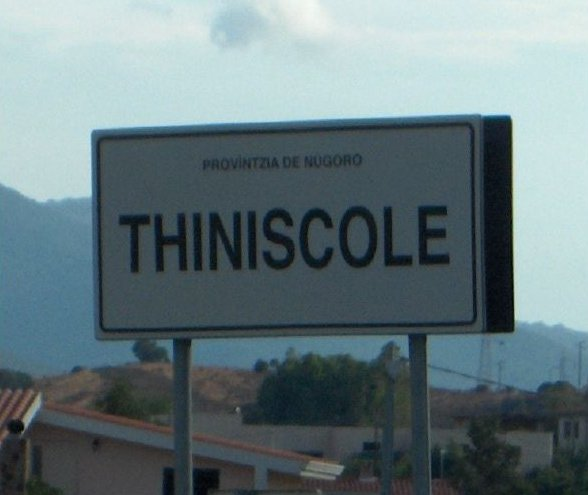
Segnale di inizio centro abitato in sardo a Siniscola/Thiniscole (NU)

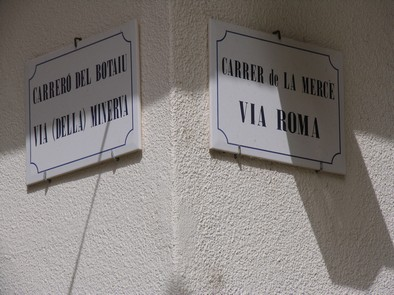
Indicazione dei toponimi nel centro storico cittadino di Alghero

Anche in Sardegna l'uso della lingua sarda è ufficialmente riconosciuto dalla normativa nazionale (Legge 482/1999) e regionale (Legge Regionale n. 26 del 1997) ma, nella mancanza di una toponomastica standardizzata (per essendo numerosissimi i microtoponimi dei quali è ufficiale la versione sarda) e di una regola di ortografia unitaria (solo di recente la Regione ha sperimentalmente adottato la Limba Sarda Comuna come lingua ufficiale per gli atti dell'amministrazione regionale) nessuna iniziativa è stata assunta di concerto con l'ANAS e le Province proprietarie delle strade. A livello locale sono tuttavia numerosi i comuni che hanno adottato sulle strade locali cartelli di localizzazione e direzione bilingui italiano/sardo, ma con esiti molto vari. Ad Alghero, isola linguistica catalana, la toponomastica del centro storico è riportata nella versione bilingue italiano/catalano algherese. A Tempio Pausania (Tempiu) e Luogosanto (Locusantu) i cartelli di inizio e fine centro abitato riportano in carattere minore il toponimo in gallurese. La provincia di Nuoro ha invece provveduto a installare cartelli di inizio e fine centro abitato riportanti la denominazione esclusivamente in sardo (in aggiunta a quelli esistenti in lingua italiana su diverso supporto) in circa 30 comuni tra cui Siniscola (Thiniscole), Ottana (Otzana), Posada (Pasada) e Loculi (Locula), in attuazione di un progetto finanziato ai sensi della legge regionale nº 26/97. Una simile soluzione è stata adottata anche in alcuni paesi della provincia di Oristano. Ultimamente, numerosi altri paesi e città hanno scelto di usare la cartellonistica bilingue, tra cui spicca Olbia, che addirittura la usa trilingue (Olbia/Terranoa/Tarranoa), in italiano, sardo e gallurese, e lo fa dando alle altre lingue pari risalto rispetto a quella italiana. Olbia non è l'unico caso in Sardegna, anche a Pozzo di San Nicola, una frazione del comune di Stintino, è usata la cartellonistica trilingue (Santu Nigola/Santu Nigora), questa volta in sardo e sassarese. Si sta insomma assistendo a un uso sempre maggiore della segnaletica in sardo. in un'altra lingua locale o anche in entrambe, a dispetto di ciò che possa dire il codice stradale. C'è inoltre da dire che la maggior parte delle strade secondarie o di campagna, così come altre toponimi, presentano una segnaletica esclusivamente in sardo, e che nella maggior parte dei paesi sardi il nome ufficiale è già quello sardo, non esistendone uno differente in italiano.

#### Valle d'Aosta
In Valle d'Aosta dove vige il bilinguismo italiano/francese i toponimi dei centri abitati sono scritti sulla segnaletica di localizzazione e destinazione nella sola forma ufficiale francese (essendo stati aboliti i corrispondenti italiani dopo la seconda guerra mondiale), con l'eccezione per il solo comune di Aosta (in francese Aoste). Sono inoltre bilingui alcune indicazioni geografiche come passi e trafori (Monte Bianco/Mont-Blanc, Colle del Piccolo San Bernardo/Col du Petit-Saint-Bernard, Traforo del Gran San Bernard/Tunnel du Grand-Saint-Bernard). Pur essendo per legge un biinguismo perfetto, la segnaletica non è omogenea e varia dalla forma bilingue (soprattutto fuori Aosta), a quella esclusivamente in italiano o in francese. I nomi delle vie di Aosta sono bilingui, possono essere solo in italiano o solo in francese o bilingui negli altri comuni della regione. Sulla A5 la segnaletica è invece perfettamente bilingue italiano/francese, compresa la segnaletica complementare e le insegne delle aree di servizio.

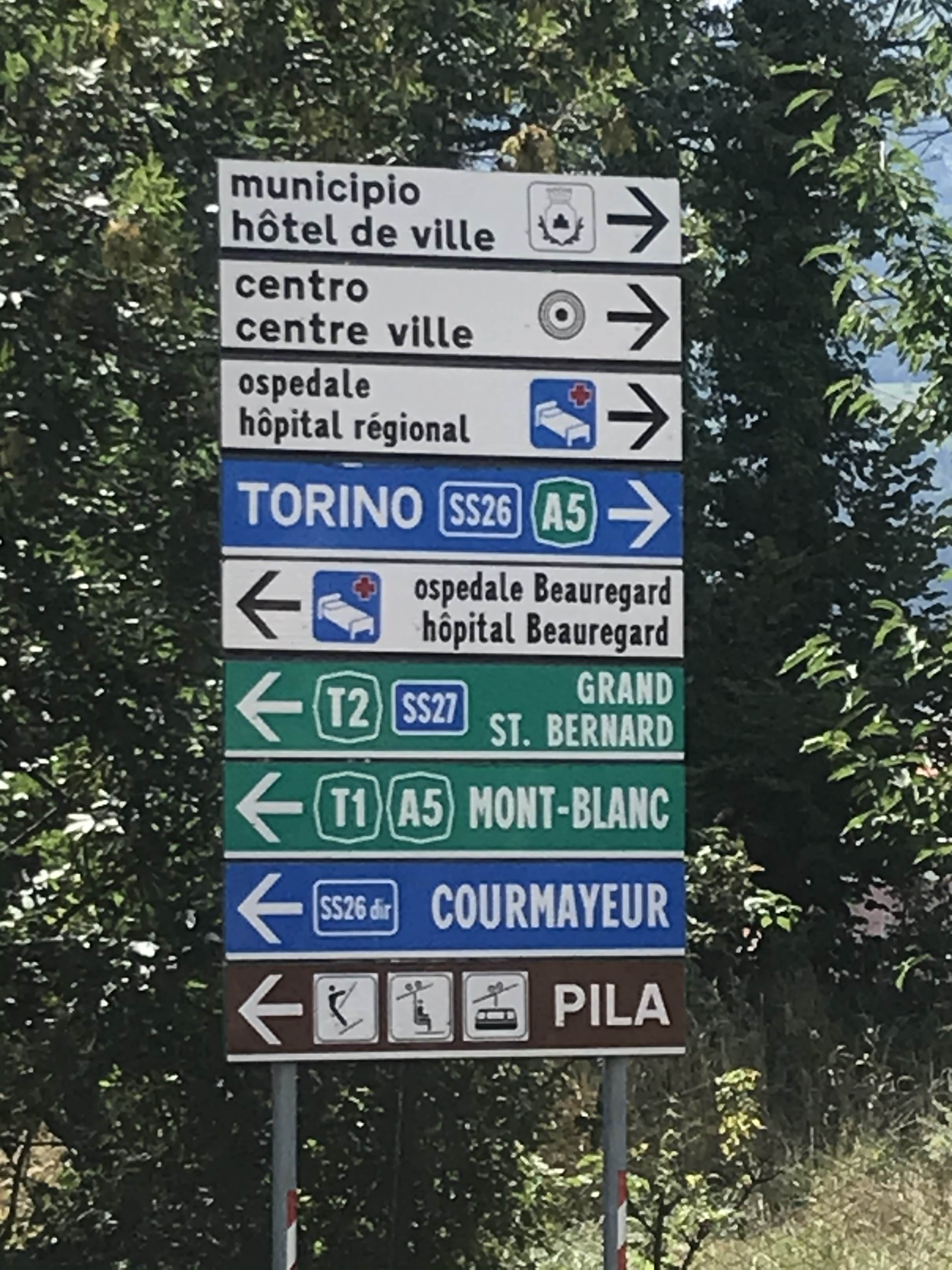
Segnaletica bilingue italiano-francese ad Aosta (viale Federico Chabod)
Segnaletica bilingue italiano-francese a Villefranche
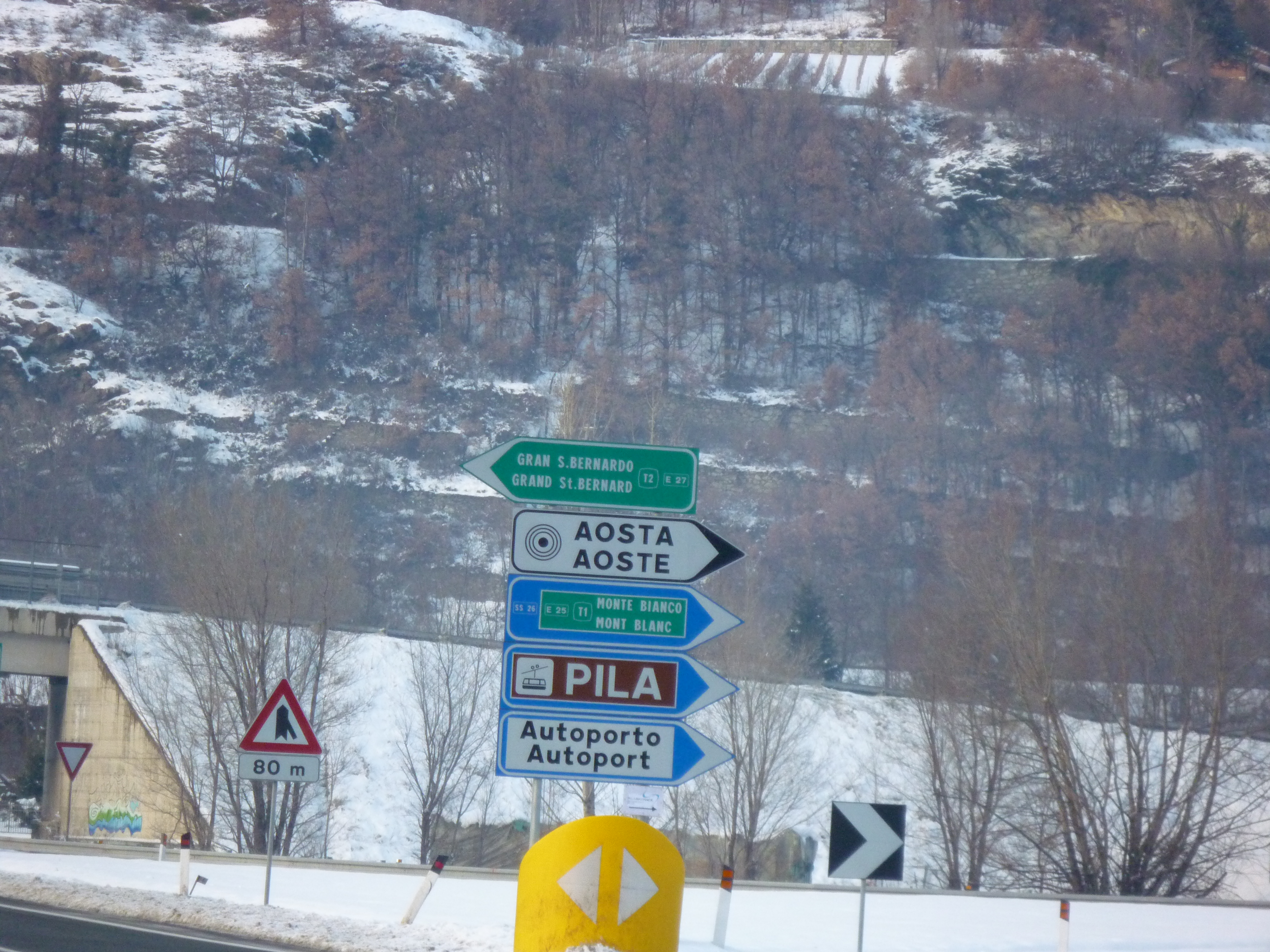
Segnaletica bilingue italiano-francese al bivio per il raccordo A5-SS27 al Villair de Quart
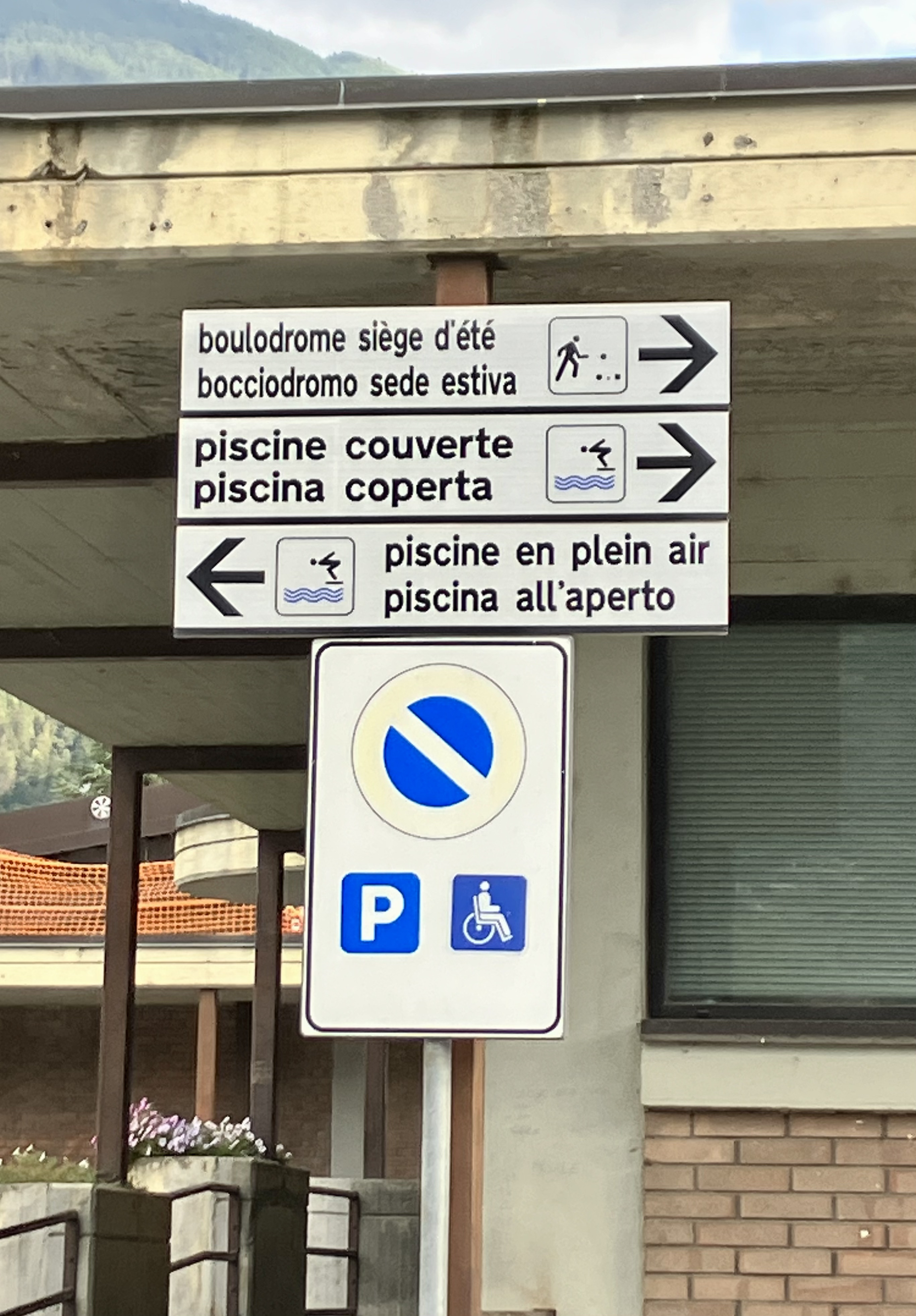
Segnaletica bilingue francese-italiano, Chambarlet, Aosta
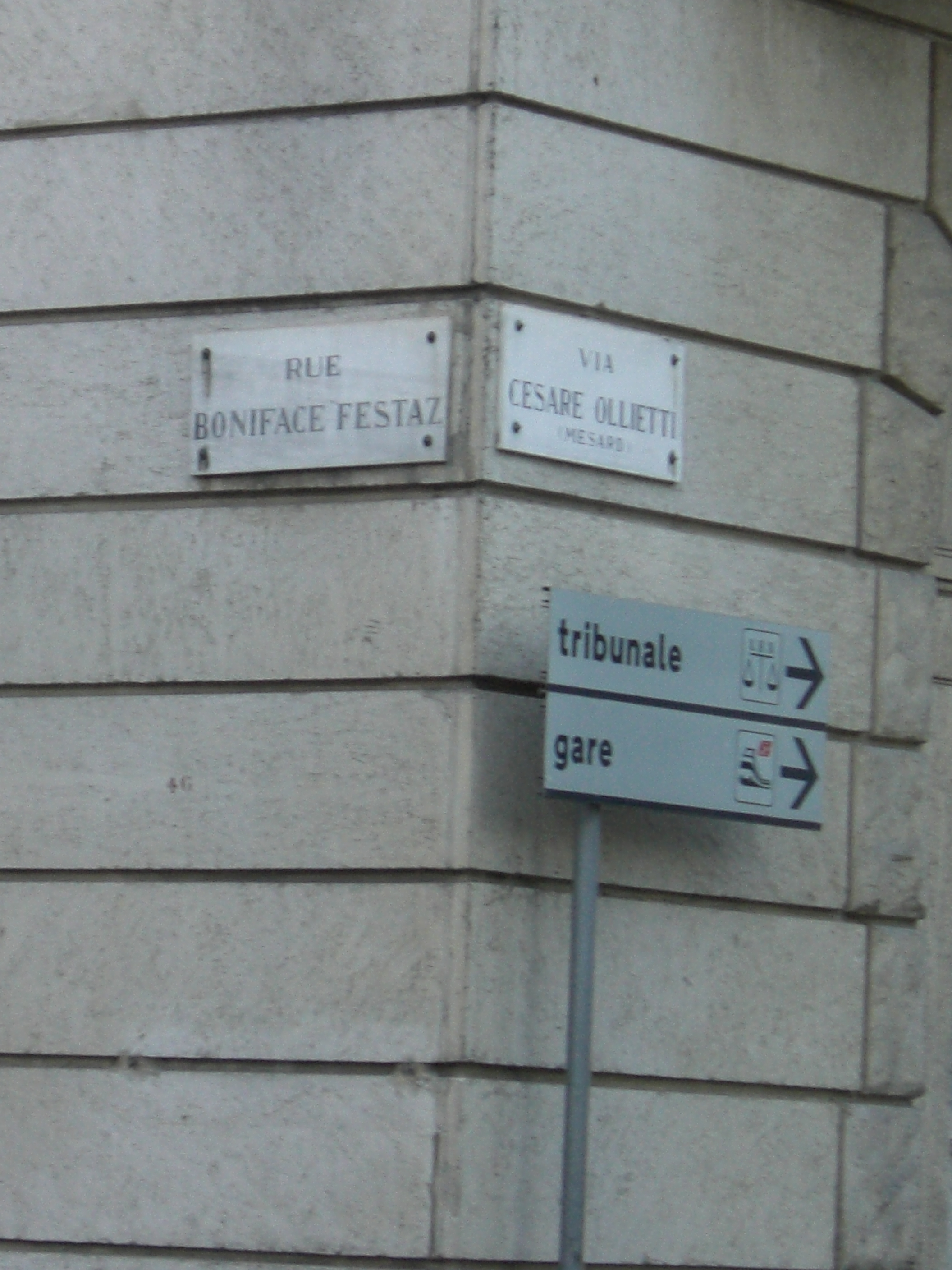
Segnaletica bilingue "imperfetta" ad Aosta
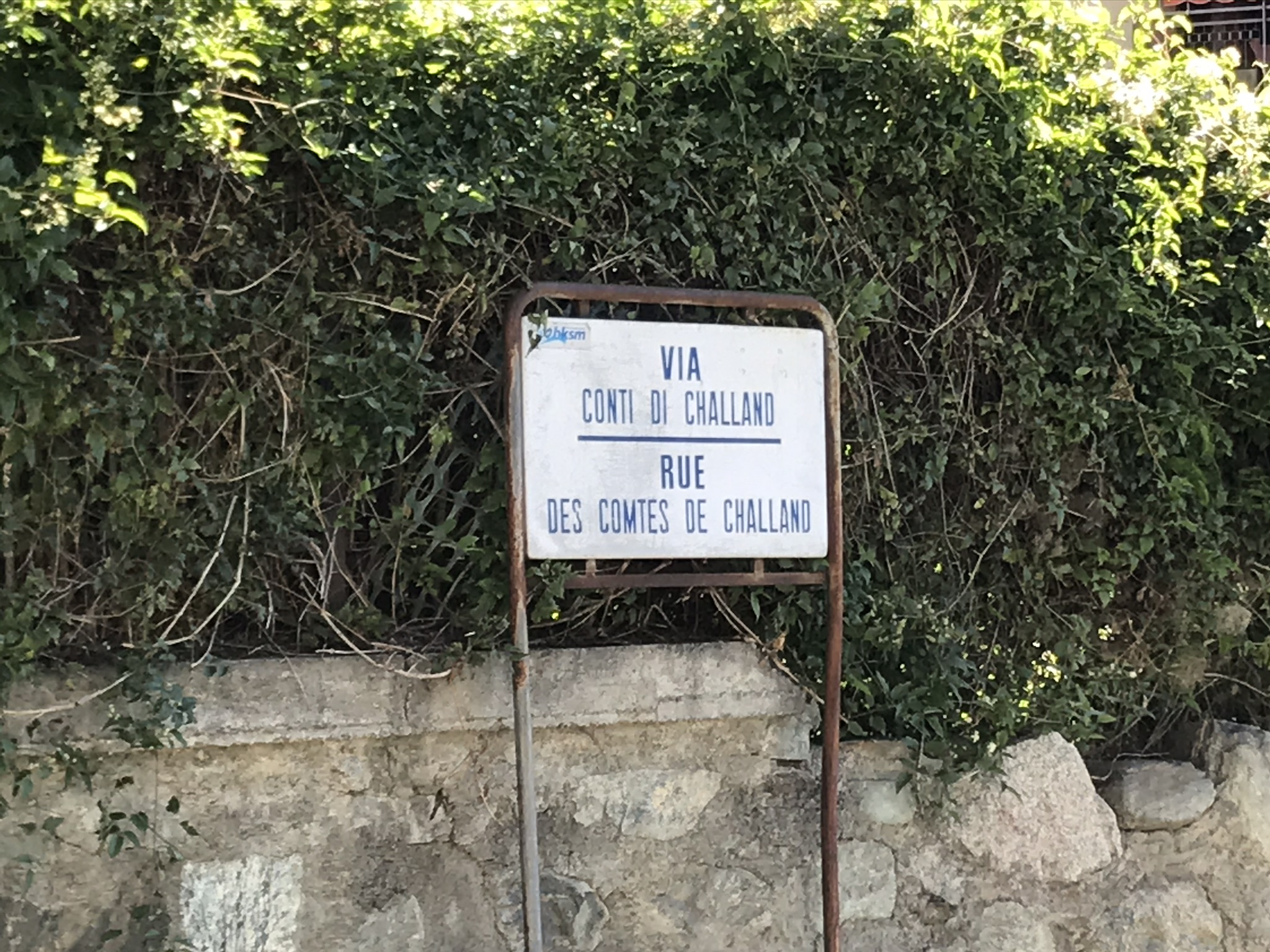
Nome di via bilingue italiano-francese a Saint-Vincent
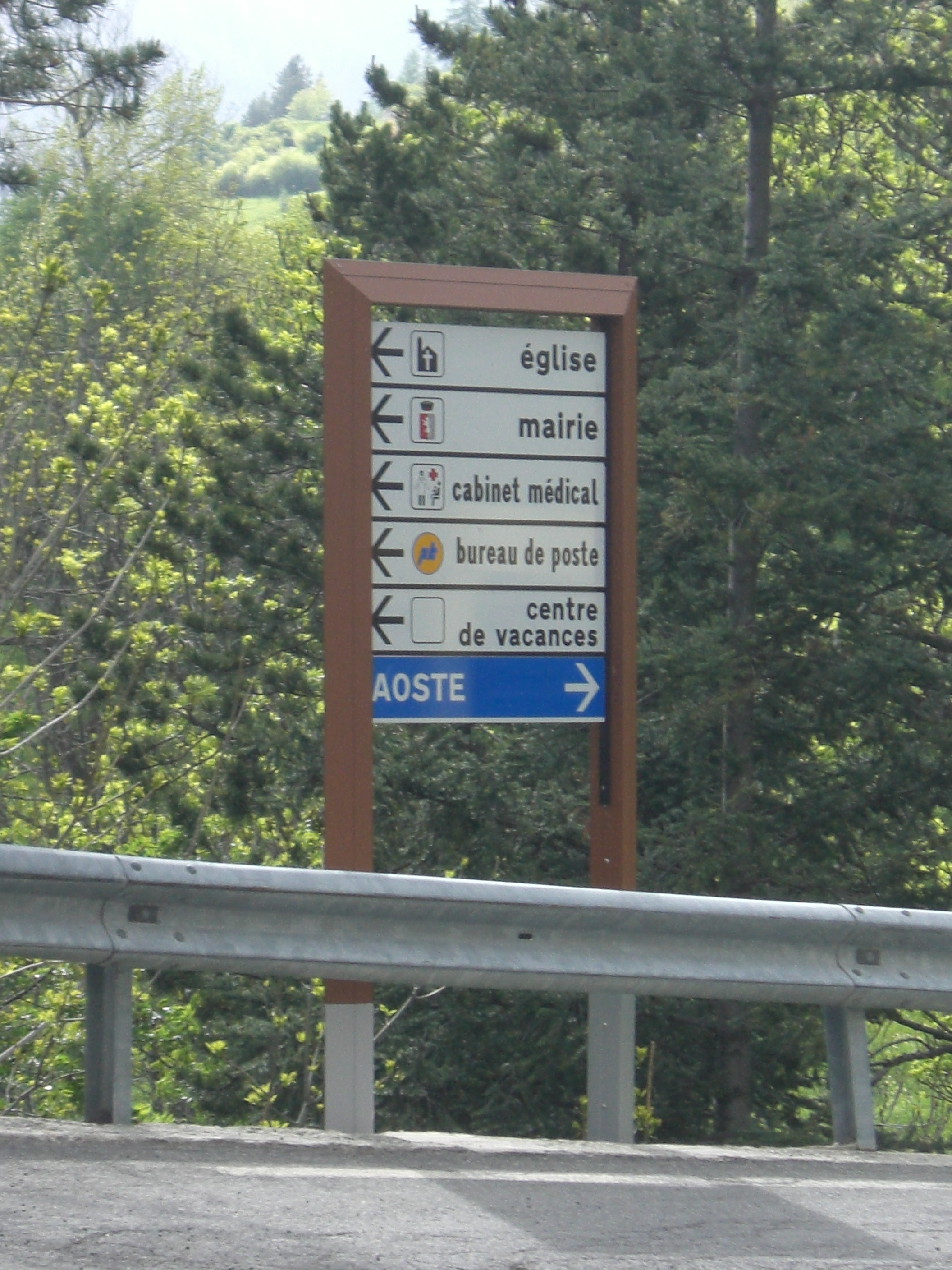
Segnaletica monolingue in francese a Allein
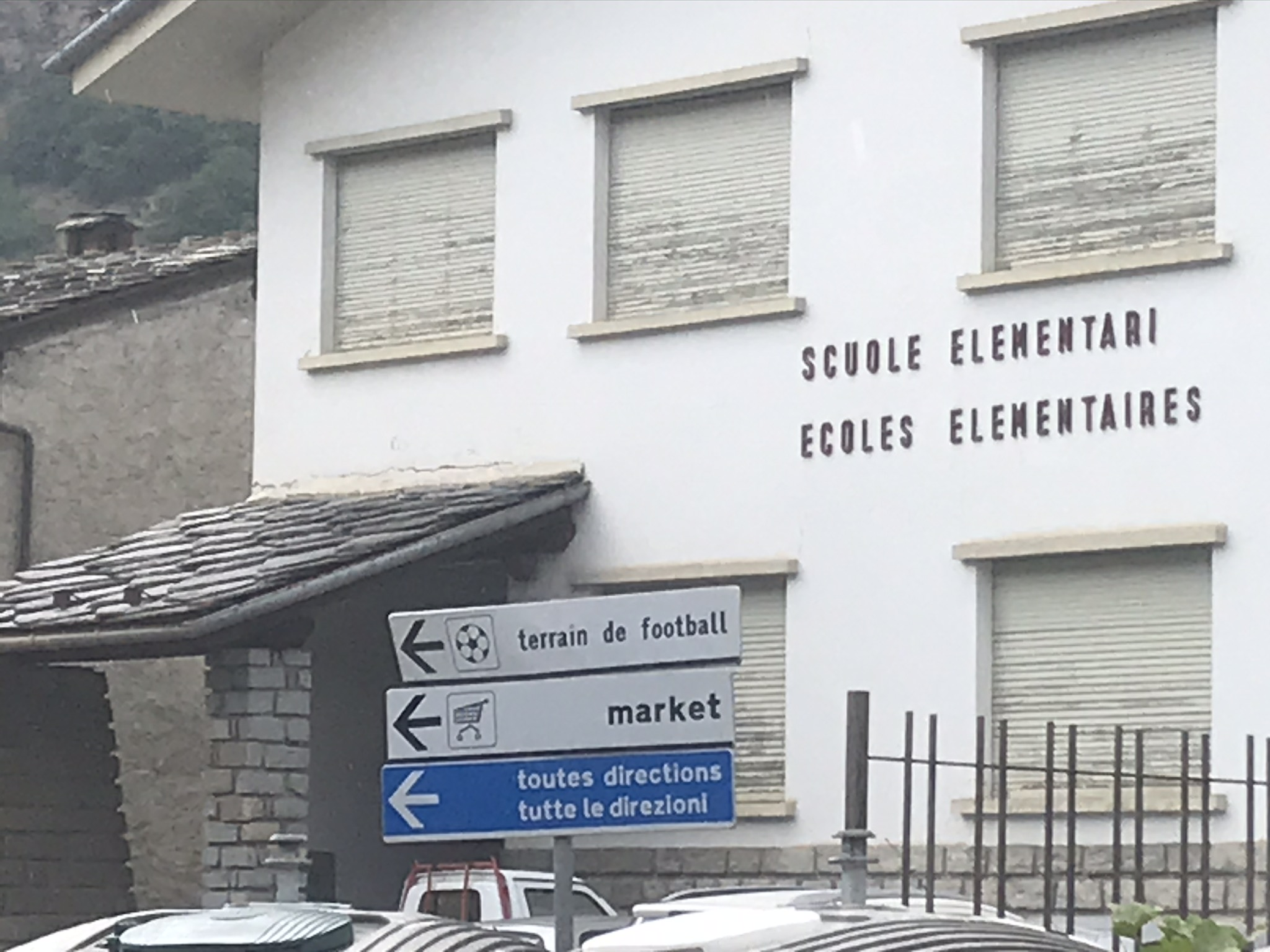
Segnaletica monolingue in francese e bilingue francese-italiano a Arvier
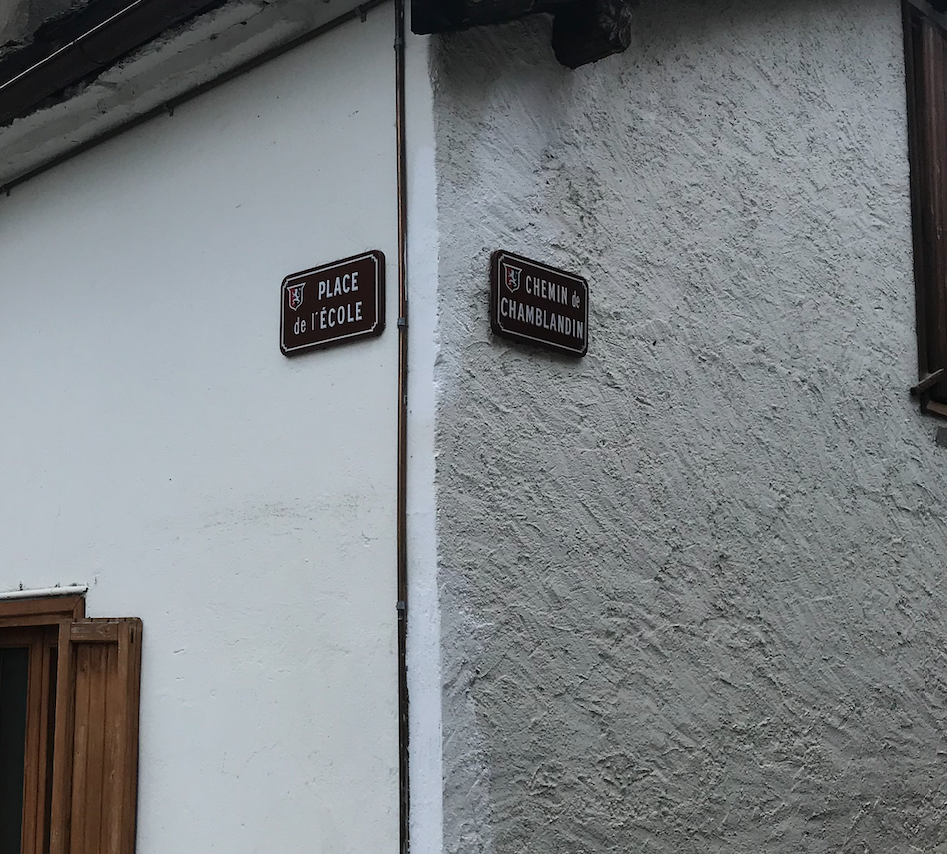
Nomi di strade unicamente in francese a La Balme (Pré-Saint-Didier)

Nei comuni germanofoni di tradizione walser dell'alta valle del Lys (Gressoney-Saint-Jean e Gressoney-La-Trinité), i toponimi (nomi delle vie, delle frazioni e dei torrenti) presentano la sola versione nel dialetto locale Titsch e hanno sostituito i vecchi toponimi in tedesco. La denominazione dei comuni compare tuttavia nella sola forma ufficiale in francese. Le destinazioni urbane sono invece spesso trilingue italiano/francese/tedesco (ad es. Municipio/Mairie/Gemeindehaus o Consiglio comunale/Conseil municipal/Gemeinderat). La segnaletica complementare è solitamente in italiano (a volte bilingue italiano/francese). A Issime, dove la popolazione ha invece sempre parlato francese accanto al dialetto walser Töitschu, a differenza che nei due Gressoney, i toponimi sono sempre presenti nella doppia versione francese/töitschu (come per Riccourt/Rickurt).

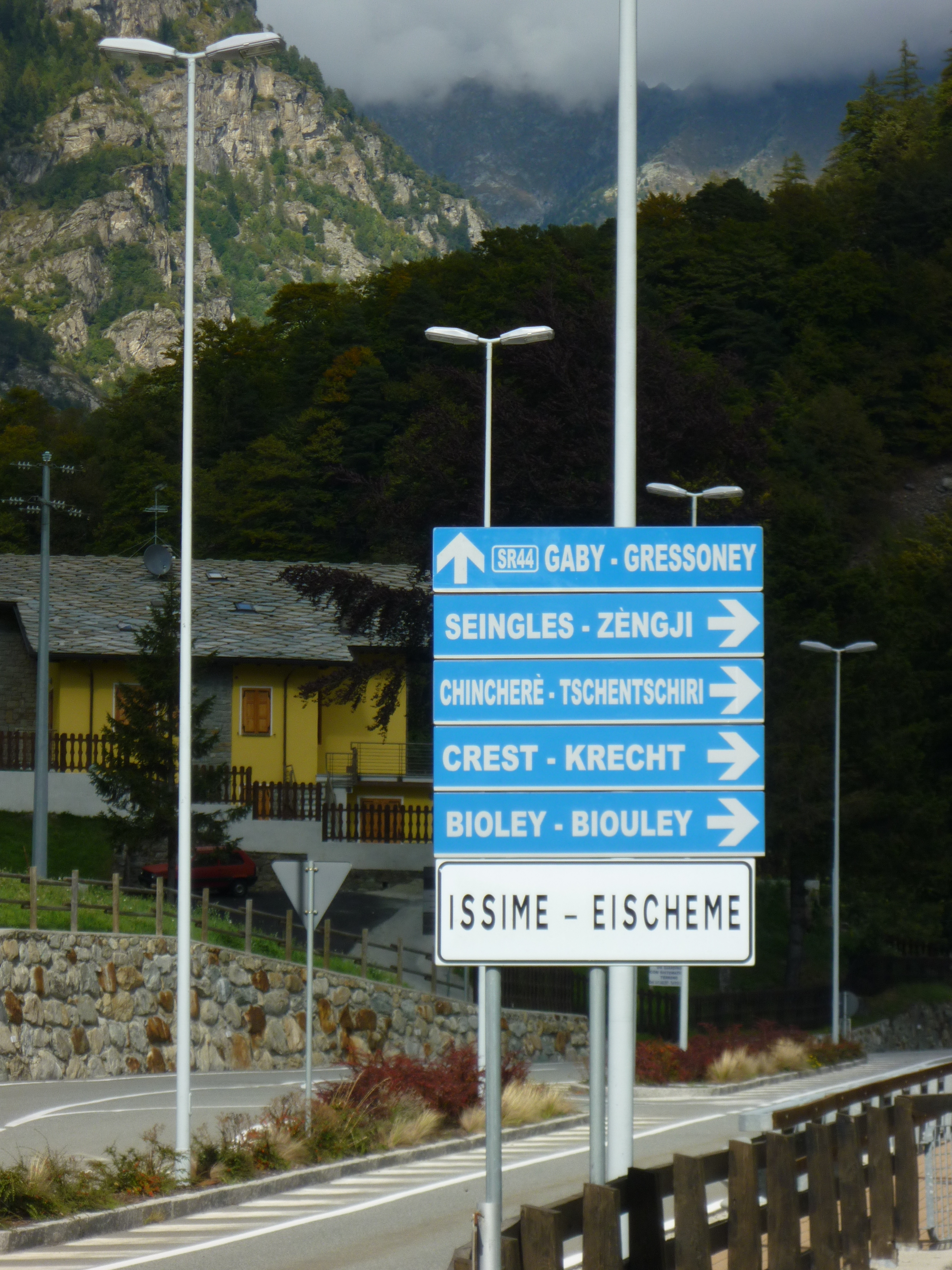
Segnaletica bilingue francese-töitschu a Issime
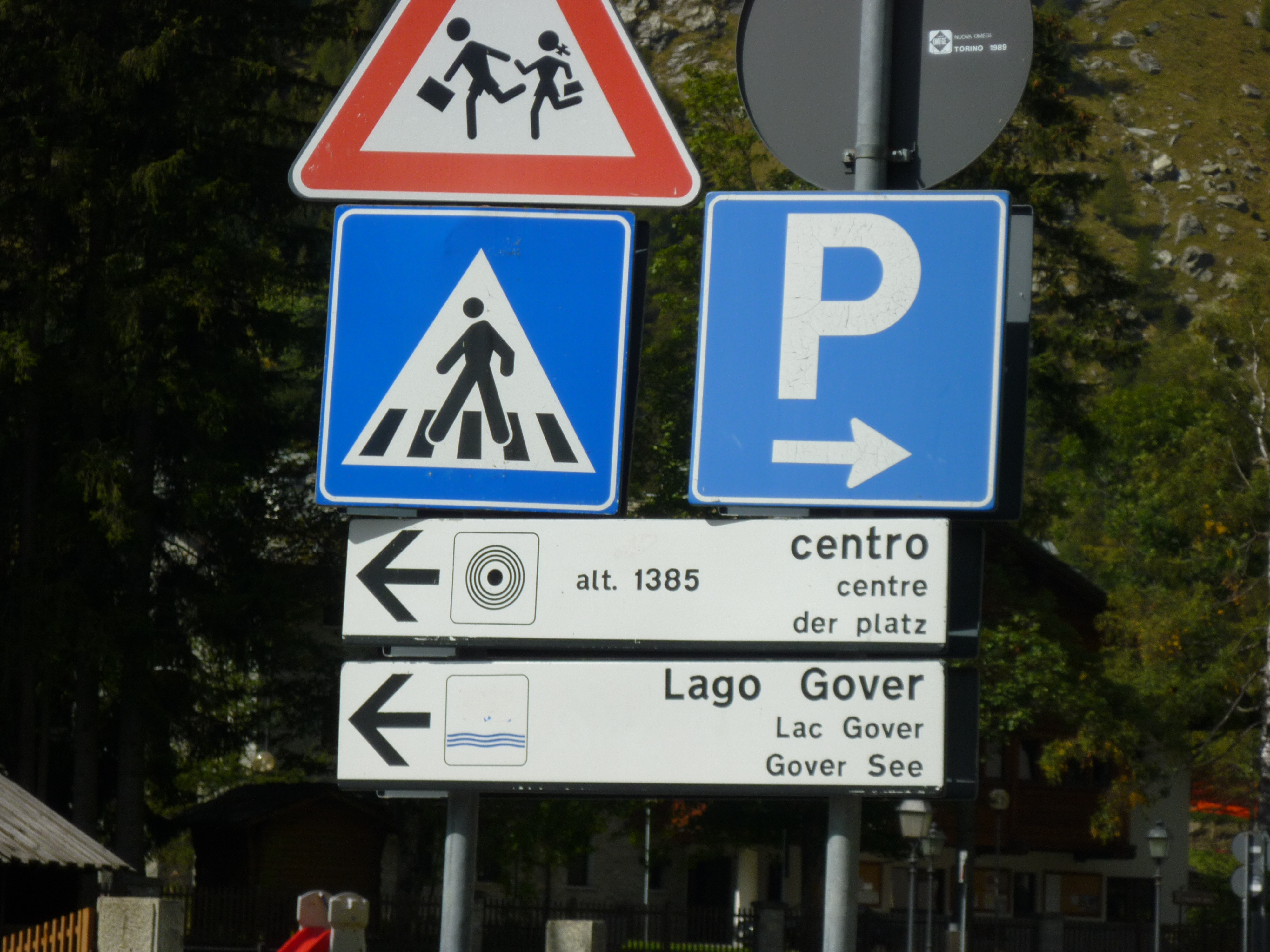
Cartelli stradali trilingui (italiano-francese-tedesco) a Gressoney-Saint-Jean

#### Altre regioni

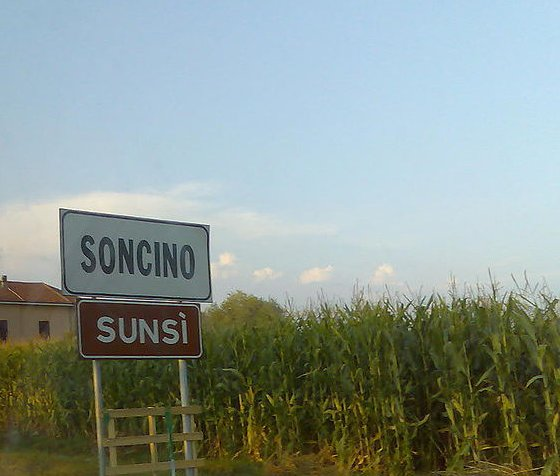
Cartello a sfondo marrone in lombardo apposto al consueto segnale di inizio centro abitato, a Soncino (CR)

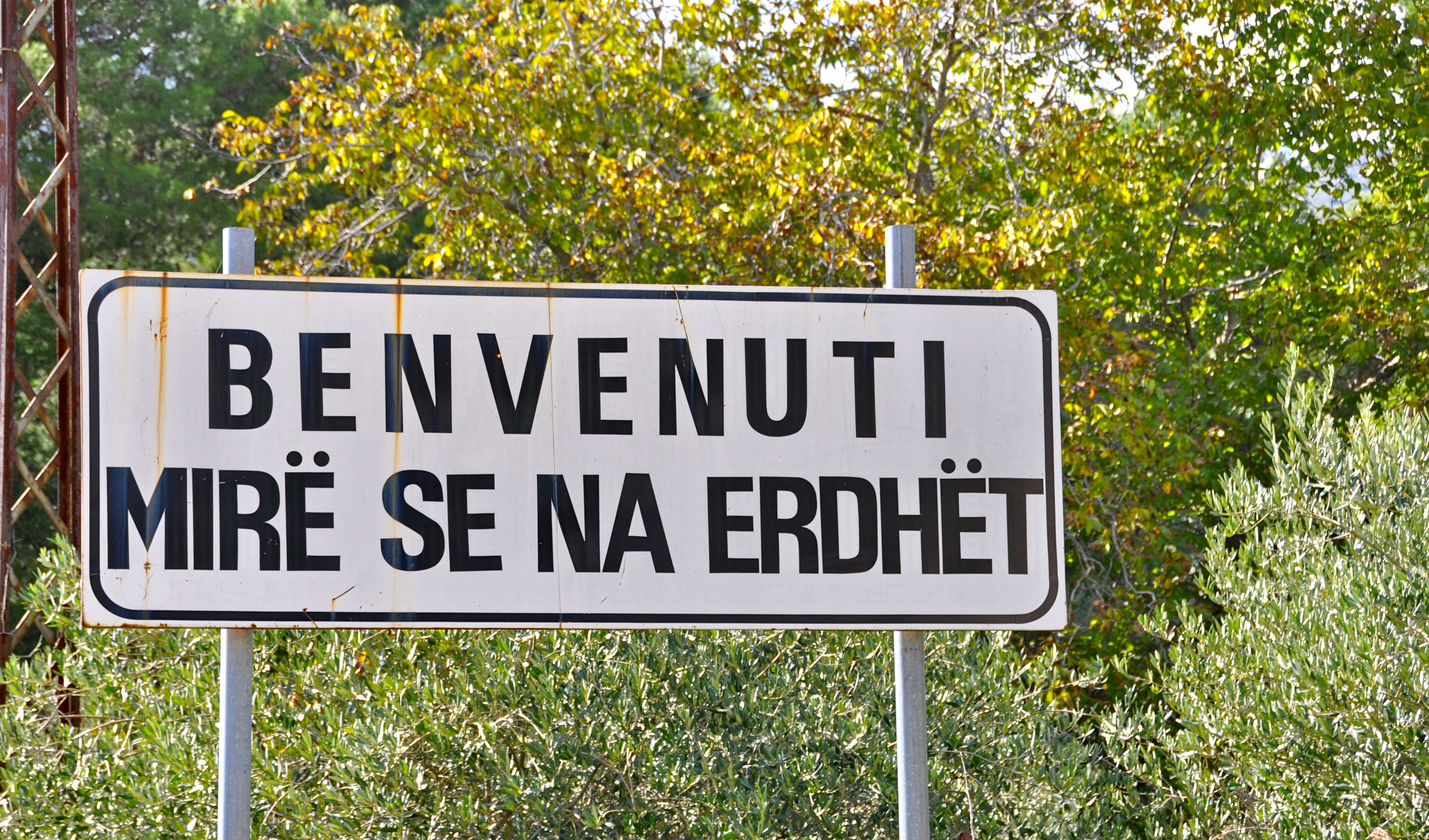
Cartello italiano/albanese all'ingresso di Piana degli Albanesi (PA)

Ai sensi del già citato art. 37 comma 2-bis del Codice è possibile, nei segnali di confine del comune a fondo marrone (e quindi non in quelli bianchi di delimitazione del centro abitato), utilizzare - in aggiunta alla denominazione ufficiale italiana - lingue regionali o idiomi locali. L'art. 131 del Regolamento del Codice della Strada vieta invece di aggiungere al nome della località altre iscrizioni, né porre sotto il segnale altre scritte sia pure con pannello aggiuntivo: tale regola, motivata dalla valenza prescrittiva dei cartelli di inizio e fine centro abitato (che impongono limiti di velocità e altre regolamentazioni alla guida) - viene tuttavia sistematicamente disattesa, non solo con l'aggiunta dei toponimi locali, ma anche per altre iscrizioni (dal Comune denuclearizzato o per la Pace al Controllo elettronico della velocità).
Nel Nord Italia (Piemonte, Lombardia, Veneto ed Emilia-Romagna) - e specialmente nei comuni amministrati dalla Lega Nord - diverse amministrazioni hanno interpretato in senso estensivo tali indicazioni aggiungendo ai soli cartelli di località e localizzazione a fondo bianco (inizio/fine centro abitato) un pannello integrativo riportante la dicitura nella versione locale su sfondo marrone (come indicazione di tipo turistico, normata dall'art. 39 del Regolamento). Diversi esempi di questo tipo sono presenti a Varese (Varés), Lecco (Lecch), Novara (Nuàra), Trofarello (Trofarel), Tradate (Tradaa), Lonate Ceppino (Lonaa), Veniano (Veniaan), Busto Arsizio (Büsti Grandi), in Brianza a Cambiago (Cambiagh), Biassono (Biasòn) e Barlassina (Barlasìna), nella Bergamasca a Bergamo (Bèrghem, successivamente rimosso al cambio della Giunta e poi nuovamente ripristinato), Capriate San Gervasio (Cavriàt San Gervàs), Seriate (Seriàt), Albano Sant'Alessandro (Albà), Trescore Balneario (Trescùr), Costa Volpino (Costa Ulpì), Nembro (Nèmber), Villongo (Ilònch), Albino (Albì), nel Piacentino a Cadeo (La Cadé) e Caorso (Caurs), nel Modenese a Camposanto (Campsènt) e a Sassuolo (Sasòl) con risultati molto vari sia sotto il punto di vista dell'impaginazione grafica che dell'uniformità ortografica.
Nel comune di Livigno (SO), zona franca al confine con la Svizzera, la segnaletica stradale è interamente in italiano ma le targhe di nome via sono ufficialmente e esclusivamente scritte nel dialetto locale (un lombardo con forti influssi romanci): piazza dal Comun, via dala Gesa, via Saròch. Lo stesso avviene a Venezia per le denominazioni in veneziano delle calli e dei campielli.
In Sicilia, nella città metropolitana di Palermo, sono presenti cartelli stradali bilingui italiano/albanese (arbëreshë) all'interno e nei dintorni del comune di Piana degli Albanesi, minoranza albanese (arbëreshe) riconosciuta ai sensi della legge 482/1999; mentre in provincia di Messina, a San Fratello, sono presenti cartelli bilingui italiano/gallo-italico di Sicilia.

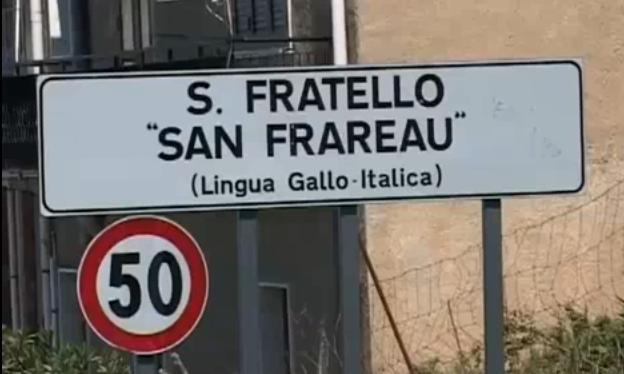
Segnaletica bilingue in italiano e in dialetto gallo-italico a San Fratello in Sicilia

Sono inoltre talvolta bilingui le indicazioni nelle vicinanze di aree di confine, porti o aeroporti: così ad Ancona ed a Brindisi nelle vicinanze del porto la segnaletica è bilingue italiano/greco, per via della quantità dei traghetti per la Grecia.
In Calabria, in provincia di Catanzaro, Cosenza e Crotone sono installati cartelli bilingue italiano/albanese, nei territori comunali di minoranza albanese. Inoltre, nella provincia di Cosenza, è in progetto l'installazione di nuovi cartelli bilingue italiano/occitano ed italiano/albanese nei comuni aventi minoranza linguistica.

Segnaletica bilingue in italiano e in albanese a Piana degli Albanesi in Sicilia

### Malta
L'isola di Malta è ufficialmente bilingue inglese/maltese. La segnaletica stradale è tuttavia monolingue e utilizza l'inglese per tutti i testi mentre i toponimi sono riportati nella denominazione locale maltese.

### Paesi Bassi
Nei Paesi Bassi nella provincia della Frisia la lingua frisone gode di particolari forme di tutela e incentivazione. Diversi comuni e la stessa provincia (la cui denominazione ufficiale è dal 1997 Provinsje Fryslân) hanno mutato denominazione deliberando l'ufficialità del toponimo locale. La segnaletica stradale utilizzata è comunque in sola lingua olandese su strade e autostrade mentre sono particolarmente diffusi cartelli bilingui (olandese/frisone) di inizio e di fine centro abitato.

### Polonia

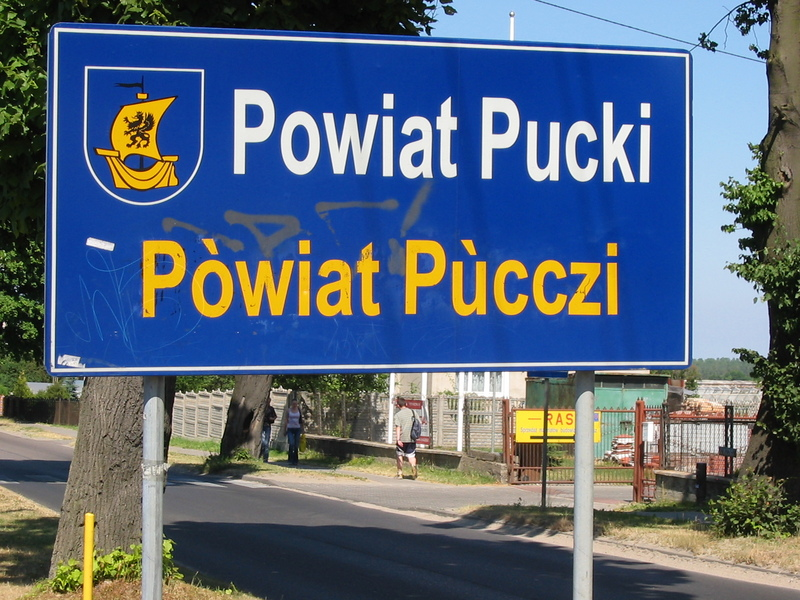
Cartello bilingue polacco/casciubico di confine di distretto a Puck in Pomerania

In Polonia viene utilizzata una segnaletica bilingue (limitata alle indicazioni di localizzazione) nelle zone di lingua casciuba della Pomerania.

### Repubblica Ceca

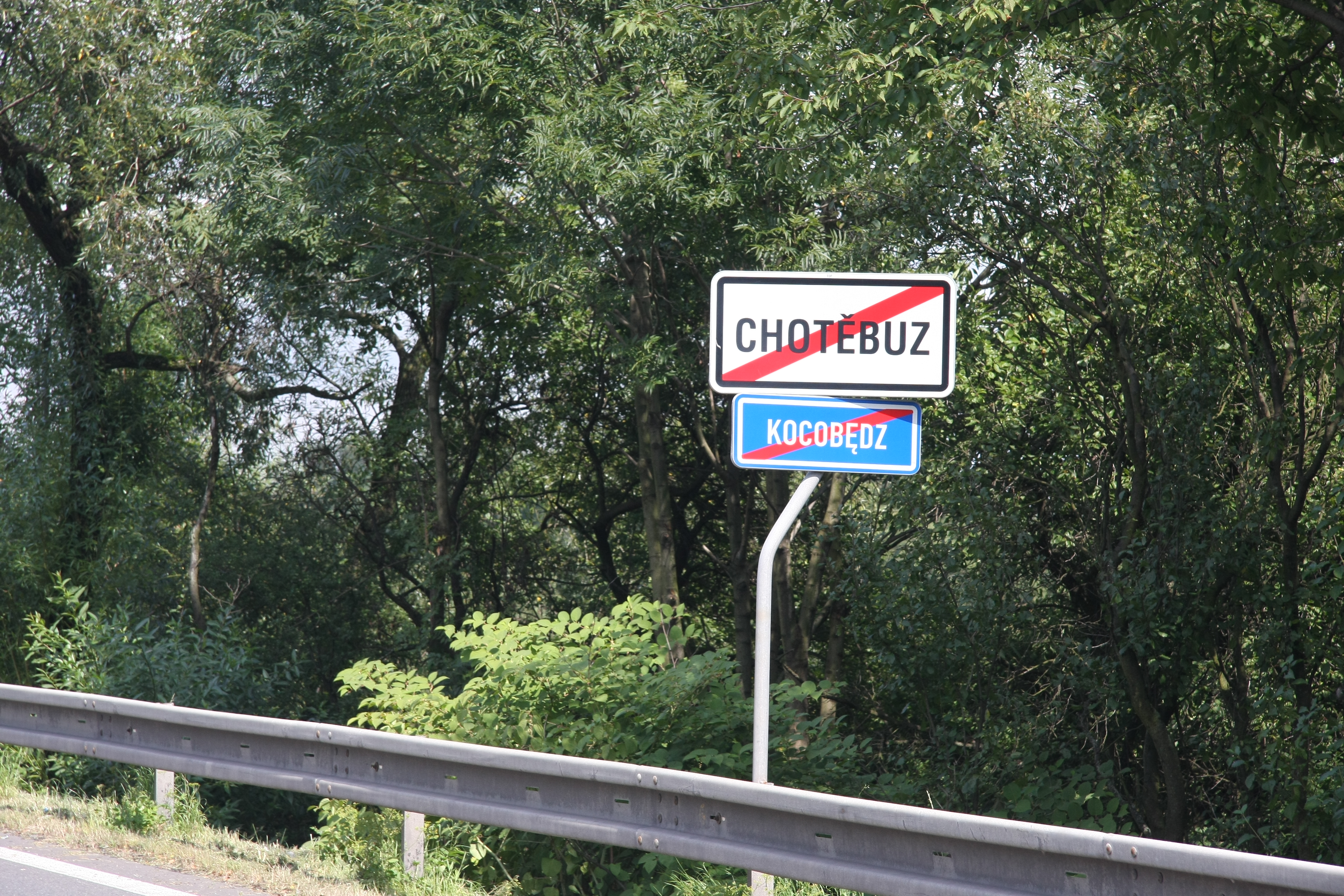
Cartello bilingue ceco/polacco in Slesia ceca

Nella Repubblica Ceca, segnaletica bilingue e di nome via in ceco e polacco viene utilizzata nella regione di confine di Český Těšín (Czeski Cieszyn).

### Romania
Nella regione della Transilvania è presente segnaletica bilingue romeno/ungherese nella città di Târgu Mureș e romeno/tedesco a Sibiu.

### Spagna

Segnaletica bilingue in Spagna

In Spagna sono ufficialmente bilingui le regioni di lingua catalana (Catalogna, Comunità Valenciana e Isole Baleari), basca (Paesi Baschi e parte della Navarra) e galiziana (Galizia). Secondo l'art. 2.3.5 della norma 8.1-IC sulla segnaletica verticale (Instrucción de Carreteras) emanata dal Ministero dei Trasporti (Ministerio de Fomento) con ordinanza nº 1798 del 28 dicembre 1999, nelle Comunità Autonome aventi lingua differente dallo spagnolo castigliano i nomi propri dei centri abitati, delle province e dei luoghi geografici devono essere sempre scritti nella forma ufficiale del toponimo (in lingua locale o nella forma bilingue). Nel caso in cui il toponimo locale differisse di molto da quello in castigliano, e qualora sulla Mappa Ufficiale delle Strade (Mapa Oficial de Carreteras) figurasse solo quest'ultimo, viene riportato il toponimo nella lingua regionale seguito da una barra (/) e del toponimo in castigliano. In caso di scrittura su due righe viene riportato nella parte superiore il nome in lingua locale e nella parte inferiore il toponimo in castigliano, separati da una riga orizzontale. Non viene fatta distinzione di caratteri tipografici tra le due lingue. Non è inoltre ammesso l'utilizzo di nomi scritti in lingue straniere e per i nomi propri dei paesi confinanti è ammessa la sola forma in castigliano o in lingua locale, salvo accordi bilaterali. I nomi comuni seguono la stessa regola dei nomi propri ma per quanto possibile devono essere sostituiti da pittogrammi. Ai sensi dell'art. 138 del Regolamento Generale della Circolazione (Reglamento General de Circulación) approvato con Decreto Reale n. 1428 del 21 novembre 2003 i testi complementari dei cartelli segnaletici sono riportati esclusivamente in castigliano; tuttavia spesso altri testi esplicativi (sólo bus, desvío provisional, área de servicios) compaiono, ad esempio in Catalogna, esclusivamente in lingua locale.

#### Catalogna, Isole Baleari, Comunità Valenciana e Aragona

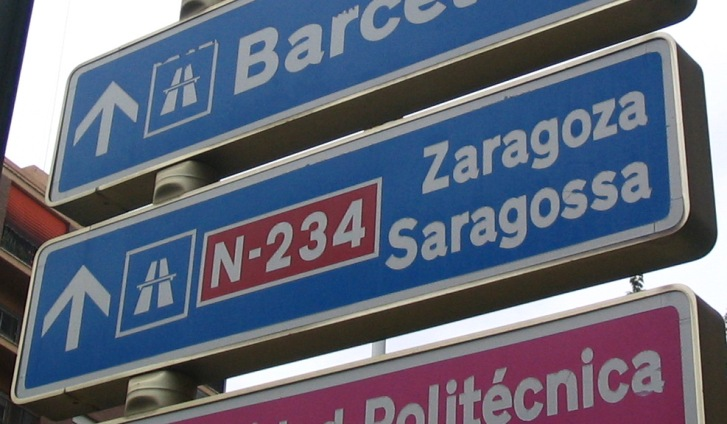
Segnale bilingue spagnolo/catalano a Valencia

In Catalogna la toponomastica è interamente e unicamente in catalano, così come la segnaletica di localizzazione e direzione. In alcuni rari casi, come nei tratti autostradali adiacenti all'aeroporto di Barcellona-El Prat, la segnaletica è bilingue catalano/spagnolo.
Nella Val d'Aran, in Catalogna, la segnaletica è prevalentemente monolingue aranese, talvolta è bilingue catalano/aranese, e meno spesso trilingue spagnolo/catalano/aranese.

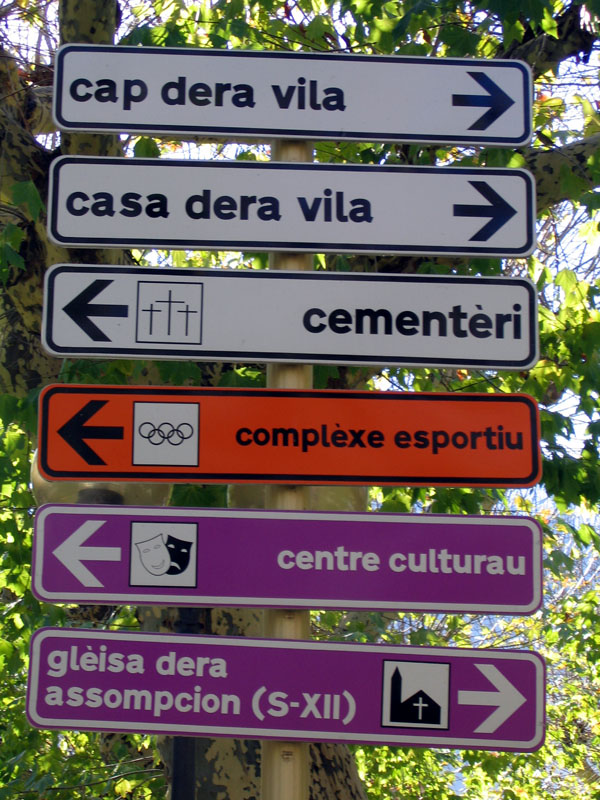
Cartelli in aranese a Bossòst, in Val d'Aran

Nelle Isole Baleari la cartellonistica è interamente in catalano (come in Catalogna) nella variante balearica, comprese le informazioni complementari. Nelle zone turistiche sono presenti alcuni cartelli bilingui catalano/spagnolo.
Nella Comunità Valenciana è stata ufficialmente introdotta la toponomastica bilingue spagnolo/catalano ma la segnaletica fa riferimento al toponimo ufficiale, la maggior parte dei quali è in catalano, in altri casi è in spagnolo, a seconda della ripartizione linguistica. Nei casi in cui è bilingue riporta le indicazioni in spagnolo (sopra) e catalano (sotto), senza alcuna distinzione di carattere.
In Aragona sono ufficiali nei rispettivi domini linguistici l'aragonese e il catalano e si sta provvedendo alla segnalizzazione bilingue di diverse strade, particolarmente nelle comarcas della Hoya de Huesca, Somontano de Barbastro e della Frangia d'Aragona. I cartelli indicano i toponimi in spagnolo e aragonese o catalano (El Grado/Lo Grau, Almudévar/Almudébar, Bajo Aragón-Caspe/Baix Aragó-Casp).

#### Paesi Baschi
Nei Paesi Baschi la segnaletica si presenta eterogenea con vecchi esempi di segnaletica direzionale monolingue in spagnolo (più raramente spagnolo/basco) e nuovi cartelli bilingui basco/spagnolo, per lo più installati dalle autorità locali con esiti grafici molto differenti. I comuni minori hanno nel tempo convertito la propria denominazione in basco (come anche le province di Bizkaia e Gipuzkoa), mentre le città principali - considerata la difficile comprensibilità dei toponimi baschi - la mantengono bilingue (nella forma unica ufficiale come a Vitoria-Gasteiz e Donostia-San Sebastián o con doppia denominazione ufficiale nelle due lingue). Ciononostante i testi complementari sono spesso riportati solo in spagnolo. Negli ultimi anni il governo regionale basco ha attivato iniziative al fine di garantire una maggiore uniformità grafica e applicativa della segnaletica bilingue, sia in campo stradale che turistico: tra le indicazioni fornite, l'utilizzo della lettera maiuscola per i nomi propri di regioni, distretti e comuni, l'impiego della minuscola per nomi comuni e servizi, la generalizzazione del testo bilingue in basco (in alto) e spagnolo (in basso) con pari gerarchia grafica tra le due lingue e l'impiego di simboli o pittogrammi di facile decodifica nel caso in cui l'indicazione sia scritta nella sola lingua basca.

#### Galizia
In Galizia dal 1983 la toponomastica ufficiale è stata convertita interamente in galiziano (A Coruña, Ourense, etc.). Le indicazioni di direzione non sono pertanto bilingui ma monolingui.

#### Andalusia
Su alcune autostrade dell'Andalusia sono riportati alcuni cartelli bilingue spagnolo/arabo, soprattutto quelli che conducono a città portuali con rotte verso il Maghreb, come Almería e Algeciras.

### Slovenia

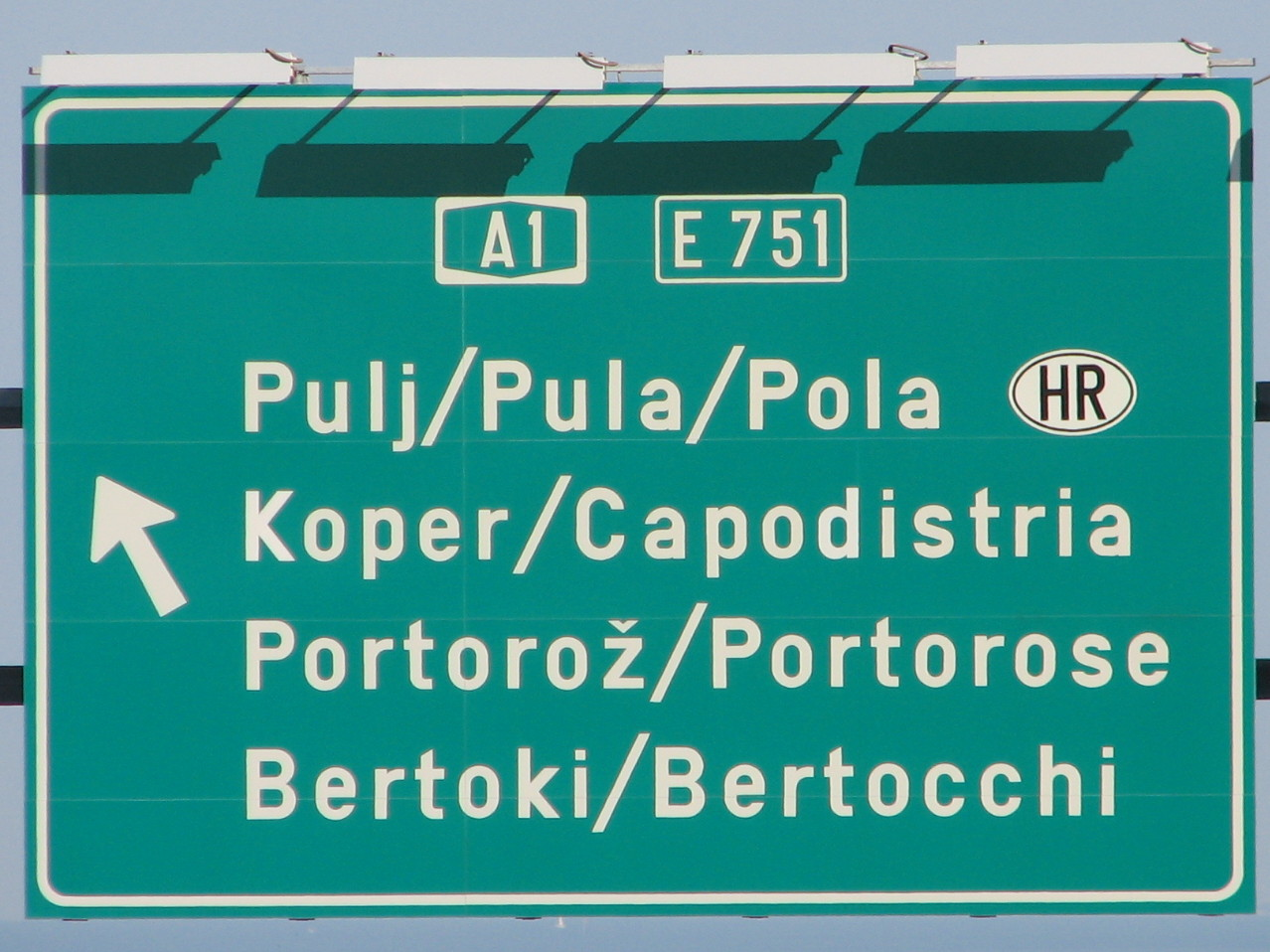
Segnale stradale nei pressi di Capodistria (Slovenia): l'indicazione per Pola (Croazia) è scritta in sloveno, croato e italiano mentre le altre località dell'Istria slovena sono riportate in sloveno e italiano.

La Slovenia riconosce alcune zone bilingui nell'Istria costiera presso Capodistria dove la segnaletica di localizzazione, direzione, nomi delle vie e informazioni complementari per legge deve essere bilingue sloveno/italiano. Le indicazioni in italiano sono in alcuni casi più in piccolo di quelle slovene, sebbene la legge prescriva che le dimensioni devono essere uguali. Le zone bilingui sono precisamente delimitate e comprendono numerose frazioni, a volte anche a macchia di leopardo, dei 4 comuni costieri sloveni. Nei cartelli installati in zona bilingue vengono indicate col nome in entrambe le lingue tutte le località, anche distanti, che a loro volta rientrino in una zona bilingue (es. Ankaran/Ancarano, Kolomban/San Colombano, Parecag/Parezzago ecc.) mentre viene riportato esclusivamente il nome sloveno per quelle località, anche vicine, che pur avendo una denominazione tradizionale anche in italiano non sono però ufficialmente bilingui (es. Tinjan (Antignana)). La regola vale anche per le indicazioni stradali verso le località croate, pertanto in un cartello posto in zona bilingue della Slovenia le città croate ufficialmente bilingui di Pola o Umago vengono segnalate sia in sloveno che in italiano, mentre Fiume o Parenzo (la prima delle quali non è bilingue, mentre la seconda ufficialmente sì) sono scritte solo in sloveno/croato. Curiosamente è tutta bilingue sloveno/italiano (e non sloveno/croato come ci si aspetterebbe) la segnaletica posta al valico internazionale tra Slovenia e Croazia presso Sicciole, con le indicazioni, le tabelle degli uffici e gli avvisi scritti tutti anche in italiano. Ciò accade in quanto Sicciole è una delle frazioni bilingui di Pirano. La segnaletica agli ex posti di confine sloveni verso l'Italia era invece posta esclusivamente in lingua slovena nella maggioranza dei valichi.
Per le località italiane il nome è sempre riportato in versione bilingue, in base alla regola secondo la quale in tutta la Slovenia i cartelli che indicano città estere riportano la doppia denominazione (es. Trst/Trieste, Gorica/Gorizia, Gradec/Graz, Reka/Rijeka). Le località slovene bilingui invece sono segnalate solo in sloveno nei cartelli posti fuori dalla zona bilingue e ad esempio Capodistria in un cartello a Sesana o a Nova Gorica viene indicata solo come Koper, e non Koper/Capodistria). Una zona con cartellonistica bilingue sloveno/ungherese è inoltre presente nel distretto di Lendava/Lendva.

### Svizzera

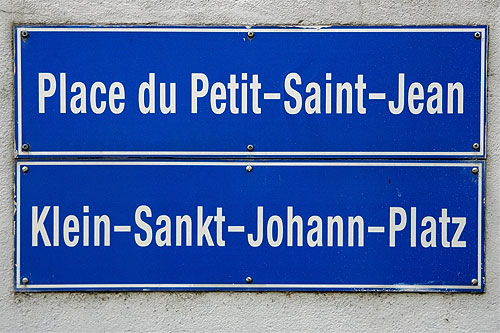
Segnaletica bilingue a Friburgo (Svizzera)

In Svizzera sono ufficialmente parlate quattro lingue (tedesco, francese, italiano e romancio) e alcune regioni di transizione sono bilingui francese/tedesco. La segnaletica stradale viene normalmente riportata nella lingua maggiormente parlata nel comune ma diventa bilingue dove la minoranza linguistica rappresenta almeno il 30% degli abitanti. Nel cantone trilingue dei Grigioni nelle zone di lingua romancia le indicazioni complementari stradali sono normalmente riportate in tedesco (con esclusione per il cartello di limite di velocità che riporta in cornice la scritta in romancio limita generala) mentre le indicazioni microtoponomastiche sono spesso in romancio (in tedesco la denominazione dei maggiori comuni) o anche in italiano. Sui cartelli stradali, per quel che concerne le direzioni da seguire, i nomi delle città sono tuttavia sempre riportati in lingua originale (la città di Zurigo è ad esempio sempre indicata come "Zürich", sia nelle regioni italofone che in quelle francofone). Nella Svizzera Italiana non di rado i nomi delle vie sono scritti esclusivamente nel dialetto locale. Ogni comune ha la facoltà di decidere autonomamente la strategia che vuole seguire.

## Segnaletica stradale bilingue nel resto del mondo

### Algeria, Tunisia e Marocco

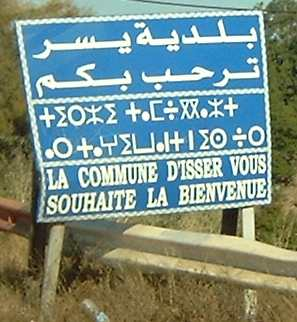
Cartello di benvenuto in arabo, berbero e francese a Isser in Cabilia (Algeria)

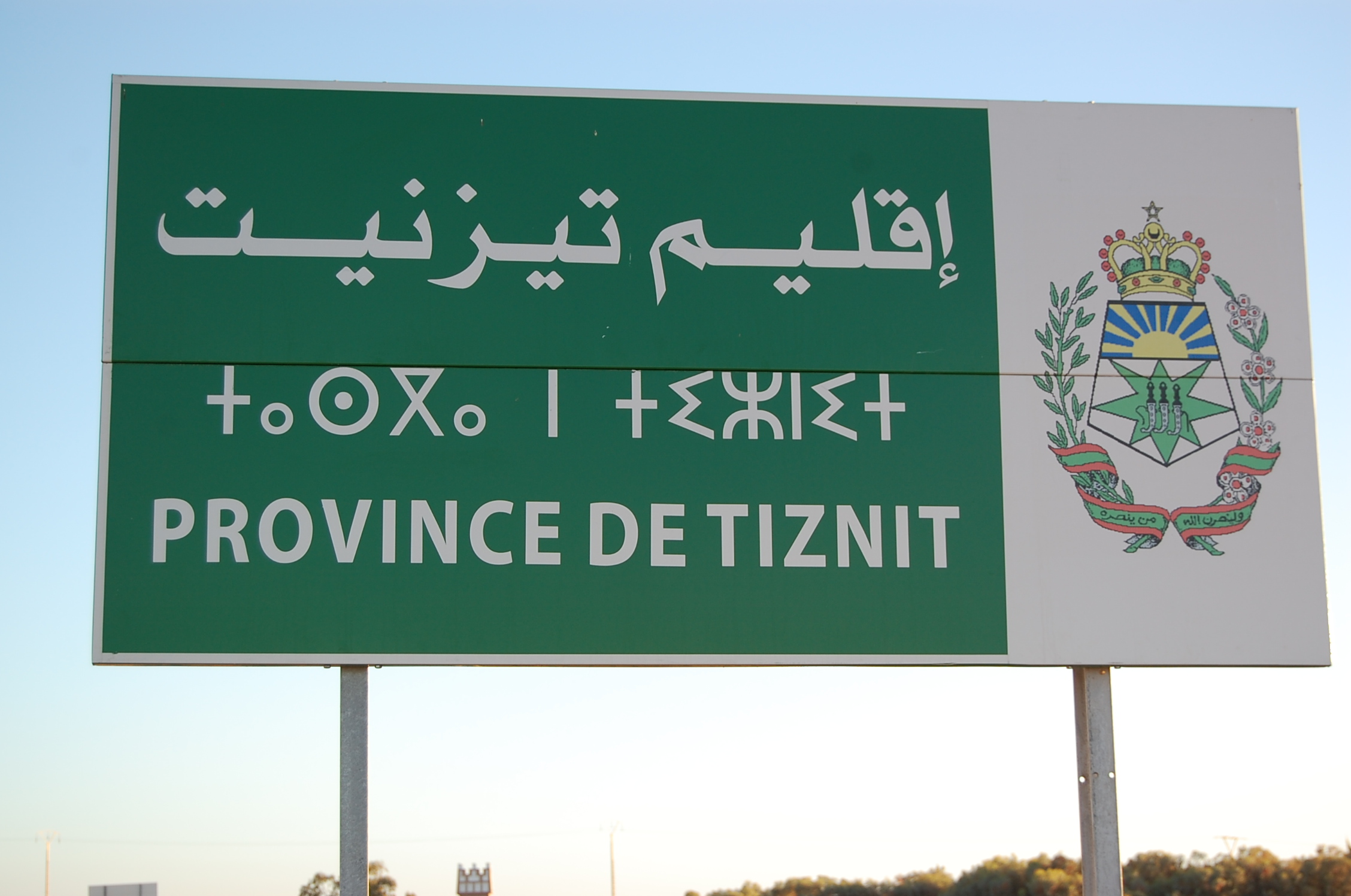
Cartello in arabo, berbero e francese che indica l'entrata nella provincia di Tiznit in Marocco

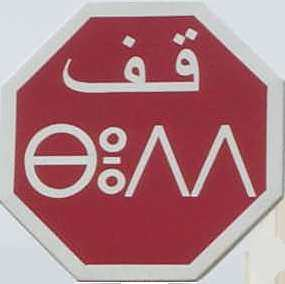
Cartello di STOP a Nador, in Marocco, in arabo e berbero (dialetto tarifit in caratteri Neo-tifinagh). Apparso il 29/04/2003 e rimosso in nottata

In Tunisia, Algeria e Marocco, paesi appartenuti al dominio francese in cui oggi è ufficiale la lingua araba, il bilinguismo di fatto è ancora particolarmente diffuso e tollerato e, pur con le dovute differenze, la segnaletica di indicazione e localizzazione dei principali itinerari e delle zone turistiche e urbanizzate ricalca modelli europei e riporta la doppia forma in arabo e francese (per toponimi minori normalmente sotto forma di traslitterazione francesizzata), così come bilingue è la denominazione delle vie. I segnali internazionali che normalmente presentano caratteri latini (STOP, P) sono accompagnati dalla traduzione in arabo (قف/STOP). Le informazioni complementari sono invece solitamente riportate esclusivamente in arabo (قف), in particolare nelle regioni interne.
In questi paesi (soprattutto Algeria e Marocco) è inoltre ancora molto diffuso il berbero, i cui locutori cercano da tempo di ottenere qualche forma di riconoscimento ufficiale. Tra le varie rivendicazioni vi è proprio quella di una segnaletica plurilingue che contenga il berbero, ma per il momento le autorità statali si oppongono a queste rivendicazioni.
Solo in Cabilia, una battagliera regione dell'Algeria dove i Berberi si battono con particolare vigore, diversi comuni hanno preso l'iniziativa di apporre una segnaletica multilingue comprendente il berbero (scritto in alfabeto neo-tifinagh), che viene di fatto tollerata.
Diversa la situazione in Marocco. Quando, al principio del 2003, l'IRCAM (Istituto Reale della Cultura Amazigh) decise di adottare ufficialmente l'alfabeto tifinagh per introdurre il berbero nelle scuole, la municipalità di Nador, località berberofona del Rif, decise, il 29 aprile 2003, di introdurre una segnaletica locale con scritte anche in berbero (tarifit), coi caratteri neo-tifinagh. La decisione durò solo poche ore in quanto in breve tempo il ministro dell'Interno, Mustapha Sahel, invalidò la decisione del consiglio municipale e diede ordine di sostituire tutti i cartelli bilingui che erano stati collocati in quella città.

### Canada

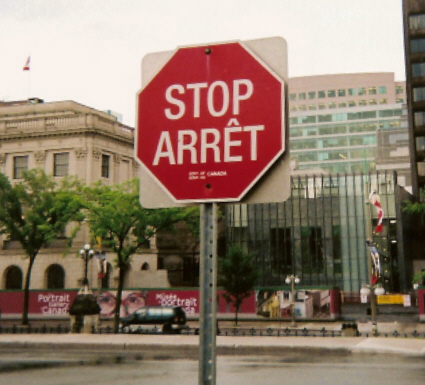
Cartello di STOP a Ottawa (Canada)

Nel Canada la provincia del Québec è di madrelingua e toponomastica francese, anche se è diffuso un bilinguismo di fatto con l'inglese. La segnaletica stradale è comunque monolingue e interamente tradotta in francese, comprese le indicazioni complementari e i cartelli di STOP (ARRÊT). Cartelli bilingui inglese/francese sono invece posti nel Nuovo Brunswick in alcune località francofone delle province dell'Ontario e di Manitoba (francese/inglese), in prossimità dei punti di confine linguistico e su alcuni itinerari principali in tutta la nazione nonché nella capitale, Ottawa, che - per ragioni simboliche - è formalmente e ufficialmente bilingue inglese/francese dal 2002, sia nei servizi che nella segnaletica urbana (nomi di via e alcuni cartelli stradali) anche se l'inglese è largamente prevalente nell'uso quotidiano (i francofoni non raggiungono il 16%) e si trova in una regione storicamente di lingua inglese.
Nel neoistituito e spopolato territorio del Nunavut nel nord del Canada, sulle poche strade urbane della capitale Iqaluit la segnaletica stradale è riportata nella versione in lingua inuktitut e in inglese, incluso il segnale di STOP. Anche nella sola riserva indiana Huron del Québec le indicazioni sono riportate bilingui in francese e wyandot incluso il segnale di STOP (ARRÊT/SETEN).

### Cina

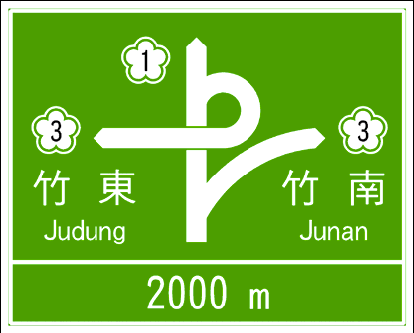
Cartello di preavviso di intersezione a Taiwan

In Cina si parla un numero molto elevato di lingue locali, ma il fatto di utilizzare una scrittura ideogrammatica, non basata sulla pronuncia, ma sul significato, fa sì che i testi siano comunque comprensibili anche in contesti linguisticamente differenti, rendendo non necessario l'uso della segnaletica bilingue. Infatti, al di fuori delle città turistiche (Pechino, Shanghai, Xi'an e Canton), la cartellonistica è esclusivamente in cinese.
In tre regioni della Cina vige il bilinguismo e la cartellonistica è bilingue (cinese/mongolo nella Mongolia Interna, cinese/uiguro nello Xinjiang, cinese/tibetano in Tibet). Nessuna di queste lingue prevede l'uso di caratteri latini.
Con lo sviluppo degli scambi internazionali e la crescente motorizzazione del paese, cartelli con indicazioni traslitterate anche in caratteri latini iniziano inoltre a comparire anche sugli itinerari principali delle maggiori metropoli cinesi (Shanghai). La mancata standardizzazione della seconda forma nella segnaletica bilingue crea tuttavia ancora oggi una certa disuniformità nei nomi comuni tra la scelta della semplice traslitterazione fonetica pinyin e quella della traduzione in inglese dei nomi (nella denominazione delle vie nelle città principali possono casualmente apparire entrambe le varianti Qiao/Bridge, Jie/Street, Wangfujing Dajie/Wangfuying Avenue, Xizang Zhongu/Central Xizang Rd., Xinjiekou Waidajie/Xinjiekou Outer St.) la cui risoluzione secondo lo standard che prevede i nomi propri traslitterati in pinyin (ad es. Wangfujing) e i nomi comuni tradotti in inglese (ad es. road/Rd., street/St., avenue/Ave., bridge) costituisce uno degli obiettivi prefissati per le XXIX Olimpiadi del 2008 (Progetto "Use Accurate English to Welcome the Olympics - Public Bilingual Sign Standardization Drive" della University of International Business and Economics), almeno per le principali città di Pechino, Shanghai, Xi'an e Canton.
La segnaletica bilingue inglese/cinese viene comunque diffusamente utilizzata a Hong Kong, ex possedimento britannico, dove la presenza di stranieri è fortemente consolidata, la segnaletica utilizza ancora gli standard britannici e la lingua inglese precede quella cinese nelle indicazioni.
A Taiwan la segnaletica stradale degli itinerari principali è normalmente traslitterata in caratteri latini (con eventuali testi in inglese), mentre i testi complementari sono scritti solo in cinese. Il cartello di STOP riporta la scritta in solo cinese (in rari casi traslitterata su un pannello integrativo sottostante).

### Giappone

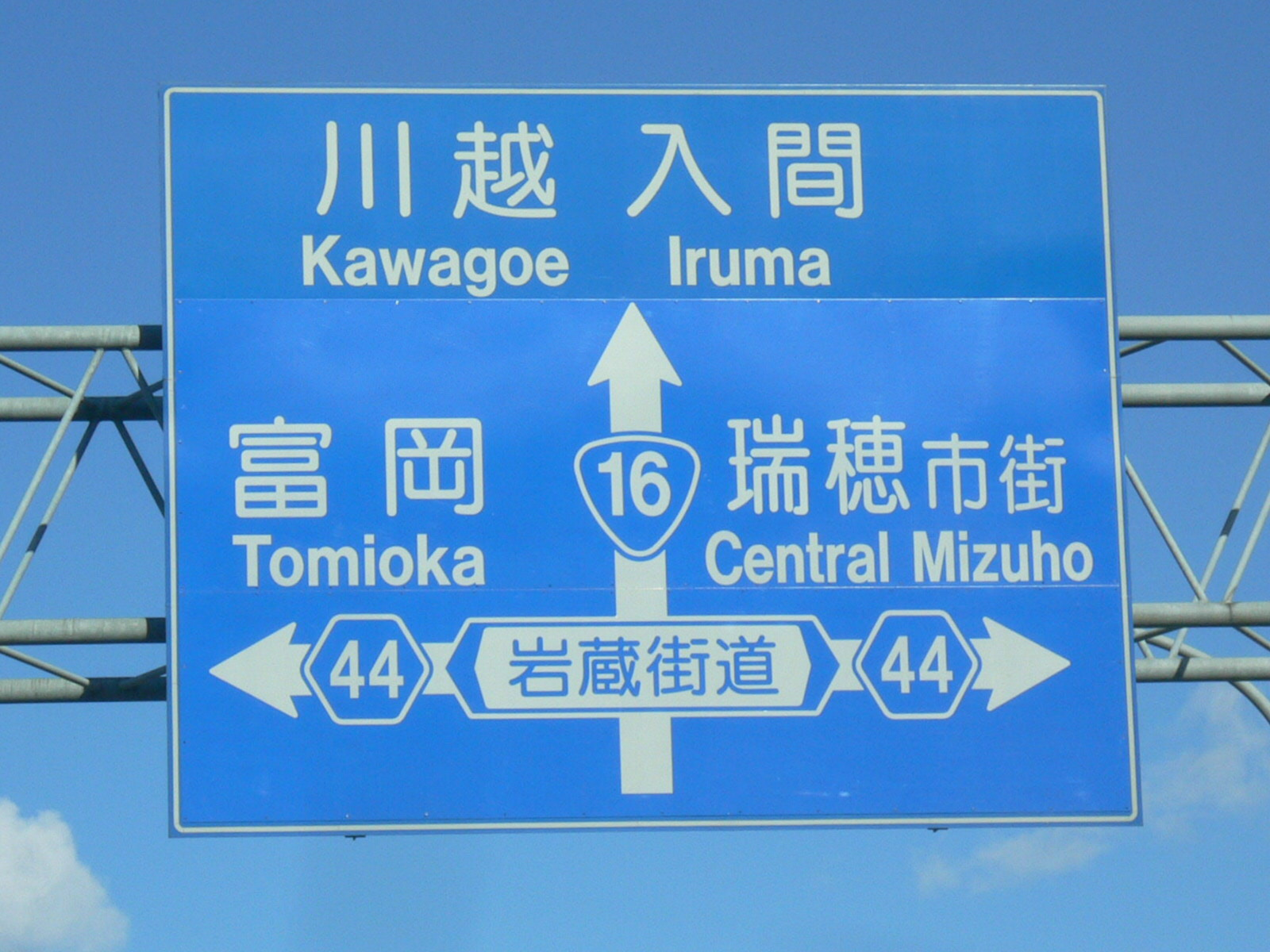
Segnaletica con traslitterazione latina o inglese in Giappone

Il Giappone non ha regioni bilingui (fatta salva la base militare americana di Okinawa e le zone di lingua ainu) ma poiché il giapponese utilizza caratteri propri (ideogrammi), le indicazioni di direzione sono generalmente ripetute traslitterate in caratteri latini (in inglese quando si tratti di testi).

### Iran
In Iran, come nella maggior parte dei paesi che non utilizzato l'alfabeto latino, la segnaletica di direzione è bilingue persiano/inglese, mentre la segnaletica complementare tende a essere esclusivamente in persiano.
Nelle zone interne e non turistiche del paese, la segnaletica è raramente traslitterata e pertanto è generalmente solo in persiano.

### Israele

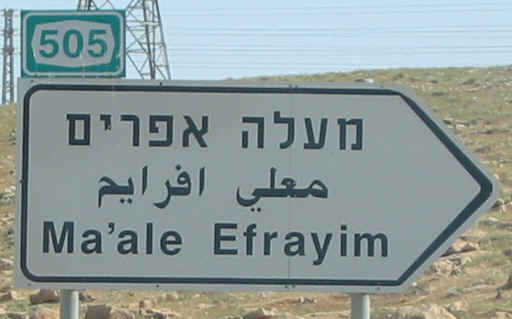
Cartello trilingue ebraico/arabo/inglese in Israele

In Israele la segnaletica riporta abitualmente le indicazioni in ebraico e in caratteri latini (normalmente secondo il toponimo inglese). Nelle zone con presenza araba o di confine con i territori palestinesi sono utilizzati anche cartelli trilingue: in alfabeto ebraico, in arabo e nell'alfabeto latino, solitamente in lingua inglese. La segnaletica complementare è invece generalmente solo in ebraico o, nelle zone controllate dalla Palestina, esclusivamente in arabo.

#### Cisgiordania
Nel territorio della Cisgiordania, parzialmente controllato dalla Palestina, la segnaletica è trilingue ebraico/arabo/inglese, e diventa bilingue arabo/inglese nelle zone palestinesi.

### Kazakistan

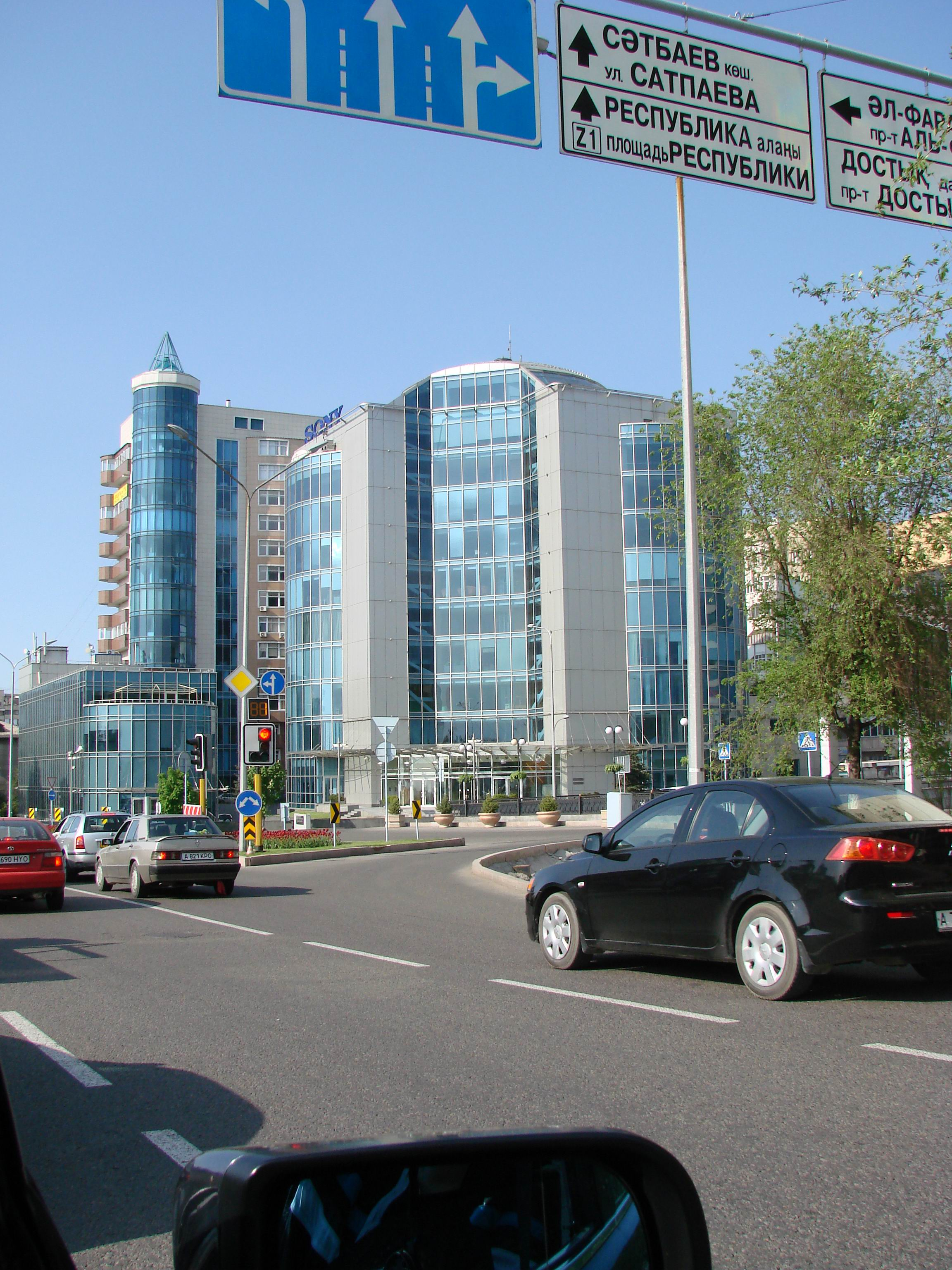
Cartello bilingue kazako/russo in Almaty in Kazakistan

In Kazakistan la segnaletica è bilingue in kazako e russo. Dal 2018 è iniziato il passaggio della lingua kazaka all'alfabeto latino, con conseguente sostituzione della segnaletica. Il processo terminerà nel 2025.

### Kirghizistan
In Kirghizistan la segnaletica è scarna e in pessime condizioni ed è in kirghiso con traslitterazione in caratteri latini solo nelle grandi città (Бишкек/Biškek e Ош/Oš); nel resto della nazione è riportata esclusivamente in caratteri cirillici. Il russo, sebbene lingua ufficiale, non viene utilizzato sui cartelli stradali.

### Libia
In Libia in cartelli sono scritti generalmente solo in arabo, ad eccezione delle grandi città.

### Nuova Zelanda
In Nuova Zelanda sono ufficiali sia l'inglese che la lingua māori (parlata da circa il 4% della popolazione). Mentre tutte le amministrazioni e servizi pubblici stanno procedendo a dotarsi di una denominazione e segnaletica bilingue, nel campo stradale la tendenza è attualmente quella di limitare al minimo l'utilizzo della segnaletica bilingue al fine di garantire una migliore leggibilità dei gruppi segnaletici. La segnaletica rimane pertanto nella maggior parte dei casi monolingue in inglese ed è bilingue solo in corrispondenza dei maggiori punti di interesse culturale.

### Penisola arabica

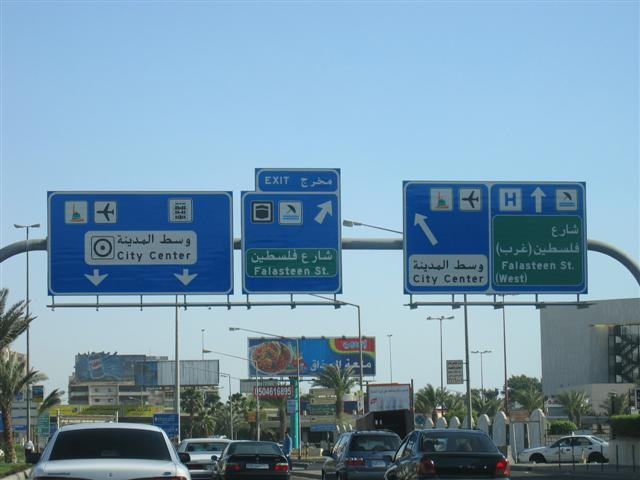
Portale bilingue a Jedda (Arabia Saudita)

La penisola arabica (Arabia Saudita esclusa) è stata sotto il dominio britannico fino al 1971, motivo per il quale la presenza della lingua inglese è molto forte. La segnaletica di Qatar, Emirati Arabi Uniti, Bahrein, Kuwait e Oman (ai quali si è adeguata anche l'Arabia Saudita, pur non essendo stata sotto il dominio britannico) presenta una segnaletica moderna di tipo occidentale e standard europeo, rielaborata principalmente sul modello inglese. La lingua ufficiale è l'arabo ma la segnaletica è completamente bilingue in arabo e inglese, inclusa la segnaletica complementare e di servizio. L'ordine utilizzato è abitualmente arabo/inglese in verticale e inglese/arabo in caso di affiancamento orizzontale (l'arabo ha direzione di scrittura/lettura inversa rispetto alle lingue occidentali), con un risultato spesso molto chiaro, grazie anche alla notevole differenza visiva tra i due alfabeti.
In Yemen, a causa della guerra civile, la segnaletica fuori dalle città principali è in parte danneggiata o inesistente, o non curata. La segnaletica di direzione è bilingue arabo/inglese (mentre quella complementare solo in arabo), tuttavia nelle zone più interne è esclusivamente in arabo.

### Russia
In Russia, come in diversi altri paesi che utilizzano alfabeti non latini, la segnaletica di indicazione degli itinerari turistici riporta a volte la doppia versione in caratteri cirillici e la traslitterazione in caratteri latini, seppure non in modo uniforme. Nelle stesse zone turistiche (es. Москва/Moskva, Санкт-Петербург/Sankt-Peterburg) prevalgono cartelli riportati nella sola versione cirillica. Fuori dalle città principali, su strade e autostrade (ad eccezione di alcune zone di confine), i cartelli sono scritti solo in cirillico (es. Пе́рвое Ма́я).

### Stati Uniti d'America

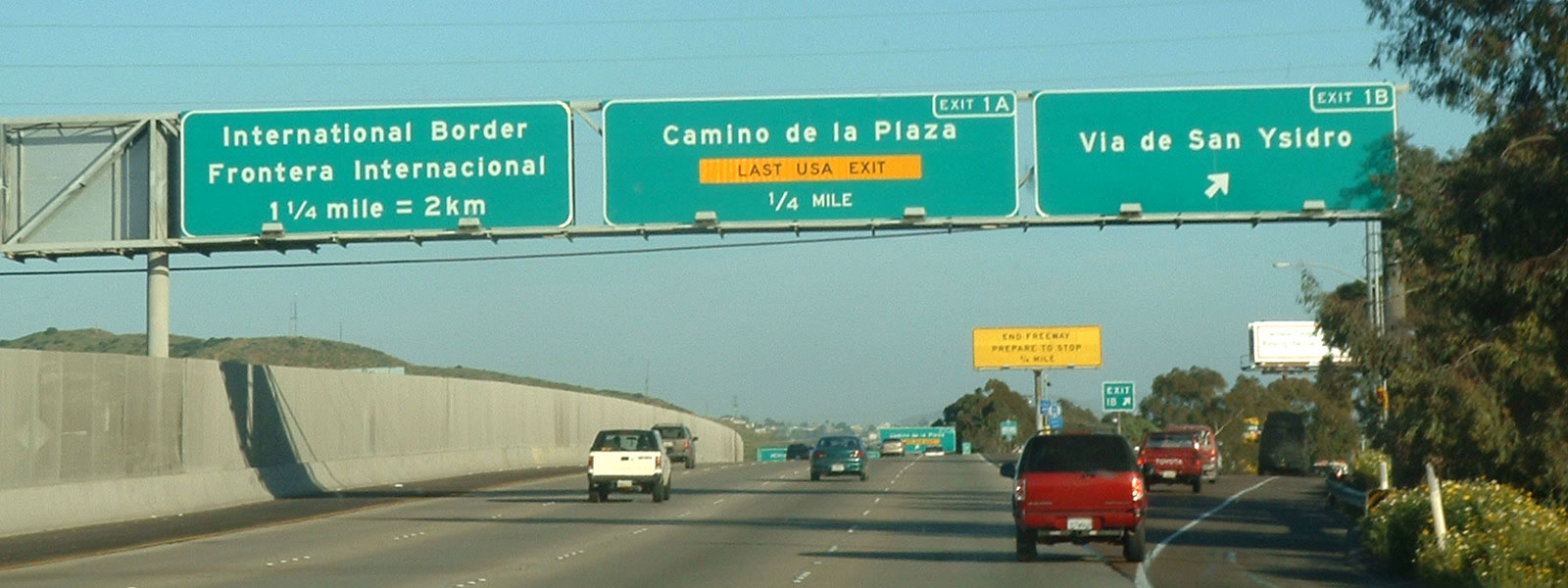
Segnaletica con indicazioni bilingui in prossimità del confine a San Ysidro (California)

Negli Stati Uniti d'America l'inglese - pur non essendo sancito da alcun atto legislativo - è l'unica lingua ufficiale delle amministrazioni pubbliche. In alcuni stati (Florida, California, Nuovo Messico) la presenza di origine ispanica è tuttavia particolarmente consistente e determina un bilinguismo inglese/spagnolo "di fatto". A differenza di alcune indicazioni pubbliche e di sicurezza che sono spesso bilingui anche dove la presenza ispanica è minore (New York o Chicago), la segnaletica stradale non è comunque mai bilingue ma è sempre riportata esclusivamente in inglese (solo i toponimi di alcune regioni sono in spagnolo), con un uso tra l'altro notevolmente ridotto dei pittogrammi nella segnaletica complementare e la preferenza per il testo scritto (effetto dell'ampia diffusione internazionale della lingua inglese). Costituisce eccezione l'ultimo tratto della viabilità principale che conduce ai punti di confine con il Messico (in base agli accordi NAFTA) dove compaiono anche cartelli di STOP bilingui (STOP/ALTO). Nelle regioni originariamente di lingua francese (Louisiana) o con forte presenza germanica (Pennsylvania) l'indicazione bilingue è limitata alle targhe di denominazione delle strade del centro "storico" di alcune città e costituisce un'iniziativa prevalentemente turistica priva del carattere dell'ufficialità.

### Turchia
In Turchia la segnaletica, segnale di STOP compreso (DUR), è interamente riportata in turco, unica lingua ufficiale riconosciuta nel paese: la legge n. 5542 prevede infatti che i toponimi in lingua differente da quella turca vadano comunque cambiati.
Nelle regioni prevalentemente abitate da minoranze di lingua curda vi è stata nel 2006 ad opera del Consiglio Provinciale di Diyarbakır una proposta di introduzione nella segnaletica della denominazione bilingue dei centri abitati (facendo seguire al nome turco la denominazione curda tra parentesi). Tale proposta ha comunque provocato la reazione del Governatore locale che ha presentato ricorso per l'annullamento al Tribunale Amministrativo, motivandolo con difficoltà di utilizzo ufficiale dei nomi e con il rischio di una promozione del riutilizzo degli antichi nomi in lingua curda (oggi usati solo informalmente) che potrebbero sostituire le nuove denominazioni ufficiali in turco con possibili contrasti tra la popolazione e le istituzioni e conseguenti danni economici.

## Segnaletiche multilingue di orientamento e sicurezza
Indipendentemente dallo status linguistico di un territorio viene spesso utilizzata la segnaletica multilingue nei luoghi di grande transito o di frontiera, in prossimità delle sedi di istituzioni internazionali e in presenza di un elevato numero di locutori di un determinato idioma. A differenza della segnaletica stradale, che per con le specificità locali rispetta standard internazionali e nazionali di composizione e riveste caratteri di ufficialità, le ulteriori tipologie segnaletiche sono solitamente non normate (con eccezione per la segnaletica di sicurezza).

### Segnaletica turistica e di orientamento

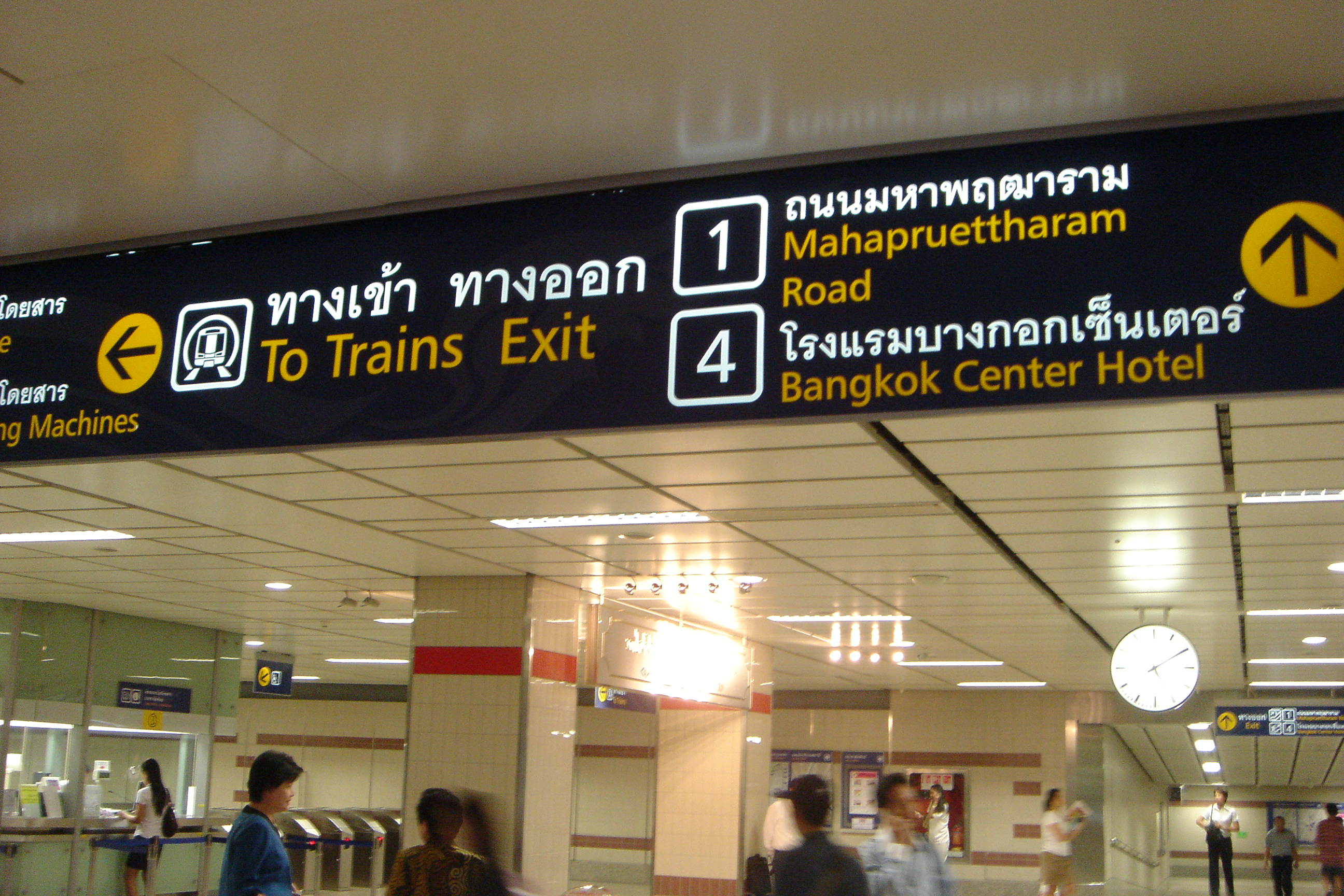
Indicazioni bilingui thailandese/inglese nella metropolitana di Bangkok (Thailandia)

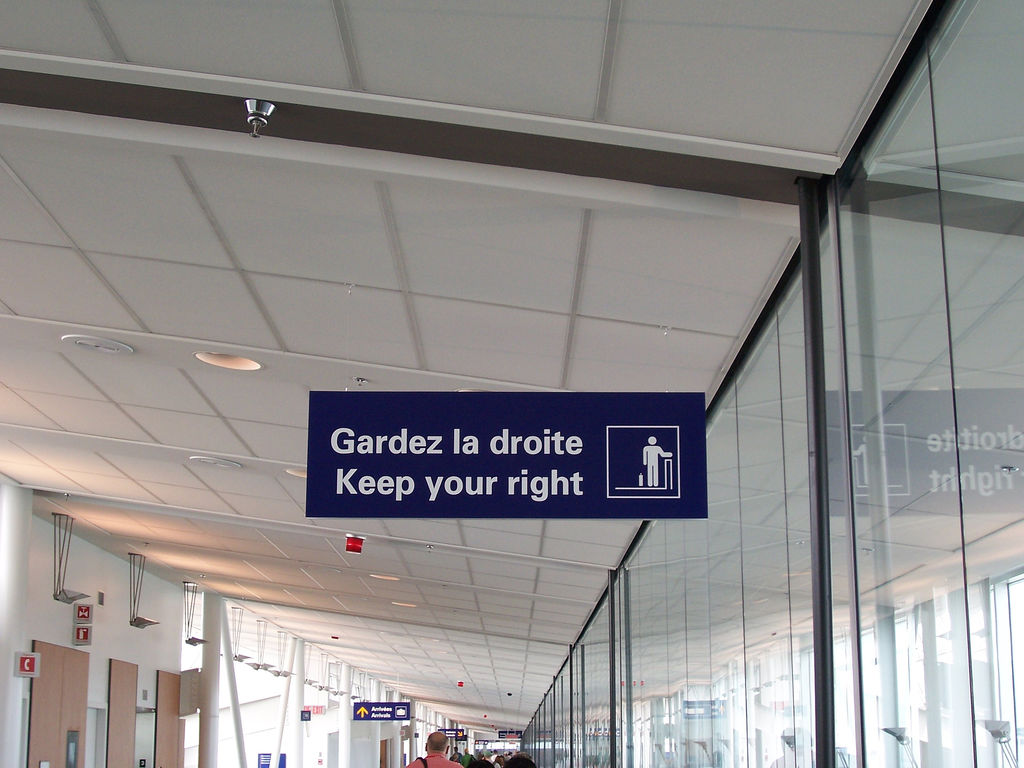
Cartello bilingue francese/inglese all'aeroporto di Montréal nel Quebec

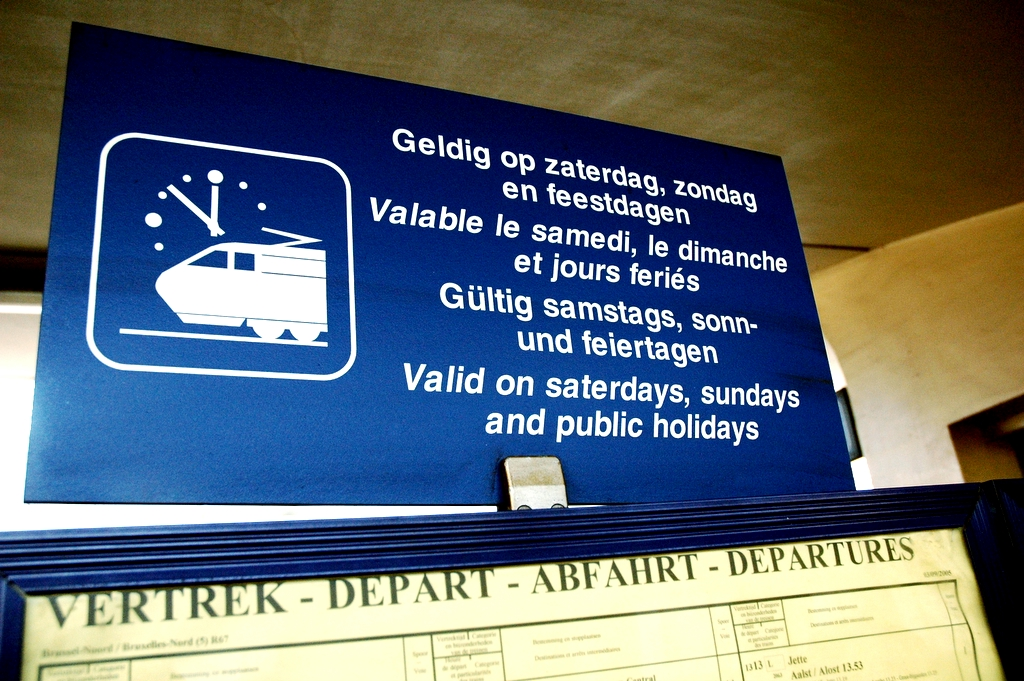
Indicazioni quadrilingue olandese/francese/tedesco/inglese nella stazione di Bruxelles-Nord

Segnaletica plurilingue di orientamento è usualmente collocata nei luoghi di grande transito anche al di fuori dei territori in cui vige il bilinguismo. Non essendo normata presenta le caratteristiche più varie:
- aeroporti, stazioni ferroviarie e porti: costituiscono i luoghi dotati del maggiore carattere di "internazionalità". La regola prevede usualmente l'impiego di pittogrammi facilmente comprensibili, della lingua nazionale, seguita (talvolta con un carattere differente o in corsivo) dalla iscrizione in lingua inglese e talvolta in altre lingue (in Europa usualmente francese e tedesco e/o spagnolo). Così nella nuova stazione marittima di Marsiglia (Francia) la segnaletica di orientamento è interamente in francese e arabo (il movimento passeggeri verso Algeria e Tunisia costituisce il 50% del traffico totale). Nei Paesi Baschi francesi le stazioni ferroviarie SNCF classificate di importanza nazionale (ad es. Bayonne e Hendaye) riportano le indicazioni in francese e inglese (al fine di favorire il flusso turistico), mentre nelle stazioni regionali e secondarie viene consentito l'impiego di indicazioni in francese e basco.
- stazioni della metropolitana, mezzi pubblici, servizi pubblici urbani, ospedali, uffici pubblici, grandi centri commerciali: è in notevole aumento soprattutto nelle aree metropolitane il numero dei servizi di trasporto e urbani che impiegano indicazioni bilingui. Viene normalmente utilizzata la lingua locale seguita dal testo in lingua inglese (o nelle altre lingue parlate dalla maggior parte dei fruitori) con un carattere differente (solitamente in corsivo);
- punti di frontiera: le informazioni fornite in più lingue (usualmente quelle dei paesi confinanti, oltre all'inglese) sono prevalentemente di carattere amministrativo;
- luoghi ad elevata presenza turistica. Le indicazioni rispettano normalmente la provenienza dei principali flussi turistici, con notevole grado di disomogeneità della segnaletica.
- settori urbani storicamente caratterizzati dalla consistente e consolidata presenza di un gruppo etnico (è il caso ad esempio dei quartieri cinesi Chinatown a New York, Los Angeles, L'Aia e dei quartieri italiani nel centro di New York e Toronto), in cui l'adozione di nomi via e insegne nella seconda lingua assume più un valore turistico che effetti pratici o ufficiali.
- sedi di organismi internazionali o governi e enti plurilingue. Nell'Unione europea i siti delle istituzioni comunitarie adottano usualmente la dicitura in inglese, francese e tedesco (di fatto le lingue di lavoro dell'istituzione) oppure la successione alfabetica di tutte le 20 lingue ufficiali dell'Unione (a discapito dell'immediata comprensibilità dell'indicazione).

### Segnaletica di sicurezza
La segnaletica di sicurezza dovrebbe rispettare le indicazioni contenute nella norma ISO 7010:2011 (Graphical symbols - Safety colours and safety signs - Safety signs used in workplaces and public areas) ma le varie normative di recepimento a livello nazionale non sempre risultano omogenee e conformi alla stessa. Questa norma prevede l'impiego prioritario di pittogrammi, eventualmente accompagnati da brevi testi descrittivi nella lingua nazionale. A parte le situazioni in cui vige il bilinguismo giuridico (dove l'indicazione è riportata nelle lingue ufficiali) la stessa informazione viene talvolta ripetuta in lingua inglese o nelle lingue di maggior provenienza dei lavoratori. Nelle zone ad elevata presenza ispanica degli Stati Uniti d'America nelle attività lavorative viene spesso utilizzata segnaletica di sicurezza che riporta le diciture in inglese e spagnolo (negli Stati Uniti d'America l'impiego di pittogrammi non è particolarmente diffuso).